# Televisão no Brasil
A televisão no Brasil tem início comercialmente em 18 de setembro de 1950, quando foi inaugurada a TV Tupi em São Paulo, com equipamentos trazidos por Assis Chateaubriand, fundando assim o primeiro canal de televisão no país. Cinco meses depois, em 20 de janeiro de 1951, entrou no ar a TV Tupi Rio de Janeiro. Desde então, a televisão cresceu no país e hoje representa um fator importante na cultura popular moderna da sociedade brasileira. Em 1955, foi inaugurada a TV Rio, aliando-se à TV Record, inaugurada em 1953, das Emissoras Unidas. Em agosto de 1957, iniciaram-se as transmissões entre cidades no Brasil, com um link montado entre a TV Rio e a TV Record, ligando as cidades do Rio de Janeiro e São Paulo, com a transmissão do Grande Prêmio Brasil de Turfe, direto do Hipódromo da Gávea no Rio de Janeiro. Em 1959, surgiu a TV Continental, canal 9 no Rio de Janeiro, trazendo a novidade do videoteipe para o Brasil; ela seria cassada em 1972. Em 1960, foi inaugurada a primeira TV Excelsior em São Paulo e a segunda viria a ser inaugurada em 1963 no Rio de Janeiro. As duas saíram do ar por decisão do governo militar em 1970.
Em 1960, foram inauguradas as duas primeiras emissoras de televisão do Recife: TV Jornal do Commercio e TV Rádio Clube de Pernambuco. No mesmo ano, foi inaugurada a primeira emissora de TV da Bahia: a TV Itapoan. Porém, em 1956, a Rádio Sociedade da Bahia promoveu duas transmissões de televisão experimentais. Em 26 de abril de 1965, entrou no ar a TV Globo Rio de Janeiro, embrião da Rede Globo de Televisão. Em março de 1966, a TV Globo comprou a TV Paulista, transformando-a em TV Globo São Paulo, primeiro passo para a criação da Rede Globo. Em 13 de maio de 1967, começou a funcionar a TV Bandeirantes, canal 13 de São Paulo, primeira emissora da Rede Bandeirantes. Em 1968, foi inaugurada a primeira emissora de TV educativa do Brasil: a TV Universitária, da Universidade Federal de Pernambuco. Em 28 de fevereiro de 1969, inauguraram-se no Brasil as primeiras torres de rastreamento de satélites pela Embratel, então uma empresa estatal, localizadas no município de Tanguá no Estado do Rio de Janeiro, ligando em linha direta o Brasil entre si e com o restante do mundo. Em 19 de fevereiro de 1972, foi iniciada a primeira transmissão em cores no Brasil. No dia 10 de agosto de 1972, foi inaugurada a Rede Amazônica, em Manaus, com seu sinal em cores, sendo uma das pioneiras com a tecnologia no País. Em abril de 1977, foi cassada a TV Rio.
Em 16 de julho de 1980, foi fechada pelo governo federal a Rede Tupi, emissora pioneira da TV no Brasil, no ar desde a década de 1950. No dia 19 de agosto de 1981, Silvio Santos unificou suas emissoras, fundando o Sistema Brasileiro de Televisão (SBT). Em 5 de junho de 1983, foi fundada no Rio de Janeiro a Rede Manchete, composta de canais no Rio de Janeiro, São Paulo, Belo Horizonte, Recife, Fortaleza e com representação em Brasília. Em março de 1985, o Brasil começou a operar com o seu primeiro satélite, o Brasilsat. Em 1987, voltou a funcionar a TV Rio, que mais tarde seria vendida à Igreja Universal. Em 9 de novembro de 1989, a TV Record de São Paulo foi vendida para o Bispo Edir Macedo, iniciando então a Rede Record de Televisão. Em 20 de outubro de 1990, após uma joint-venture entre o Grupo Abril e a americana Viacom, entrou no ar a MTV Brasil, primeira emissora de televisão segmentada no Brasil. A primeira TV por assinatura no Brasil surgiu em 1990 nas cidades de São Paulo e Rio de Janeiro, no sistema "MMDS". A empresa pioneira foi comprada no ano seguinte pela Editora Abril, que transformou-a em TVA. Em 16 de maio de 1999, a Rede Manchete foi vendida a um grupo de empresários paulistas que fundaram a RedeTV!. A TV Digital no Brasil teve início às 20h30 do dia 2 de dezembro de 2007, inicialmente na cidade de São Paulo, utilizando o padrão ISDB-T japonês (統合デジタル放送サービス) (Tōgō dejitaru hōsō sābisu), rebatizado no Brasil, com a nomenclatura SBTVD (Sistema Brasileiro de Televisão Digital), embora na verdade o sistema não contenha nenhum componente brasileiro, exceto o middleware Ginga.

## Início e crescimento

### Décadas de 1930 e 1940

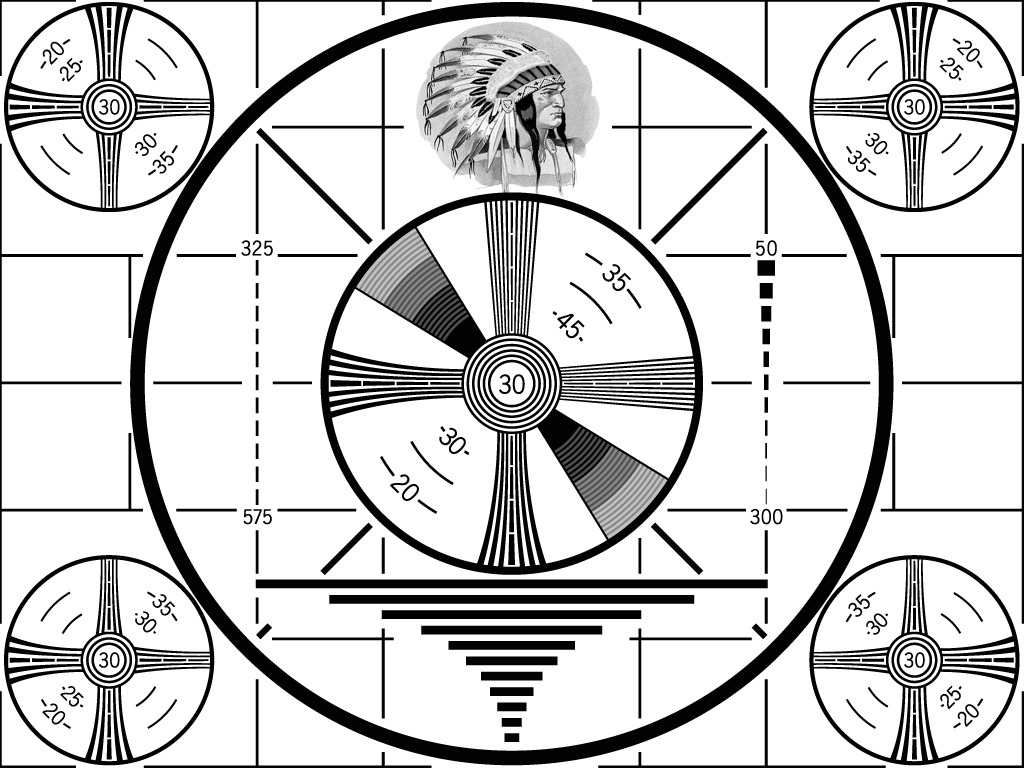
Teste Televisivo criado pela RCA em 1939

Em junho de 1939, uma exibição de televisão foi realizada durante a Feira de Amostras. Nela foi apresentado um aparelho da empresa alemã Telefunken.
Em 1941, a NBC, pertencente à RCA nos Estados Unidos, inaugurou a televisão no mundo, na cidade de Nova Iorque, com transmissão em sistema de aluguel de aparelhos e de sinal, transmitindo do alto do edifício Empire State pelo canal 1, o mesmo canal que mais tarde seria utilizado pelas emissoras europeias, onde as concessões eram restritas aos governos. Em 1946, em um acordo entre o governo americano e a RCA, o sinal da NBC foi transferido para o canal 4 e instalou-se o sistema de transmissão americano, inicialmente operando em 12 canais de VHF (de 2 a 13). Esse sistema foi aprovado para as transmissões no Brasil, através da influência de Assis Chateaubriand, que estava interessado em ser o primeiro a inaugurar a TV no Brasil.
Em 1946, foram distribuídas pelo governo de Eurico Gaspar Dutra as primeiras concessões, e foi lançada a pedra fundamental para a construção do primeiro transmissor de televisão no Brasil para a TV Tupi Rio de Janeiro, em uma torre construída no Morro do Pão de Açúcar, no Rio de Janeiro. No final de 1949, uma equipe de técnicos veio ao Brasil para conhecer a primeira torre e constatou que, pela topografia da cidade do Rio, o Morro do Pão de Açúcar não seria o local ideal para a instalação dos transmissores.
No Brasil, a primeira transmissão televisiva deu-se em 28 de setembro de 1948, na cidade de Juiz de Fora, Minas Gerais. O responsável pela transmissão foi o técnico em eletrônica, o leopoldinense Olavo Bastos Freire. A experiência pioneira aconteceu da sacada do prédio onde seria mais tarde a Fundação Alfredo Ferreira Lage (Funalfa). Olavo ficou com uma câmera e uma antena. As imagens captadas da Avenida Rio Branco foram transmitidas em uma TV de três polegadas, instalada na Getúlio Vargas, onde funcionava a antiga Casa do Rádio.
A tecnologia completa foi trazida para o Brasil por Assis Chateaubriand e foi inaugurada em 18 de setembro de 1950, quase dois anos depois da experiência pioneira de Olavo Bastos Freire. Naquela data, Chateaubriand fundou o primeiro canal televisivo no país, a TV Tupi. Na época, entretanto, o alto custo do aparelho televisor - que era importado - restringia o seu acesso às classes mais abastadas. O primeiro televisor montado no Brasil foi pela Sociedade Eletromercantil Paulista em 1951. Em 1977, a SEMP formaria uma joint-venture com a empresa Toshiba, passando a nova empresa a se chamar Semp Toshiba. A massificação do aparelho aconteceu com a instalação de fábricas de televisores na Zona Franca de Manaus com a chegada da multinacional Sharp (1971) e outras empresas nacionais como a Gradiente, atraídas pelos incentivos fiscais. Em 2006, cerca de 12 milhões de televisores com cinescópio foram produzidos no Polo Industrial de Manaus. Tendo em vista que o Brasil foi a sede da Copa do Mundo FIFA de 2014 e Jogos Olímpicos de Verão de 2016, a perspectiva é que, em 2014, o país seja o terceiro maior mercado mundial de televisores.

### Década de 1950

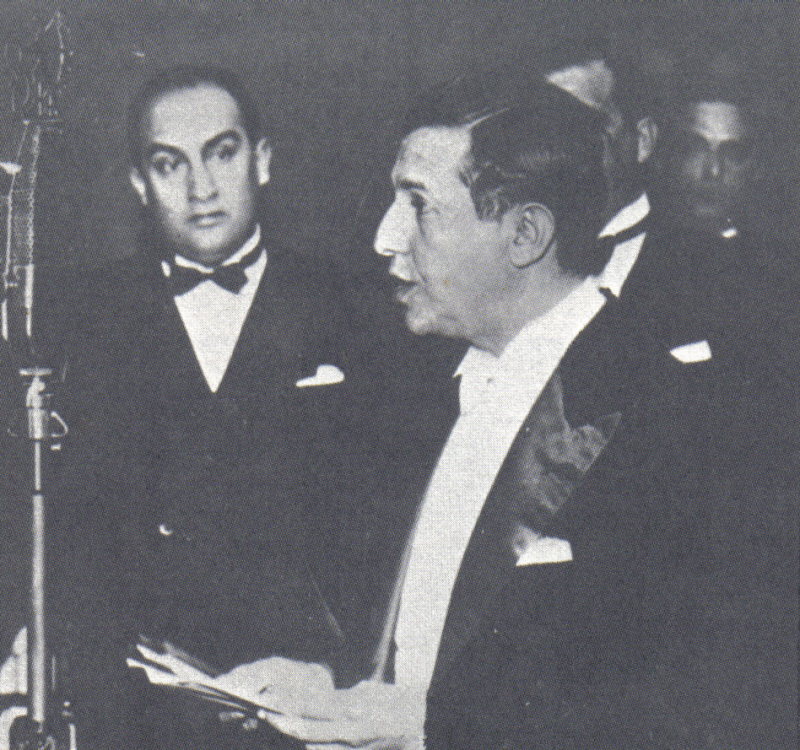
Assis Chateaubriand.

Em 18 de setembro de 1950, a televisão finalmente foi inaugurada no Brasil, em São Paulo, em uma cerimônia considerada hoje simplória para a ocasião em questão. Assis Chateaubriand instalou vários aparelhos pela cidade para que o povo conhecesse o que é a televisão, pois muitos ainda nem sabiam do que se tratava. Naquele mesmo dia, foi exibido um show pela TV Tupi, que é considerado o primeiro programa da televisão brasileira, TV na Taba, numa alusão aos indígenas, que já habitavam as terras brasileiras na era pré-cabralina. O símbolo da emissora era um pequeno índio, que apareceu nas telas anunciando: "Boa noite. Está no ar a televisão do Brasil", considerada a primeira fala da televisão brasileira, protagonizada pela atriz Sonia Maria Dorce, então com seis anos de idade.
O show contava com vários artistas famosos, tais como: Hebe Camargo, Inezita Barroso, Wilma Bentivegna, Lolita Rodrigues, que cantou o "Hino da Televisão Brasileira" composto por Guilherme de Almeida, no lugar de Hebe Camargo, que não compareceu, Aírton Rodrigues e Lima Duarte. Apesar de o programa ter sido bem-sucedido, todos deram-se conta de que a emissora voltaria ao ar no dia seguinte e não havia uma programação formada. A emissora de São Paulo funcionava em uma parte dos estúdios das rádios Tupi e Difusora no bairro do Sumaré e denominava-se PRF-3, prefixo que usaria durante alguns anos devido à coincidência com o canal em que operava.
Em 20 de janeiro de 1951, feriado no Rio de Janeiro em comemoração ao santo padroeiro da cidade, entrou finalmente no ar a TV Tupi Rio de Janeiro, canal 6, com duas antenas instaladas em pontos estratégicos para expandir o sinal dos transmissores na Urca. A cerimônia de estreia da emissora contou com a bênção dada por Frei José Francisco de Guadalupe Mojica (Frei José Mojica), ator "hollywoodiano" que abandonou o cinema para seguir a carreira religiosa. Os estúdios da emissora ficavam na Avenida Venezuela, no centro do Rio de Janeiro, onde antes funcionaram os estúdios da Rádio Tamoio, e o auditório e a central técnica da emissora funcionavam nas antigas dependências do Cassino da Urca, na Avenida João Luiz Alves, no bairro da Urca, zona sul do Rio.
Em 1951, a televisão não contava ainda com propagandas comerciais. Assim, o intervalo entre um programa e outro era preenchido com números musicais filmados, para dar tempo de se modificar o cenário para a atração seguinte. Como no Brasil as concessões de televisão eram entregues às emissoras de rádio, a televisão era encarada como "um rádio com imagens". Assim, vários artistas de rádio, principalmente, participaram desses filmes. O primeiro desses filmes foi com a cantora de rumba Rayito Del Sol, famosa na época pela ousadia de suas apresentações, e o gongeiro dela chamado Dom Pedrito. O segundo foi com a participação de Hebe Camargo e Ivon Cury cantando a música "Pé de Manacá" em um cenário rústico. Outros artistas também participaram desses filmes, como Emilinha Borba, Luiz Gonzaga, Adelaide Chiozzo, Lana Bittencourt e muitos outros. Ainda no mesmo ano, em 21 de dezembro, foi ao ar a primeira telenovela do Brasil e do mundo, Sua Vida Me Pertence, escrita por Wálter Forster e exibida em apenas 15 capítulos, inaugurando assim um novo e exitoso gênero na televisão brasileira e mundial.

Logomarca da companhia americana patrocinadora do programa

Em 1952, a televisão importou do rádio o noticiário Repórter Esso, que no Rio de Janeiro era apresentado por Gontijo Teodoro e em São Paulo, por Randal Juliano. Também em 1952, entrava no ar a TV Paulista canal 5, a segunda emissora de televisão brasileira, após as duas filiais da Tupi do Rio e de São Paulo. A concessão da emissora pertencia ao deputado Oswaldo Ortiz Monteiro e era uma emissora de recursos muito parcos. Seus estúdios ficavam em um apartamento da Rua da Consolação e eram tão pequenos que os atores, ao entrar em cena, tinham que trajar todo o figurino das peças que representavam, pois não havia espaço para camarins. Dessa forma, eles começavam as peças "gordos" e terminavam "magros".
Em 1953, Victor Costa que fora, na década de 1940, diretor da Rádio Nacional do Rio de Janeiro, mudou-se para São Paulo e comprou a Rádio Nacional, fundando assim as Organizações Victor Costa. Naquele mesmo ano, Paulo Machado de Carvalho, com objetivo de obter dinheiro para custear as despesas de montagem do canal 7, vendeu, para as Organizações Victor Costa, a Rádio Excelsior.
Paulo também decidiu, ainda em 1953, desfazer-se de sua parte na associação no Rio de Janeiro e a vendeu para "Pipa" do Amaral, que se tornou único dono da emissora carioca, mas eles decidiram enfrentar a concorrência aliando suas emissoras às Emissoras Unidas, associação de rádio pertencente a Paulo Machado de Carvalho que reunia, além da Rádio Record, a Rádio Panamericana e a Rádio São Paulo. Assim, a TV Record, canal 7, entrou no ar em 27 de setembro de 1953 como a terceira emissora do Brasil, com estúdios localizados na Avenida Miruna, no bairro do Aeroporto, em São Paulo. A TV Record passou a fazer parte das Emissoras Unidas, concorrentes das Emissoras Associadas, de que faziam parte a TV Tupi Rio e a PRF-3 de São Paulo.
Em 1953 estreou o programa Alô, Doçura!, original de Cassiano Gabus Mendes, com Eva Wilma e John Herbert. O programa era apresentado em São Paulo pelo canal 3 e no Rio pela TV Tupi Rio canal 6. Como naquela época não havia videoteipe nem transmissão direta entre cidades, os artistas tinham que viajar de São Paulo para o Rio de Janeiro para reapresentar o programa na mesma semana. Em 1958, o Açúcar União, que era o patrocinador do programa, abandonou a chancela no RJ, exigindo que fosse mudado seu nome na Cidade Maravilhosa, já que o registro do mesmo lhe pertencia. Então, no Rio de Janeiro o Alô, Doçura! passou a chamar-se Alô, Querida!. O programa durou até 1962 no Rio de Janeiro, e até 1964 em São Paulo.
Em 1954, Victor Costa, proprietário das Organizações que levavam seu nome, decidiu comprar no Rio de Janeiro a Rádio Mundial, pertencente ao Diário da Noite do Rio, antiga Rádio Clube do Brasil, que, por ser a segunda emissora de rádio mais antiga do país, detinha a concessão do canal 11 na cidade. Victor já detinha, com a compra da Rádio Excelsior, a concessão do canal 9 em São Paulo, deixando claro seu desejo de iniciar uma rede de emissoras de televisão.
Ainda em 1954, foram transmitidas as primeiras partidas de futebol pela televisão no Brasil, pela TV Record, com narração de Geraldo José de Almeida. Também a morte do presidente Getúlio Vargas, que emocionou a nação, só foi noticiada pela TV às 13 horas, hora em que a TV Tupi Rio de Janeiro entrava no ar. Ainda em 1954, a PRF-3 de São Paulo estreou sua produção infantil, o Sítio do Picapau Amarelo, baseado na obra de Monteiro Lobato, exibido uma vez por semana, e reapresentado também na emissora dos Diários Associados no Rio de Janeiro.
Em 15 de julho de 1955 entrou no ar a TV Rio, canal 13 do Rio de Janeiro, por iniciativa de João Batista do Amaral, cunhado de Paulo Machado de Carvalho, aliando-se à TV Record nas Emissoras Unidas. A emissora funcionava no prédio pertencente ao antigo Cassino Atlântico na Avenida Atlântica, Posto 6, em Copacabana. As duas emissoras decidiram construir um link entre as duas cidades, exatamente como existia nos Estados Unidos, ligando "cidade por cidade" até completar o percurso. A TV Rio construiria o link até Guaratinguetá, metade da distância, e a TV Record o terminaria até São Paulo. Também naquele ano, Victor Costa adquiriu a TV Paulista canal 5, preferindo comprar para a sua Organização uma emissora pronta a ter que montar uma nova com a concessão dada à Rádio Excelsior. Os estúdios da TV Paulista foram transferidos para o prédio onde funcionavam a Rádio Nacional de São Paulo e a Rádio Excelsior, na Rua das Palmeiras no bairro de Santa Cecília. Logo em seguida, Victor Costa pôs à venda a concessão do canal 9 paulista.
Em 8 de setembro de 1955, entrou no ar a TV Itacolomi, canal 4 de Belo Horizonte, de propriedade das Emissoras Associadas. Era o início da operação da televisão em Minas Gerais. Em 1956, entrou no ar o Teatrinho Trol, programa infantil produzido pela TV Tupi Rio de Janeiro, especializado em peças infantis, aos domingos, às 14 horas. Também em 1956 a PRF-3 de São Paulo passou a denominar-se TV Tupi-Difusora.

Logotipo da TV Paulista

Ainda em 1956, Victor Costa, agora proprietário da TV Paulista, pediu a Manuel da Nóbrega, que já trabalhava na Rádio Nacional de São Paulo como diretor da emissora, que criasse um programa humorístico para competir com as concorrentes, usando o elenco que existia na Rádio Nacional, devido aos poucos recursos financeiros. Nóbrega acabou tendo uma inspiração quando, numa viagem a Buenos Aires, hospedado em um hotel defronte a uma praça, observou um senhor aposentado, sentado no banco, lendo jornal, e reparou que todos que passavam paravam para conversar alguns instantes com esse senhor e em seguida iam embora. Nóbrega decidiu criar a Praça da Alegria, pois o programa sairia barato para a TV Paulista. Ele não precisava de cenários; bastava um banco de praça e um fundo reproduzindo uma, e os comediantes da Rádio Nacional se adaptariam com facilidade, pois ficariam sentados representando seus sketchs. O programa acabou por se tornar um sucesso e revelar vários artistas para a televisão, como Ronald Golias, Rony Rios, Zilda Cardoso, Simplício, Viana Júnior e outros.
Nesse mesmo ano a TV Rio começou a impor no Rio de Janeiro uma posição de liderança diante da sua concorrente, a TV Tupi Rio, canal 6. O povo carioca começava a ter o hábito de assistir à televisão com a emissora, que lançava programas de peso, como o "TV Rio Ringue", programa de lutas de boxe transmitido aos domingos e o "Teatro Moinho de Ouro", com peças de teatro adaptadas para a televisão apresentando artistas famosos, patrocinadas pelo Café Moinho de Ouro. Faziam parte do elenco da TV Rio na época muitos artistas de teatro e do rádio, principalmente das rádios Mauá e Mayrink Veiga, como Anilza Leoni, Osvaldo Sargentelli, Murilo Mello Filho, Murilo Néri, Luiz Mendes, Moacyr Arêas, Mario Lago, Camila Amado, César Filho, Renata Fronzi, Carmem Verônica, Consuelo Leandro, Theresa Amayo, Daniel Filho, Jair de Taumaturgo, Carlos Imperial, Flávio Cavalcanti, Odete Lara, Iracema de Alencar e muitos outros.
Também em 1956, o canal 2 do Rio de Janeiro foi concedido à Rádio Mayrink Veiga, que tinha entre seus sócios Leonel Brizola, cunhado do então vice-presidente da república João Goulart, que também viria a outorgar a concessão do canal 4 do Rio de Janeiro à Rádio Globo, de propriedade do jornalista Roberto Marinho, em julho de 1957.
Em agosto de 1957, foi concluído o link entre Rio de Janeiro e São Paulo pelas Emissoras Unidas. A primeira transmissão entre as duas cidades foi o Grande Prêmio Brasil de Turfe, transmitido diretamente do Hipódromo da Gávea no Rio de Janeiro, em agosto. Também naquele ano foram iniciadas as transmissões para subestações, a de Santos em São Paulo, pertencente à TV Record, e a de Guaratinguetá, também em São Paulo, pertencente à TV Rio. Em 12 de outubro, a TV Rio e a TV Record transmitiram, direto da Basílica de Nossa Senhora Aparecida, a missa em homenagem à padroeira do Brasil.
No final de 1957, a TV Tupi Rio transferiu também seus estúdios para o antigo prédio do Cassino da Urca, na zona sul do Rio de Janeiro, onde existia mais espaço para suas atrações.
Em 1958, a concessão do canal 9 de São Paulo, pertencente às Organizações Victor Costa, foi vendida para Wallace Simonsen, ex-dono da extinta Panair do Brasil, que então pretendia investir em televisão. Simonsen comprou a concessão por 80 milhões de cruzeiros, valor considerado alto para a época. Ainda em 1958, foi lançado pelas Emissoras Unidas o primeiro programa regular produzido pelas TVs Record e Rio, chamado Show 713. O programa era diário e exibido ao meio-dia. Com duas horas de duração, apresentava entrevistas, reportagens e números musicais das duas cidades. A tela era dividida ao meio, ficando cada cidade com uma metade para suas atrações. Até chegou a ter cantores em uma cidade, enquanto a orquestra acompanhava na outra. Também em 1958, estrearam na TV Tupi o TV de Vanguarda e o Grande Teatro Tupi, exibindo peças teatrais representadas em São Paulo, Rio de Janeiro e Belo Horizonte na mesma semana, contando no seu elenco com artistas famosos do teatro. A TV Rio e a TV Record inauguraram várias retransmissoras para as Emissoras Unidas, transmitindo programações do Rio de Janeiro e de São Paulo.
Em 30 de junho de 1959, foi inaugurada no Rio de Janeiro a TV Continental canal 9, de propriedade da Rádio Continental, pertencente ao empresário Rubens Berardo, com estúdios localizados na Rua das Laranjeiras, no bairro do mesmo nome. A novidade da emissora era o lançamento do vídeo tape, já na sua inauguração, quando Luiz Carlos Miele apresentou às 21 horas o programa inaugural direto da piscina do Copacabana Palace, gravado às 15 horas com a presença de Sol forte. Também em 1959, as Emissoras Associadas estrearam novos programas com o objetivo de combater o Show 713 das Emissoras Unidas: no Rio de Janeiro o programa Câmera Um, sob o comando de Jacy Campos, e em São Paulo o Edição Extra, ambos ao meio-dia.

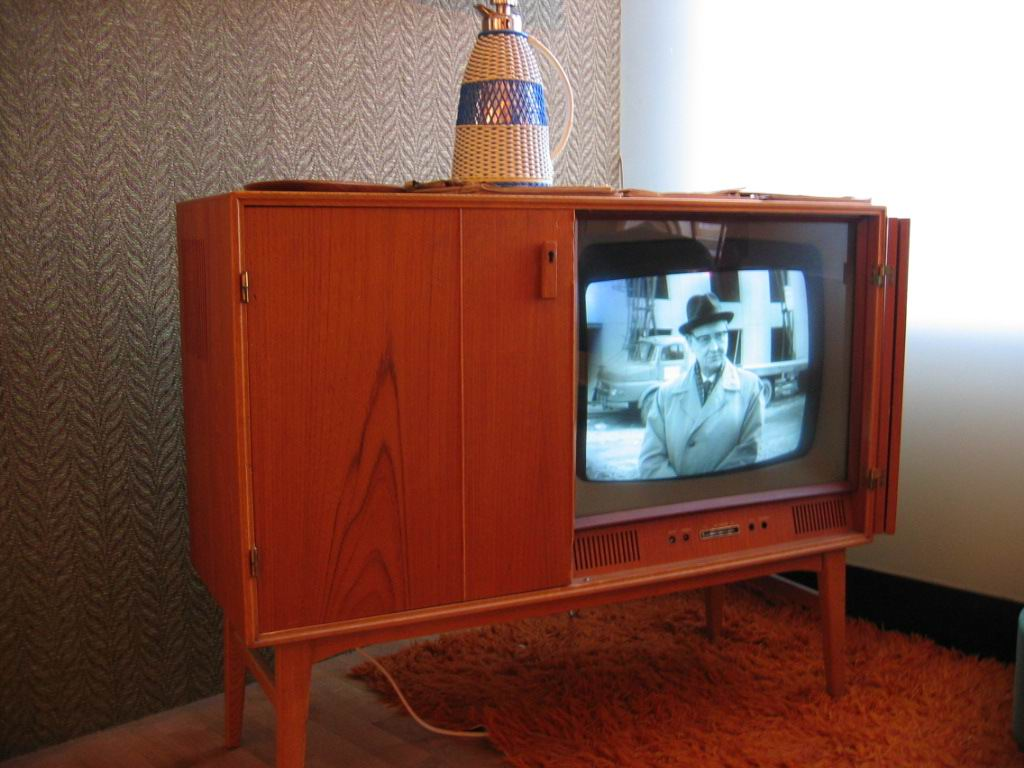
Televisor dos anos 1950

A TV Rio e a TV Record continuaram trocando programas entre si, tais como: Noites Cariocas e Noite de Gala, da TV Rio, e A Turma dos Sete e Gessy às Dez, da TV Record. Também surgiram alguns programas infantis que conseguiram enorme sucesso nos anos 1950. Além dos já citados Sítio do Pica Pau Amarelo da TV Tupi São Paulo e do Teatrinho Trol da TV Tupi Rio de Janeiro, na mesma Tupi do Rio estreava em 1955 o programa Gladys e Seus Bichinhos, conseguindo grande sucesso entre as crianças com personagens desenhados na hora por ela durante o programa, como: A Formiguinha Gida (a única formiga no mundo que usava "rabo de cavalo"), a Gatinha Clarinha, a Peixinha Marci, a Abelhinha Domi, a Cachorrinha Lelete e o mais famoso, o Sapo Godô. O programa ficou tão famoso, que Gladys, a partir de 1957, o apresentava no Rio às segundas, às terças em São Paulo e às quartas em Belo Horizonte. Também pela TV Tupi do Rio, Neyde Aparecida apresentaria com sucesso ao lado de Paulo Max, "A Estrela é o Limite". O programa era uma competição entre colégios cariocas sobre vários assuntos de conhecimentos gerais, patrocinado pelos Brinquedos Estrela. Na mesma emissora, também faria sucesso o Palhaço Carequinha, ao lado de seus companheiros, Fred, Zumbi e o anão Meio-Quilo, com "O Grande Circo Bom-Bril". Também na Tupi do Rio, Norma Blum apresentava com sucesso "O Mundo é das Crianças".  Na TV Continental, Mariangela Balducci apresentava a "Hora da Criança", programa que obteve tanto sucesso, chegando a perpetuar o jingle do patrocinador, os Biscoitos São Luiz. Em São Paulo, o palhaço Arrelia também conseguiu sucesso com o "Circo do Arrelia", apresentado aos domingos à tarde, ao lado de seu ajudante Pato Preto e a participação de Walter Stuart. As comedinhas do Circo do Arrelia fizeram tanto sucesso, que o programa passou também a ser apresentado na TV Rio, às segundas à noite. Na TV Rio, também teve sucesso o "Clubinho do Tio Hélio", diariamente no horário da tarde, e "Os Amigos do Zorro", exibido aos domingos pela manhã.
Ainda em 1959, no dia 20 de dezembro, foi inaugurada a TV Piratini de Porto Alegre, a primeira emissora de televisão do sul do país, pertencente às Emissoras Associadas.
Em 22 de dezembro de 1959 morria o empresário Victor Costa, proprietário das Organizações Victor Costa, assumindo a direção do grupo sua esposa e seu enteado. As primeiras decisões dos dois, ainda em 1959, foram arrendar a Rádio Mundial do Rio de Janeiro para o líder da LBV, Alziro Zarur, com o objetivo de fazer caixa para a OVC; venderam a Rádio Cultura de São Paulo para as Emissoras Associadas e, por último, devolveram ao governo a concessão do canal 11 que a Rádio Mundial detinha no Rio de Janeiro.
As Emissoras Associadas decidiram entregar para a Rádio Cultura de São Paulo a concessão do canal 2 de São Paulo, recebido em 1958, a fim de que fosse montada a primeira emissora de televisão com objetivos culturais no Brasil. Com isso, a TV Tupi-Difusora passaria a transmitir pelo canal 4.
Na década de 1950, os horários vespertinos das emissoras de televisão eram preenchidos com programas femininos, principalmente. O primeiro programa feminino da televisão foi "O Mundo é das Mulheres", com Hebe Camargo, na TV Record em 1955. Em 1957 estrearam o "Revista Feminina" com Maria Thereza Gregori e Ofélia Anunciato, na TV Tupi-Difusora de São Paulo, o "Consultório Sentimental" com Helena Sangirargi na TV Rio e o "Chá das Cinco" com Aziza Perlingeiro na TV Tupi do Rio. Também em 1957, o "Clube do Lar" estreou na TV Paulista, com Jane Batista. Em 1958, a TV Rio estreou o Rio, Cinco pras Cinco, primeiro com Ilka Soares, substituída em 1960 por Lídia Mattos. Em 1959, na TV Continental, apresentado por Edna Savaget, estreou o "Boa Tarde". Em 1960, o "Revista Feminina" transferiu-se para a TV Paulista e mais tarde, em 1967, para a TV Bandeirantes, onde ficou até 1979, sendo até aquela época o programa feminino com maior duração no ar.

### Década de 1960
Em 21 de abril de 1960, é inaugurada a nova capital Brasília e lá estreiam novas emissoras de televisão, a TV Brasília canal 6 das Emissoras Associadas e a TV Alvorada canal 8, pertencente à TV Rio; no dia da inauguração da cidade. Em 6 de junho entra no ar a TV Nacional canal 3, também de Brasília.
Em maio de 1960, um violento incêndio destrói os estúdios da TV Record em São Paulo, fazendo com isso que a emissora comece a se utilizar mais do link com a TV Rio para satisfazer sua programação, dessa forma o número de programas transmitidos do Rio de Janeiro para São Paulo, quer por ligação direta ou videotape, aumenta consideravelmente nas Emissoras Unidas.
Ainda no ano de 1960, a programação da TV Continental no Rio de Janeiro ganha reforços, contratando artistas, principalmente da TV Paulista, que, com a morte de seu proprietário no final de 1959, está atravessando "horas difíceis". Transferem-se para o Rio de Janeiro o elenco da Praça da Alegria com Manuel da Nóbrega e Ronald Golias, trazendo o programa para a TV Continental, e o casal de atores Nicete Bruno e Paulo Goulart, que estrelaram o programa Dona Jandira Em Busca da Felicidade, também na Continental.
A TV Continental também apresenta um excelente teleteatro, o Teatro das Quartas Feiras, dirigido por José Miziara, onde vários artistas se destacam, como: Jô Soares, Yoná Magalhães, Monah Delacy, Heloísa Helena, Wálter Forster, Ítalo Rossi e muitos outros. Em junho de 1960, entram no ar no Recife, com intervalo de apenas duas semanas entre uma inauguração e outra, a TV Rádio Clube de Pernambuco, operando no canal 6, e a TV Jornal do Commercio, no canal 2. Em agosto de 1960, a TV Tupi-Difusora passa a operar em São Paulo pelo canal 4 e assume, definitivamente, o nome de TV Tupi São Paulo.

Logotipo da TV Excelsior

Em São Paulo, no dia 18 de setembro de 1960, quando a televisão completava dez anos de idade, entrou no ar o canal 9 TV Excelsior, com estúdios arrendados da Companhia Cinematográfica Vera Cruz na Vila Guilherme e o auditório funcionando no Teatro Cultura Artística, na Rua Nestor Pestana. Uma novidade que a Excelsior trazia, que também seria utilizada em sua emissora no Rio de Janeiro, era que, ao abrir a programação, eram exibidos os créditos referentes a todos os funcionários que trabalhavam para colocar a emissora no ar. Assim, eram exibidos os nomes dos trabalhadores nos transmissores, no áudio, na iluminação etc., inclusive os funcionários administrativos, como telefonistas, motoristas, arquivistas, e até mesmo os faxineiros da emissora tinham seus nomes revelados nos créditos. Em 20 de setembro, passa a funcionar a TV Cultura canal 2, das Emissoras Associadas, com estúdios montados no edifício dos Diários Associados na Avenida Nove de Julho.
Também naquele ano, Wallace Simonsen compra no Rio de Janeiro de seu amigo, Leonel Brizola, a concessão do canal 2, de propriedade da Rádio Mayrink Veiga confirmando sua pretensão em implantar uma rede, com formato diferente do usado pelas Emissoras Associadas e Emissoras Unidas, mas transmitindo a mesma programação, na maior parte do tempo, exatamente como funcionam as emissoras americanas, trazendo para o Brasil a mentalidade de Network.
Em 29 de outubro de 1960, é inaugurada a TV Paranaense canal 12, a primeira emissora de Curitiba. Em 19 de dezembro do mesmo ano, as Emissoras Associadas também chegam à capital paranaense, através da inauguração da TV Paraná canal 6.
Em 1960, faz sua estreia na televisão o humorista Chico Anysio. Chico iniciou a carreira em 1947, com apenas 16 anos de idade, participando de um concurso na Rádio Guanabara do Rio, que buscava encontrar novos rádio-atores. Chico acabou ficando com o oitavo lugar e a atriz Fernanda Montenegro aos 18 anos, ficou com o primeiro lugar. Mesmo assim, Chico acabou sendo aproveitado pelo diretor de rádio-teatro, José Vasconcelos, em várias novelas da emissora. Logo, Chico acaba sendo transferido para o departamento esportivo, onde iria se sobressair realizando reportagens de campo nas partidas de futebol. Em 1952, transfere-se, junto com José Vasconcelos, para a Rádio Mayrink Veiga, onde destaca-se em programas humorísticos da emissora, chegando a criar quadros famosos, entre eles, a Escolinha do Professor Raimundo. Durante a década de 1950, Chico compõe músicas e também escreve roteiros para vários filmes nacionais, produzidos pela Atlântida, Herbert Richers, Watson Macedo, atuando em alguns. Foi como conheceu o diretor Carlos Manga, levado por Chico para dirigir seus programas na TV, o primeiro foi Tim Tim por Tantan, depois com o Chico Anysio Show, ambos na TV Rio.
Em 18 de abril de 1961 é fundada no Rio de Janeiro a Fundação João Batista do Amaral, destinada a alfabetização de adultos pela televisão, dirigida pela professora Alfredina de Paiva e Souza. As Emissoras Unidas passam então a apresentar em sua programação as aulas de alfabetização de adultos, primeira iniciativa desse gênero na televisão brasileira. As Emissoras Unidas chegaram a exibir um programa chamado TV Escola, gravado em vídeo tape, dedicado a alfabetização de adultos, diariamente ao iniciar sua programação.
Em 1961, a TV Rio assume a liderança de audiência no Rio de Janeiro com a estreia de vários programas humorísticos, dentre eles O Riso é o Limite, dirigido por Carlos Manga e Teatro Psicodélico, e também com a contratação de grandes profissionais como: Chacrinha, da TV Tupi Rio de Janeiro, onde apresentava o programa Rancho Alegre, e passa a apresentar a Discoteca do Chacrinha às quartas feiras e a Buzina do Chacrinha aos domingos; e Ronald Golias, que passa a apresentar o quadro Escolinha do Golias no programa Noites Cariocas, que agora tem a direção de Carlos Alberto de Nóbrega.
Também fazem sucesso na TV Rio daquela época o Noite de Gala, apresentado por Murilo Neri, e o Telejornal Pirelli, apresentado por Léo Batista e Heron Domingues e dirigido por Walter Clark e Armando Nogueira, que vence o Repórter Esso da TV Tupi. Enquanto isso, na TV Continental, os problemas financeiros fazem com que a emissora comece a entrar em decadência, quando mal havia conseguido algumas vitórias. Em 7 de setembro de 1961, era inaugurada a TV Rádio Clube de Goiânia canal 7, que dois anos depois passou a operar no canal 9 mudando seu nome para TV Goiânia e em 1970 transfere-se definitivamente para o canal 4, alterando novamente seu nome para TV Goyá, pertencente às Emissoras Associadas. As Emissoras Associadas também inauguraram naquele ano, no dia 30 de setembro, a TV Marajoara, primeira emissora de televisão da Região Norte.
Em 1962, um decreto do governo do Estado da Guanabara obriga as emissoras de televisão da cidade do Rio de Janeiro a transmitirem seu sinal do Morro do Sumaré, fazendo com isso que seus transmissores fossem transferidos para o morro, o mais alto da cidade, acabando com a necessidade dos moradores do Rio precisarem colocar antenas adjacentes em seus aparelhos de televisão. É onde elas estão até hoje.
Em 1962, novas emissoras vão ao ar em todo o país, dentre elas a TV Alterosa canal 2 em 13 de março, criada por iniciativa de jornalistas mineiros, sendo repassada às Emissoras Associadas em 1964, passando a ser a segunda emissora dos Associados na cidade, e a TV Gaúcha canal 12 de Porto Alegre, em 29 de dezembro, que associou-se às Emissoras Unidas. Também em 1962, a TV Excelsior realiza em São Paulo as primeiras experiências de TV em cores no Brasil, utilizando o sistema NTSC de procedência norte-americana. O programa escolhido para testar a novidade foi Moacyr Franco Show, na época a maior audiência do canal 9 paulista. Em março de 1963, entra no ar a TV Belo Horizonte canal 12, retransmissora da programação da TV Rio e das Emissoras Unidas.

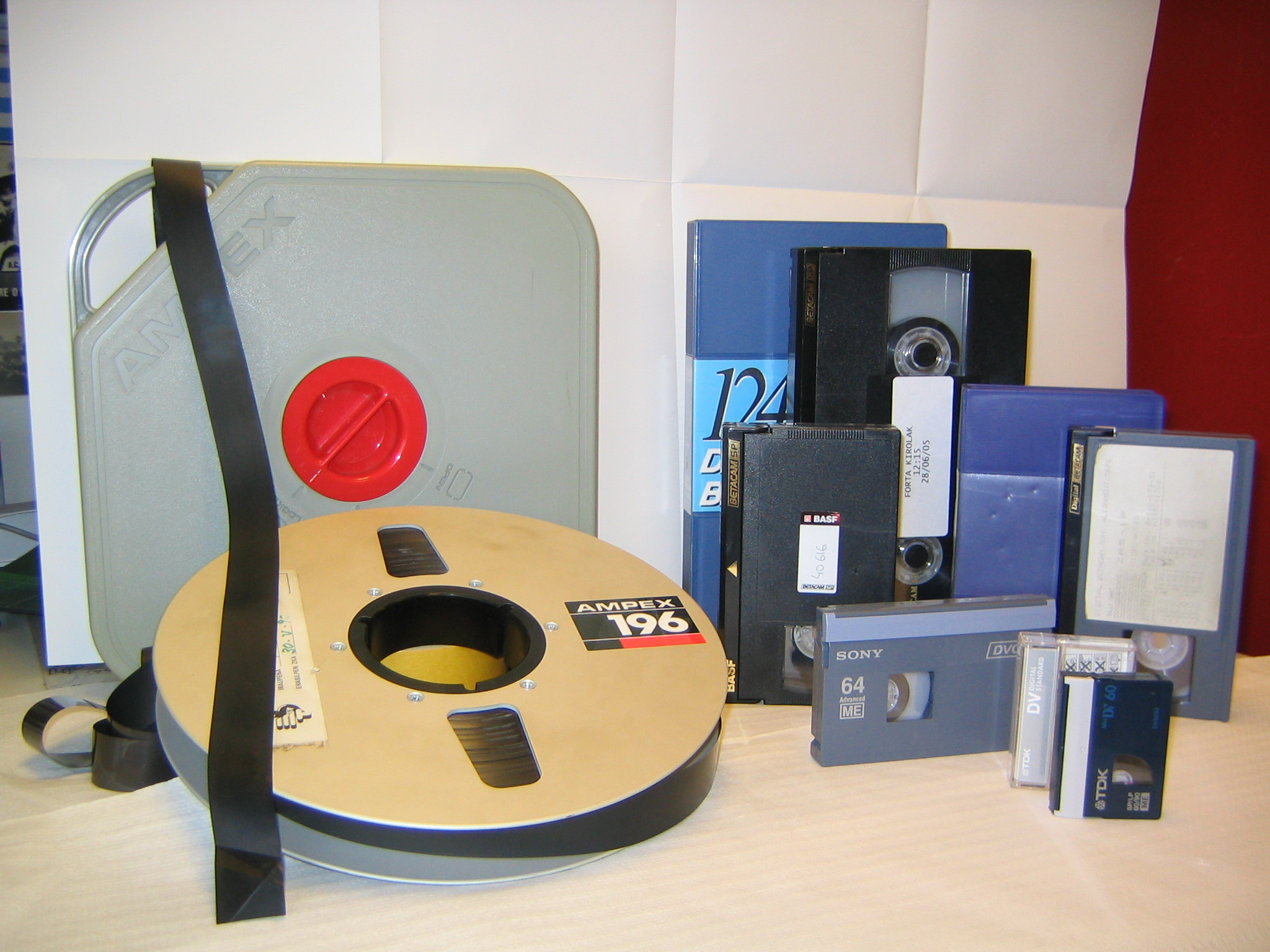
Diversos tipos de videoteipes

Em 5 de maio de 1963, entra no ar, timidamente pela TV Paulista canal 5, o Programa Silvio Santos, naquela época contando apenas com uma hora de duração nas tardes de domingo.
Também em 1963, o grande destaque foi a estreia em 22 de julho da primeira telenovela brasileira diária, pela TV Excelsior em São Paulo, 2-5499 Ocupado, estrelada por Tarcísio Meira e Glória Menezes. Também em julho de 1963, a TV Excelsior, que estava no ar no Rio de Janeiro em caráter experimental desde janeiro, contrata, praticamente, todo o elenco humorístico da TV Rio, fazendo com que a emissora procure novos astros no teatro, cinema e no rádio.
Em 1 de setembro de 1963, entra no ar em definitivo a TV Excelsior Rio de Janeiro, com estúdios alugados dos Diários Associados na Avenida Venezuela, Praça Mauá no centro do Rio de Janeiro, onde anteriormente funcionara os estúdios da Rádio Tamoio e da TV Tupi, antes que a Tupi se transferisse em definitivo para a Urca, e auditório no antigo Cinema Astória, que passou a chamar-se Teatro Excelsior, na Rua Visconde de Pirajá em Ipanema na zona sul do Rio de Janeiro. A estreia foi com o programa O Rio é o Show, apresentado pela atriz Maria Fernanda e com a presença de vários cantores como Jorge Benjor (na época Jorge Ben), Sílvio César, Miltinho, Os Cariocas e muitos outros; com transmissão direta para São Paulo. Era o início da Rede Excelsior. No dia seguinte estreava A Cidade Se Diverte, primeiro programa humorístico da emissora, com boa parte do elenco milionário contratado da TV Rio. Ainda naquele ano, a TV Excelsior estrearia uma linha de shows produzida no Rio de Janeiro, com vários programas que se tornariam famosos, além de A Cidade Se Diverte, os shows: Times Square, Gira o Mundo Gira, My Fair Show, Vovo Deville.
Em 24 de outubro de 1963, entra no ar a TV Anhanguera canal 2 de Goiânia, também aliada das Emissoras Unidas.
No final do mesmo ano, a TV Gaúcha de Porto Alegre é a primeira emissora a filiar-se à Rede Excelsior. Sua estreia na rede é com o programa Bibi Sempre aos Domingos, totalmente feito em Porto Alegre com o patrocínio das Lojas Renner.
No início de 1964, a TV Alterosa de Belo Horizonte é encampada pelas Emissoras Associadas, passando a exibir a programação dos Associados, enquanto a TV Itacolomi é liberada para juntar-se à Rede Excelsior. Com o golpe militar de 1964, Wallace Simonsen, que era amigo pessoal do ex-presidente Jango Goulart, sai do Brasil em abril de 1964 para não ser preso por sonegação de imposto de renda, abandonando a TV Excelsior à própria sorte. A Excelsior passa então a sustentar-se com os recursos de seus anunciantes, além de ter que saldar dívidas com os bancos.
Enquanto isso, a TV Tupi havia estreado sua primeira novela em 2 de março, Alma Cigana, com Ana Rosa, Amilton Fernandes, Marisa Sanches e Elísio de Albuquerque. A direção é de Geraldo Vietri. A TV Excelsior, porém, contra-ataca com um grande sucesso, que viria estourar em maio de 1964, A Moça que Veio de Longe, novela radiofônica da Rádio Nacional, estrelada por Rosa Maria Murtinho e Hélio Souto. Apesar de a Tupi e a Excelsior dominarem o gênero telenovela, a TV Rio também realiza algumas produções nessa área, com um considerado sucesso, tais como: Sonho de Amor original de Nélson Rodrigues, baseada em romance de José de Alencar, com Fernanda Montenegro e Ítalo Rossi; O Desconhecido, com Jece Valadão e Nathalia Thimberg; Comédia Carioca, escrita por Carlos Heitor Cony e com músicas de Chico Buarque, contando no elenco com Eva Wilma e John Herbert; e Coração, com direção de Sérgio Britto e Fernando Torres, trazendo no elenco a estreia de Carlos Eduardo Dolabella e João Carlos Barroso.
Na TV Tupi, além de Alma Cigana, outra novela também atrai a atenção do público, Quem Casa com Maria? original de Lúcia Lambertini (a "Emília" do Sítio do Pica-pau Amarelo da Tupi em 1954) e dirigida por Henrique Martins. A novidade da novela foi estrear o horário das 18h30 na TV Tupi, horário que as outras emissoras ainda não haviam explorado e estratégico, pois as "senhoras donas de casa já haviam preparado o jantar e aguardavam a chegada de marido e filhos em casa", conforme definia a propaganda da época na revista Intervalo, da Editora Abril. A TV Record, já recuperada do incêndio quatro anos antes, contrata novos comediantes, como Jô Soares que estreia aos sábados o programa Jô Show, e Renato Corte Real, com o humorístico Papai Sabe Nada, uma paródia à série americana Papai Sabe Tudo, com Robert Young, trazendo no elenco sua própria família (sua esposa e seus dois filhos).
No final do ano de 1964, uma estranha união acontece na televisão brasileira. A TV Tupi de São Paulo e a TV Rio unem-se para exibir a novela O Direito de Nascer. A novela terminou por ser o maior sucesso da televisão em todos os tempos, atingiu no último capítulo o índice de audiência de 99,75% dos televisores ligados. A repercussão da novela foi tão grande que gerou grande crise na TV Tupi Rio de Janeiro (que havia recusado a novela usando a desculpa de que já havia sido exibida no rádio carioca há poucos anos e, portanto, não teria sucesso na televisão), ocasionando a demissão de toda a sua diretoria.

Logotipo da TV Globo em 1965

A festa de encerramento da novela foi no Maracanãzinho, em agosto de 1965, com a apresentação do ex-radialista de sucesso César de Alencar e da Miss Brasil Adalgisa Colombo. Ainda em dezembro de 1964, numa tentativa de recuperar-se financeiramente, a TV Excelsior Rio de Janeiro, agora sob a direção de Wilton Franco, que substituiu Daniel Filho, contratado pela TV Globo, leva para a emissora Flávio Cavalcanti, que recria o programa Um Instante, Maestro!; Chacrinha, que traz a Discoteca do Chacrinha e a Buzina do Chacrinha da TV Rio, e a dupla Renato Aragão e Dedé Santana, ambos da TV Tupi Rio, que fizeram sucesso no programa A, E, I, O... Urca, humorístico da emissora exibido aos domingos, às 19 horas.
No início de 1965, com medo da chegada da TV Globo, canal 4, a TV Excelsior resolve lançar sua nova programação. Nela estreia Os Trapalhões, com Renato Aragão, Dedé Santana, Wanderley Cardoso e Ivon Curi às segundas; Um Instante, Maestro!, com Flávio Cavalcanti, às terças; Discoteca do Chacrinha às quartas; Essa Gente Inocente, programa comandado por crianças, trazendo como apresentadora Elizângela, revelação do programa Clube do Guri, da TV Tupi Rio de Janeiro, apresentado às sextas; Telecatch Vulcan, programa criado por Renato Pacote no estilo de lutas profissionais, com a maioria do elenco vindo da Argentina, inclusive o grande astro do programa, Ted Boy Marino, que acabou tornando-se ídolo juvenil dos anos 60, aos sábados; e a Buzina do Chacrinha, aos domingos. O único programa que se conservou da estreia da emissora é Times Square, que continuava às quintas.
Em São Paulo, a TV Excelsior também vai conseguindo driblar os problemas financeiros. Os patrocinadores passam a produzir suas telenovelas e a emissora consegue aos poucos se reerguer. Mas isso não é interessante para o governo da ditadura militar, pois seu proprietário, Wallace Simonsen, não era bem-visto pela mesma e o interesse do governo era o fechamento da empresa. Assim, negavam à TV Excelsior o parcelamento de suas dívidas e tentavam, de todas as formas, perseguir a emissora. É nesse clima que a TV Excelsior leva ao ar a novela A Deusa Vencida, original de Ivani Ribeiro, dirigida por Walter Avancini, trazendo o casal Tarcísio Meira e Glória Menezes além da estreia na televisão como atriz de Regina Duarte.
A data inicial para a estreia da TV Globo no Rio de Janeiro era o dia 1º de março, data em que a cidade completava 400 anos. A emissora porém, não estava pronta e marcou a data de 4 de abril, pois coincidia com o canal em que transmitia, tanto que chegou a ser vinculada pelo jornal O Globo, uma propaganda com os dizeres "Em 04/04 estreia o canal 4 - TV Globo", mas também não dava para entrar no ar, assim a emissora tinha até 30 de abril para iniciar o funcionamento, segundo a sua concessão. Finalmente em 26 de abril de 1965, entra no ar a TV Globo, canal 4 do Rio de Janeiro. Com a direção de Rubens Amaral, ex-diretor da Voz da América, a emissora traz várias novidades. A TV Globo é inaugurada com um estúdio construído especialmente para ela, na Rua Von Martius, no Jardim Botânico, onde está até hoje. A emissora carioca começou com aparelhagem nova, de última geração, e com equipe técnica formada especialmente para televisão. Mas a TV Globo esqueceu-se de investir em programação. Tenta trazer dos Estados Unidos um estilo de programação popular por lá, com programas diferentes e artistas até então "calouros" em televisão.
A programação não conquista o público e, passada a novidade, a Globo não consegue audiência suficiente para justificar o investimento. Seu proprietário, o jornalista Roberto Marinho, havia firmado um acordo, proibido pelas leis brasileiras, com o grupo Time-Life, em 1962. No acordo, foram disponibilizados, em dinheiro da época, algo em torno de 6 milhões de dólares, fazendo do Time-Life sócio, com 30% de participação na empresa. A fraca performance inicial da TV Globo acalma as demais emissoras, e no final de 1965, com apenas oito meses de funcionamento, a TV Globo está quebrada, com um faturamento mensal de 170 mil dólares e gastos na ordem de 700 mil dólares.
|                                                                  |  |  |
| Walter Clark e Boni, os criadores do "Padrão Globo de Qualidade" |  |  |

Roberto Marinho decide, então, contratar da TV Rio seu diretor, Walter Clark. Este aceita trabalhar na TV Globo, caso a emissora traga seu antigo auxiliar na TV Rio, José Bonifácio de Oliveira Sobrinho ou Boni, como era conhecido. Boni está no momento sob contrato com a TV Bandeirantes, que prepara sua inauguração em São Paulo e é contratado pela TV Globo a peso de ouro, deixando em seu lugar, na TV Bandeirantes, seu irmão. A TV Tupi, agora no Rio com a direção de José Miziara, ex-diretor da TV Continental, monta uma produtora de programas para as Emissoras Associadas, chamada de Telecentro. Com isso, passa a produzir novos programas, entre eles: Chico Anysio Só, Moacyr Franco Show, O Riso Mora Na Casa da Vizinha (este com Ema D'Ávila e a participação do próprio Miziara) e um programa de entrevistas comandado por Stanislaw Ponte Preta, com assistência de Ziraldo.
No Rio de Janeiro, até a TV Continental parece conseguir um novo fôlego. Em 1965, lança uma programação autodenominada Bossa Nove, uma alusão ao ritmo Bossa Nova, que dominou o mundo nos anos 60, espalhando a música brasileira, principalmente de Tom Jobim e Vinicius de Moraes. Essa programação do canal 9 carioca tentava trazer para a televisão um público diferente, que olhava a televisão como diversão daqueles que não tinham cultura. Para isso, a Continental contratou o jornalista Fernando Barbosa Lima, que trouxe consigo da Excelsior o Jornal de Vanguarda e lançou uma bossa realmente nova, um telejornal às sete e meia da manhã, o Expresso Sete e Trinta, "um noticiário para ser assistido antes de trabalhar". A Continental tentava implantar uma programação baseada, principalmente, em noticiários e esportes. A experiência, porém, não deu certo. Em São Paulo, a TV Excelsior, mergulhada em dívidas, a maioria causadas pela adversidade que a Ditadura Militar tem com ela, promove o Primeiro Festival de Música Popular Brasileira, cuja vencedora é a música Arrastão composição de Edu Lobo e Rui Guerra, interpretada por Elis Regina que naquela época apresenta o Dois na Bossa na TV Excelsior Rio de Janeiro. O "Festival" é uma forma de agressão ao governo, que não vê com bons olhos esse tipo de encontro entre artistas, publicamente contrários a sua política.

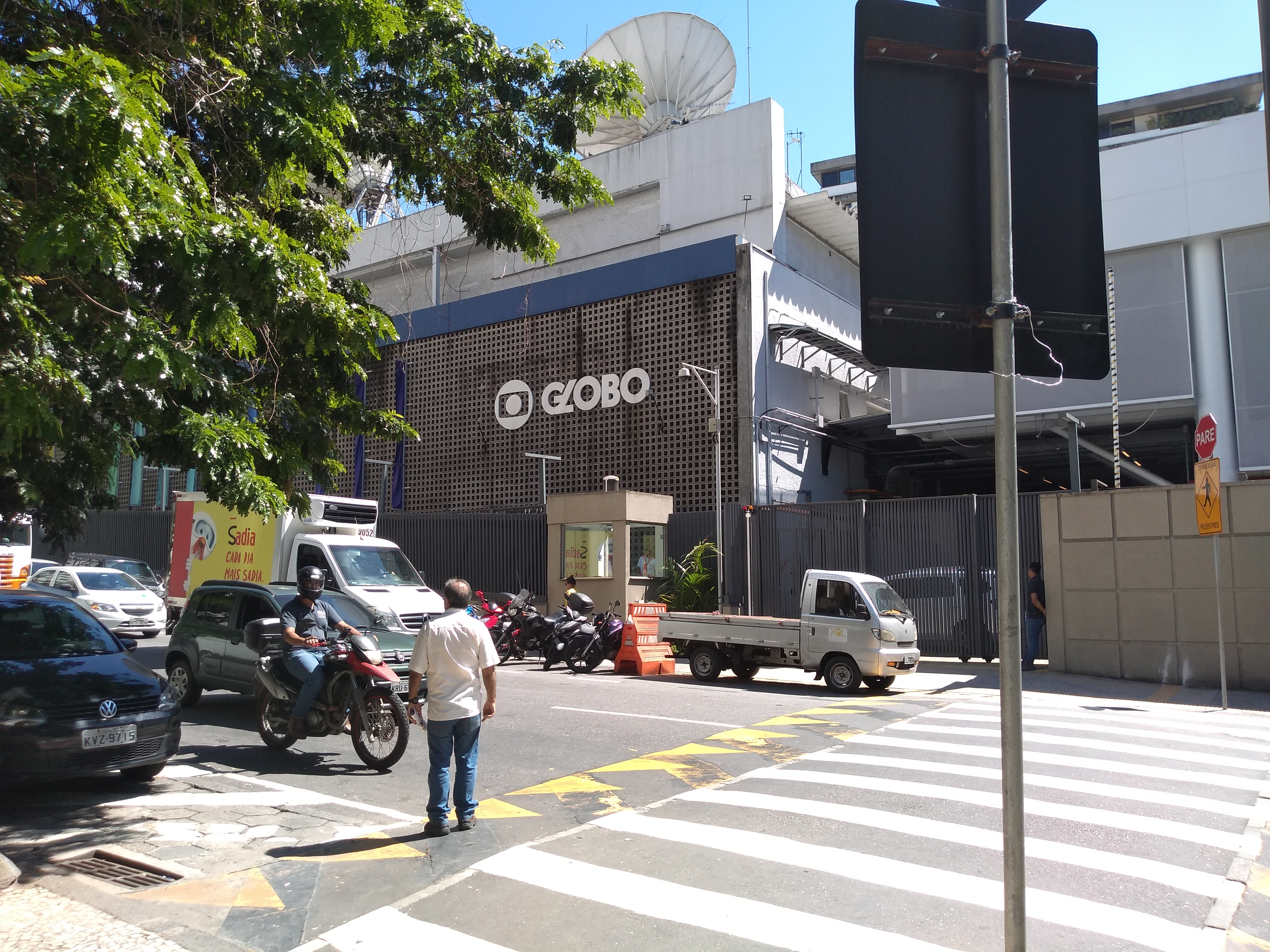
Sede da TV Globo no Rio de Janeiro

Em janeiro de 1966, uma violenta enchente assola o Rio de Janeiro, dando à Globo a oportunidade de estreitar seu relacionamento com o público, realizando uma grande campanha em mutirão. O canal 4 também fora afetado, pois a enchente havia alagado seu auditório que ficava no subsolo de sua sede no Jardim Botânico, mas a grande jogada das Organizações Globo estava por vir em março daquele ano, quando adquire em São Paulo as Organizações Victor Costa, que atravessavam sérias dificuldades financeiras desde a morte de seu fundador. Com a compra, a Globo passa a ser dona da TV Paulista, da Rádio Nacional, da Rádio Excelsior e da Rádio Mundial do Rio e começa então a formar sua rede. No mesmo ano, a TV Paulista muda o seu nome para TV Globo Paulista e, em 1968, para TV Globo São Paulo. Foi no ano de 1966, também, que acontece um rompimento de relações entre o jornalista Roberto Marinho e o ex-governador da Guanabara, Carlos Lacerda. Lacerda denuncia o esquema da Globo com o Time-Life, apontando várias irregularidades na transação, inclusive afirmando que a compra da OVC em São Paulo usara dinheiro além do acordo, que entrara ilegalmente no país.
Ainda em 1966 a TV Record decide assumir o Festival de Música Popular Brasileira, realizando sua segunda edição, que teria um empate no primeiro lugar entre as músicas Disparada de Geraldo Vandré e A Banda de Chico Buarque. No Rio de Janeiro a TV Rio recusa-se a exibir o festival, alegando que já realizava o 1º Festival Internacional da Canção, patrocinado pelo Governo Federal, numa tentativa de harmonizar-se com a classe artística, que em São Paulo foi exibido pela Tupi. A Record vende, então, os direitos de exibição no Rio de Janeiro para a TV Globo. A Globo também compra da Record os direitos de exibição do programa Quatro Azes de Ouro, com Agnaldo Rayol, Leny Eversong, Jô Soares e Renato Corte Real e a temporada de Papai Sabe Nada com Renato Corte Real, aumentando a desavença entre as líderes das Emissoras Unidas. A Globo contrata a comediante Dercy Gonçalves para apresentar um programa de auditório aos domingos, chamado Dercy de Verdade, o primeiro sucesso da Globo, na área de Shows. Nas novelas a Globo apresenta O Sheik de Agadir, telenovela de Glória Magadan com direção de Henrique Martins e Régis Cardoso, que foi seu primeiro grande sucesso no gênero, exibido apenas para o Rio de Janeiro.
Em janeiro de 1967, quando a TV Record estava iniciando uma recuperação, um novo incêndio destrói um de seus teatros, o Teatro Paramount no centro de São Paulo. A emissora se vê obrigada a transferir toda a programação para o Teatro Consolação no bairro de mesmo nome. No Rio de Janeiro, a situação também não é boa para as Emissoras Unidas. A TV Rio decide vender suas retransmissoras em Juiz de Fora e em Belo Horizonte para a TV Globo, que já está começando a formar a Rede Globo. Em 5 de setembro de 1967 é inaugurada a TV Ajuricaba, em Manaus. A emissora foi afiliada inicialmente à Rede de Emissoras Independentes, mais conhecida como REI, liderada pela Rede Record. Em 1 de maio de 1974, passa a ser afiliada da TV Globo.

Roberto Marinho

A TV Globo estreia em 1967 o programa vespertino Show da Cidade, apresentado por Edna Savaget, jornalista conhecida no Rio de Janeiro que comandara programas femininos na TV Continental com grande sucesso e Elisângela, que apresentou o programa Essa Gente Inocente na TV Excelsior Rio de Janeiro e tinha apenas 13 anos. O programa teve uma boa receptividade do público, com quadros como o que pessoas que estavam procurando emprego podiam se oferecer gratuitamente pela televisão, bastando para isso que comparecessem ao estúdio no horário do programa, explicando na tela suas qualificações. Também contava com um quadro que era um telejornal infantil, apresentado por Elisângela e encerrava com uma mesa redonda de jornalistas entrevistando um convidado por dia.
Também naquele ano e também na TV Globo, é exibido o programa Casamento Na TV, apresentado por Raul Longras, que fora contratado da TV Rio onde comandava um programa nos sábados à tarde. Longras fora locutor esportivo da Rádio Guanabara nos anos 1940 e 1950. Na década de 1960, Longras transferiu-se para a televisão, apresentando reportagens policiais na TV Rio e mais tarde conseguindo um programa nas tardes de sábado. Na TV Globo canal 4 do Rio de Janeiro apresentou Casamento Na TV, onde promovia encontros entre pessoas, com objetivo de acertarem-se em matrimônio. O programa era exibido aos domingos às 18 horas e durou até janeiro de 1969 com direito a flashes durante a semana, tal foi a sua popularidade. Em 1970, Longras voltou para a TV Rio, onde acabou saindo em 1972, levando a emissora à justiça devido a salários atrasados.
A TV Record e a TV Rio decidem trocar o nome das Emissoras Unidas para REI (Rede de Emissoras Independentes) e firmam acordo com a TV Alterosa, propriedade dos Associados em Minas Gerais para transmitir a programação da rede. A TV Gaúcha, a TV Jornal do Commercio e a TV Paranaense firmam contrato para a transmissão da programação da Globo e em Brasília, a Globo acerta com a TV Nacional. Ainda em janeiro no Rio de Janeiro, a Globo contrata da TV Excelsior, Chacrinha que transfere para a emissora sua Discoteca (às quartas no Rio e às quintas em São Paulo) e sua Buzina (aos sábados em São Paulo e aos domingos no Rio). Também transferem-se da Excelsior para a Globo as lutas do Telecatch, que na Globo passa a chamar-se Telecatch Montila por ser patrocinado pelo Rum Montila (aos sábados no Rio e aos domingos em São Paulo). A TV Jornal do Commercio produz e exibe a telenovela A Moça do Sobrado Grande, a primeira no gênero no Brasil a utilizar cenas e tomadas externas.
Ainda em 1967, a TV Globo faz experiências de TV em cores, utilizando o sistema americano NTSC exibindo programas como a Discoteca do Chacrinha e Dercy de Verdade coloridos. Enquanto fazia testes, no entanto, o governo federal emite uma nota de que o sistema adotado para TV em cores no Brasil seria o sistema da empresa Telefunken, desenvolvido na Alemanha, chamado de PAL, numa variação especialmente feita para países quentes, denominada de PAL M; além disso, proíbe quaisquer testes com outros sistemas, marcando a implantação das cores em cinco anos, ou seja, em 1972.
No sábado 13 de maio de 1967, é inaugurada em São Paulo a TV Bandeirantes canal 13, de propriedade da Rádio Bandeirantes, do empresário João Saad, com estúdios funcionando na Rua Radiantes, no bairro do Morumbi e também contando com aparelhagem de última geração. O Show inaugural da emissora contava com a presença de vários cantores da MPB na época, tais como: Agostinho dos Santos, Ellen de Lima, Marcos Valle e muitos outros. Na segunda feira, dia 15 de maio, estreia a primeira produção em telenovela da emissora, Os Miseráveis, uma adaptação livre do livro homônimo do escritor francês Victor Hugo.

Logotipo inicial da TV Cultura em sua fase na Fundação Padre Anchieta

Em Belo Horizonte, é inaugurada a TV Vila Rica canal 7, que inicialmente filia-se a TV Excelsior. Com emissoras próprias no Rio, São Paulo e Belo Horizonte, e com afiliadas em Porto Alegre, Brasília, Curitiba e Recife, a Globo inicia uma programação de rede, tendo como ponto de partida a realização do 2º Festival Internacional da Canção, com transmissão direta do Maracanãzinho para o Rio de Janeiro, São Paulo e Belo Horizonte; e em videotape para as demais cidades. Nesse festival, revelaram-se nomes famosos como Milton Nascimento e Geraldo Vandré, que agitou o Maracanãzinho e irritou a Ditadura Militar com a sua canção Pra Não Dizer Que Não Falei de Flores ou Caminhando, como também ficou conhecida.
A Globo também consegue sucesso em duas novelas: Anastácia, A Mulher Sem Destino e A Rainha Louca, ambas exibidas apenas no Rio de Janeiro. A TV Record, desconhecendo o acordo da REI, vende para a TV Tupi Rio os direitos de exibição no Rio de Janeiro do programa humorístico A Família Trapo e do show Essa Noite Se Improvisa, sob o comando de Blota Junior. Em resposta, a TV Rio compra da recém-inaugurada TV Bandeirantes os direitos de exibição do Sítio do Pica-pau Amarelo, Teatro Cacilda Becker e algumas novelas como Nunca É Tarde Demais e Era Preciso Voltar, aumentando o desentendimento entre a direção das emissoras líderes da REI.
A Record realiza em São Paulo o 3º Festival de Música Popular Brasileira, dessa vez em transmissão direta para a TV Rio, que teve como vencedora a música Ponteio de Edu Lobo, mas com grande repercussão e qualidade, revelando músicas como Roda Viva de Chico Buarque; Domingo No Parque de Gilberto Gil, contando com a estreia dos Mutantes e Alegria, Alegria do iniciante Caetano Veloso. No final de 1967, a Globo transfere o programa Dercy de Verdade para São Paulo, com o objetivo de levantar a audiência de sua emissora na capital paulista. Também no final de 1967, em 20 de dezembro, inaugura-se em Curitiba, a TV Iguaçu canal 4, pertencente ao governador do estado, Paulo Pimentel, filiando-se a REI, que perdera sua afiliada em Curitiba, o canal 12, para a TV Globo.
Em 1968, a TV Globo decide transformar a retransmissora de Belo Horizonte em emissora, criando a TV Globo Minas no mesmo dia em que a emissora carioca completava três anos. A Record divide com a TV Tupi Rio a produção da Bienal do Samba, aumentando a tensão na REI. A Record realiza em São Paulo o 4º Festival de Música Popular Brasileira, já sem grande projeção. A Excelsior São Paulo encerra finalmente a telenovela Redenção, já apelidada pelos brasileiros de "A Intermináááável" (bordão da época das lâminas de Barbear Gillette com platinum plus), que estava no ar desde 1966.
No mesmo ano, a emissora lança A Muralha, novela de Ivani Ribeiro, baseada em livro de Diná Silveira de Queirós, dirigida por Sérgio Britto e Gonzaga Blota, trazendo no elenco, entre outros, Fernanda Montenegro, Mauro Mendonça e Nicete Bruno. Apesar dos patrocinadores (Indústrias Gessy & Lever, Colgate-Palmolive e Maizena) continuarem a manter as produções das novelas na Excelsior, a situação na emissora complica-se cada vez mais.
A TV Excelsior do Rio também enfrenta uma situação financeira dificílima, exibindo programas italianos produzidos pela RAI, que são fornecidos gratuitamente pela Embaixada da Itália.
A TV Tupi, tanto do Rio quanto de São Paulo, assume uma situação bastante confortável. Consegue audiência com programas como Um Instante, Maestro e A Grande Chance, produzidos e apresentados por Flávio Cavalcanti no Rio e também no Show Sem Limites que a emissora carioca tirou da TV Rio, com apresentação de Jota Silvestre, que transforma-se no programa de maior audiência do ano. A Tupi do Rio também consegue bons resultados de audiência apresentando os programas da Record, Essa Noite Se Improvisa e Família Trapo.
As novelas da Tupi, produzidas em São Paulo, Antônio Maria e Beto Rockfeller, colocam a emissora a frente no gênero. Antônio Maria estreia em julho com Sérgio Cardoso, Aracy Balabanian, Tony Ramos e Denis Carvalho, escrita por Geraldo Vietri e Walter Negrão, com direção do próprio Vietri; Beto Rockfeller, estreia em novembro com Luiz Gustavo, Débora Duarte, Beth Mendes, Irene Ravache e Plínio Marcos escrita por Bráulio Pedroso e com direção de Lima Duarte; ambas tornam-se sucessos nacionais, transformando o gênero telenovela em mania no país.
Em 22 de novembro de 1968 é inaugurada no Recife a TV Universitária, canal 11, a primeira emissora de televisão educativa do Brasil, de propriedade da Universidade Federal de Pernambuco.
O ano de 1969 inicia com novidades para a televisão no Brasil. Em 28 de fevereiro a Embratel inaugura no distrito de Tanguá próximo a Itaboraí no estado do Rio de Janeiro as Torres de Rastreamento de Satélites, com o objetivo de modernizar as comunicações no Brasil, com prioridade para o melhoramento da telefonia no país. Como naquela época o Brasil não possui um satélite de sua propriedade, a Embratel aluga alguns canais do satélite americano Intelsat III. Dessa forma, não apenas as comunicações dentro do país melhoram, como também as com outros países que também tenham sistema de rastreamento de satélites. Isso causa uma verdadeira revolução na televisão, pois passamos a ter contato com o mundo em linha direta e também com todo o país. Mas, como o Brasil apenas aluga alguns canais do satélite, essas conexões tem que ser racionadas, principalmente porque a prioridade das torres era a telefonia. Assim, já pensando na Copa do Mundo em 1970 no México, as redes de televisão começam a se organizar.
Em 15 de março de 1969, começa a funcionar em Salvador a TV Aratu canal 4, de propriedade do empresário Roberto Coelho, com uma curiosidade, foi a primeira emissora a funcionar sem nome, um concurso definiu seu nome em julho daquele ano. A emissora já entrou no ar filiada a TV Globo. Estranho, também, é que apesar de seu nome significar uma espécie de caranguejo comum nos mangues da Bahia seu símbolo era um galo, sendo conhecida até hoje como "a emissora do galinho", outra curiosidade é que foi a segunda emissora de Salvador que até aquela época era servida apenas pela TV Itapoan filiada as Emissoras Associadas.
Em 4 de abril de 1969, a TV Cultura de São Paulo, canal 2, deixou de pertencer às Emissoras Associadas, que doou a emissora para a Fundação Padre Anchieta, pertencente ao Governo do Estado de São Paulo, com o objetivo de transformá-la na segunda emissora educativa do país. A emissora viria a reinaugurar em 15 de junho de 1969 em solenidade com a presença do governador Abreu Sodré, após quatro meses de transmissão experimental, com os novos estúdios no bairro da Água Branca.

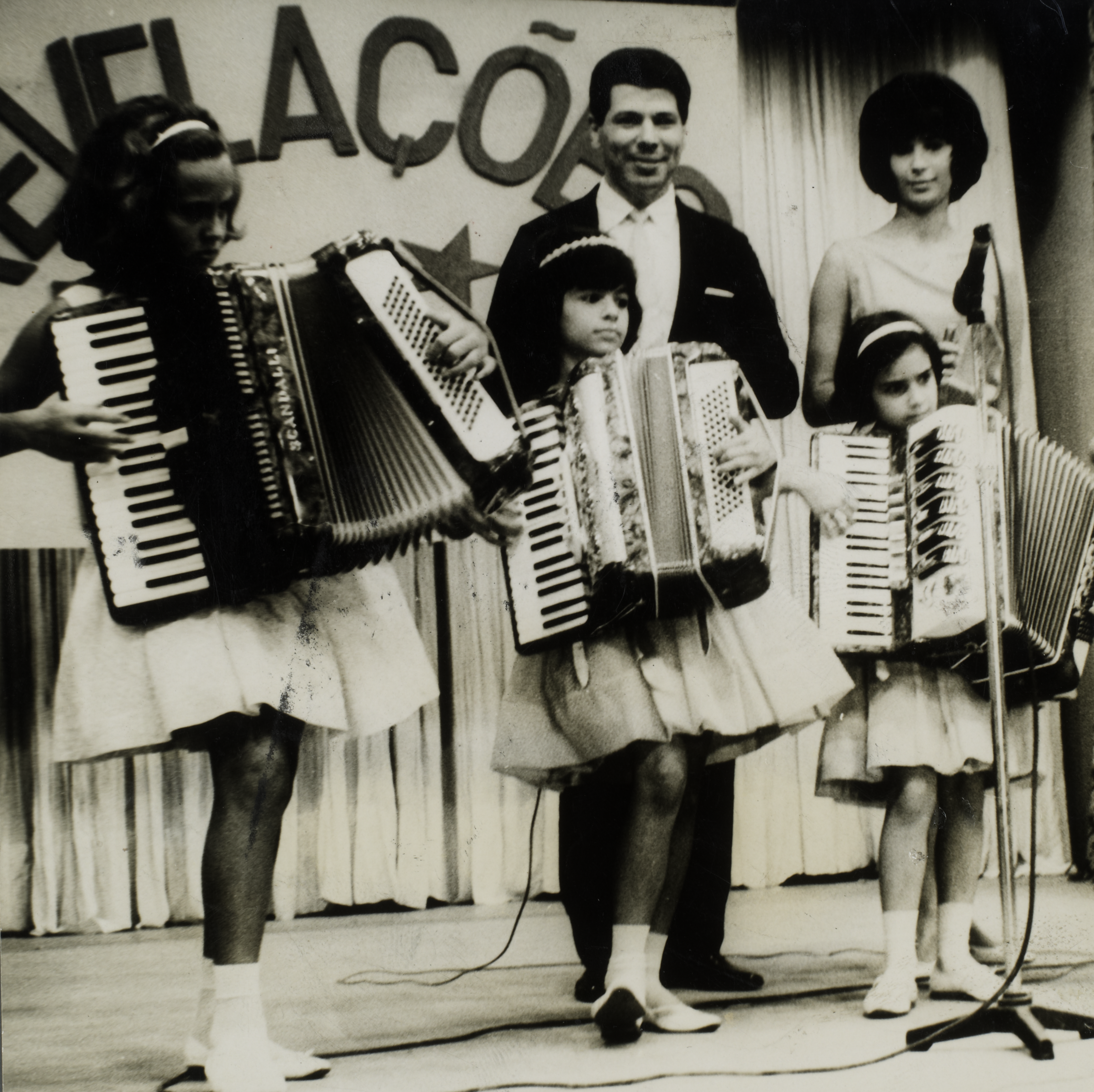
Silvio Santos no programa infantil Revelações da TV-Rio, 1964. Arquivo Nacional

Ainda em São Paulo a Globo havia esvaziado a programação local com o objetivo de transmiti-la integralmente do Rio de Janeiro, faltando apenas um horário aos domingos, que envolvia uma situação especial. Com o crescimento de seu programa, tanto em audiência quanto em duração, o animador de televisão Silvio Santos havia arrendado o horário da tarde de domingo, de meio dia até às oito da noite dos antigos proprietários da TV Paulista, garantindo que o seu programa continuaria sendo exibido no horário, mesmo quando a emissora fosse vendida, controlando o faturamento conseguido com os comerciais. Em um acordo com Walter Clark, diretor geral da TV Globo, Silvio Santos concorda em transmitir seu programa durante dez semanas para o Rio de Janeiro, onde a Globo nos domingos à tarde está em terceiro lugar, perdendo para a Rede Tupi (em primeiro) e a TV Rio (em segundo); caso o Programa Silvio Santos consiga reverter a situação nesse prazo e colocar a Globo em primeiro lugar nos domingos, Silvio continuaria, não apenas com o programa em São Paulo, mas também passaria a ser transmitido para toda a rede. A direção da Globo, na época, objetivava com esse acordo, acabar com o Programa Silvio Santos também em São Paulo, pois não acreditavam que o apresentador fosse conseguir alcançar a meta.
Dessa forma, Silvio Santos estreia no Rio de Janeiro, pela TV Globo canal 4 em 6 de julho de 1969, às 11h30, transmitindo seu programa direto da TV Globo Paulista, na Rua das Palmeiras. Como era uma transmissão muito longa, o "link" era feito ainda por UHF, cidade a cidade, até chegar ao Rio de Janeiro, o que diminuía em muito a qualidade. Também o programa no Rio tinha que encerrar às oito da noite, pois pelo canal 4 carioca, o horário das oito no domingo era ocupado pela Buzina do Chacrinha e em São Paulo, Silvio podia seguir com o programa até às nove. Assim, se um quadro do programa estivesse em andamento às oito horas, o programa era cortado sem prévio aviso, fatores que favoreciam a intenção de eliminar o apresentador da programação em toda a Globo.
No segundo domingo de transmissão para o Rio de Janeiro, 13 de julho de 1969, após já ter terminado a transmissão para os cariocas, aproximadamente às 21 horas, um violento incêndio atingiu os estúdios da filial paulista, destruindo toda a estrutura da emissora. A programação da Globo em São Paulo passa a ser recebida integralmente do Rio de Janeiro. Naquela mesma semana, na terça, dia 15 de julho, um incêndio destrói integralmente os estúdios da TV Bandeirantes canal 13. A emissora transmite de um caminhão de externa o sinistro direto para os tele espectadores e, entra no ar apenas às 15 horas com o programa Xênia e Você, transmitido de um caminhão de externa. A emissora ainda se faz valer do slogan: "A Bandeirantes não vai parar".
Na quinta, dia 17 de julho, é a vez da TV Record canal 7. O Teatro Consolação, onde é produzida a maior parte da programação da emissora, também sofre um incêndio, às cinco e meia da tarde, logo após a transmissão do programa Pullman Junior, apresentado por Cidinha Campos, direto do teatro. O fogo também foi implacável com a Record, destruindo integralmente as dependências. A emissora, sem a mesma tecnologia da Globo e sem os recursos da Bandeirantes, não tem outra escolha senão sair do ar e voltar a transmitir apenas no dia seguinte, de forma precária.
No dia seguinte ao incêndio da Record, ao meio-dia, nos estúdios que haviam sido da Companhia Cinematográfica Vera Cruz e que abrigavam a Excelsior em São Paulo desde a sua criação em 1960. Enquanto estava sendo exibido um programa esportivo pelo canal 9, um novo incêndio irrompeu, desta vez bem mais dramático que os anteriores, pois a emissora além de estar em sérias dificuldades financeiras, vinha sendo perseguida pelo governo e era agora administrada pelos seus próprios funcionários. No intervalo de seis dias, em São Paulo, quatro emissoras de televisão sofreram incêndios, só ficando de fora a TV Tupi e a TV Cultura.
No final de semana seguinte ao incêndio, verificando que a direção da Globo não havia tomado nenhuma providência para a realização de seu programa, Silvio Santos decide assumir a questão. Derruba as paredes que dividiam as únicas dependências que ficaram de pé dos estúdios da Globo São Paulo na Rua das Palmeiras, a cozinha e os dois banheiros, aluga equipamentos diversos como câmeras, microfones, refletores, poltronas, transmissor e antena de micro-ondas. No domingo, para surpresa inclusive da própria direção da emissora, que tinha pronta uma programação alternativa, inicia o seu programa normalmente, pedindo desculpas ao público, pois não houvera tempo hábil para serem confeccionados cenários e portanto, ia ao ar sem cenários, com a plateia em volta do palco. O programa teve a duração normal, e Silvio Santos ainda explicou que a TV Tupi ofereceu seu auditório para que ele apresentasse o programa, mas que preferia realizá-lo na "sua casa, ou seja, na TV Paulista".
Na madrugada de 21 de julho de 1969, a uma hora da manhã, aproximadamente, com a narração de Hilton Gomes e fundo musical de Assim Falou Zaratustra de Richard Strauss, os brasileiros assistiram, a descida do homem na lua, em um pool formado por todas as emissoras do país. Esse era o primeiro grande evento transmitido Via Embratel para todo o país, como se usava dizer naqueles dias. Também em 1969 a TV Tupi Rio de Janeiro contrata o humorista Ronald Golias que estava trabalhando na TV Record, a jornalista Cidinha Campos e Blota Junior, ambos também da Record e Bibi Ferreira que estava afastada da TV desde o fim de seu programa na TV Excelsior. Golias estrelaria o programa "Folias do Golias" às quartas dirigido por Carlos Alberto de Nóbrega, Cidinha, que deixará de ser apresentadora do programa "Dia D" da TV Record apresentaria um programa no mesmo estilo que iria chamar-se, "Cidinha Livre" às quintas, Bibi apresentaria "Sexta Feira, Bibi Ferreira" e Blota Junior aos domingos com "Programa Blota Jr".
No domingo, dia 31 de agosto de 1969, o apresentador Silvio Santos informa ao público do Rio de Janeiro, ao abrir seu programa, que no dia 24 daquele mês, a meta do trato feito entre ele e Walter Clark, diretor geral da Globo, havia sido alcançada, antes mesmo de completar as dez semanas do acordo, e pela primeira vez desde sua inauguração há mais de quatro anos, a TV Globo canal 4 alcançou o primeiro lugar durante toda a tarde de domingo, só passando para segundo as 18 horas, horário em que entrava no ar o Programa Jota Silvestre, sucessor do Show Sem Limites da TV Tupi Rio. Silvio Santos e a TV Globo haviam assinado então, um contrato de dois anos, renováveis por mais cinco anos, caso o programa continuasse em primeiro lugar nas duas cidades (São Paulo e Rio de Janeiro) em 31 de agosto de 1971.
No dia seguinte, 1 de setembro de 1969, a Globo iniciava uma programação que teria como lema, o Padrão Globo de Qualidade, que estreava com o Jornal Nacional, primeiro noticiário transmitido em rede nacional para todas as emissoras filiadas do país, e que se transformaria no principal informativo da televisão brasileira. Seu primeiro locutor foi Hilton Gomes, locutor de notícias da Globo desde sua inauguração. Era dividido em três blocos distintos: um nacional, com notícias fornecidas por todas as emissoras da rede, narrado por Hilton; um internacional, com notícias fornecidas pelas agências internacionais, também narrado por Hilton e um local, com noticiário local, narrado em cada emissora por um locutor regional (no caso do Rio de Janeiro, esse bloco era também entregue a Hilton). Alguns dias depois, a Globo contratou Cid Moreira, que passou a apresentar a parte nacional e a local carioca, enquanto Hilton Gomes ficava com a parte internacional. Em 10 de outubro de 1969 é inaugurada em Porto Alegre a TV Difusora canal 10, pertencente a Rádio Difusora de Porto Alegre. A emissora aliou-se primeiramente à REI.
Em 10 de novembro de 1969, a TV Globo estreava a novela Véu de Noiva, original de Janete Clair, que substituía Rosa Rebelde, também de Janete que apesar de ter encerrado um mês antes, deixara o horário livre até a nova novela estar em condições de estrear. No período entre uma novela e a outra, a TV Globo exibiu a minissérie americana Ascensão e Queda do Terceiro Reich, produção da ABC, adaptada do livro homônimo do escritor norte-americano William Shirer. Véu de Noiva inovava, pois era a primeira novela da rede sem a supervisão de Glória Magadan que fora demitida, após o final de Rosa Rebelde, por não estar alcançando a meta e se negava a trabalhar com histórias brasileiras. Glória inclusive dizia que O Brasil não serve para ser cenário de telenovelas. Com Véu de Noiva, a TV Globo iniciava uma nova era nas suas produções de teledramaturgia, atendendo ao já implantado Padrão Globo de Qualidade.
Ainda com o objetivo de implantar o Padrão Globo de Qualidade, a Globo iniciava também uma nova programação de shows. Conservou por algum tempo ainda o humorístico Balança Mas Não Cai, às segundas no Rio e às quartas na capital paulista; lançou um programa de transmissão nacional que visava apresentar talentos de várias regiões do Brasil Alô Brasil, Aquele Abraço, título que era uma alusão a música homônima de Gilberto Gil, muito famosa na época, exibido por toda a rede nas terças; conservou a Discoteca do Chacrinha, às quartas no Rio e às quintas em São Paulo; Mister Show, apresentado por Agildo Ribeiro e o ratinho marionete Topo Gigio, exibido no Rio às quintas e em São Paulo às sextas e Faça Humor, Não Faça Guerra às sexta feiras no Rio e às segundas em São Paulo, o nome era uma alusão brincalhona ao slogan dos hippies, muito popular na época, Faça amor, não faça a guerra. Os sábados ficariam reservados para uma sessão de cinema, Premier Mundial, que exibia longas-metragens feitos especialmente para a TV. A Buzina do Chacrinha permaneceria aos domingos, ao vivo para todo o Brasil. Estavam cancelados programas como o Telecatch Montila e Dercy de Verdade, por não estarem de acordo com o Padrão Globo de Qualidade. Dercy foi demitida e Ted Boy Marino, astro do Telecatch passou a apresentar a programação infantil de onze da manhã até uma da tarde, com mensagens para as crianças gravadas e enviadas em fita para todas as integrantes da rede.
Enquanto isso, em São Paulo, as emissoras abaladas pelos incêndios começam a reconstrução. A TV Globo São Paulo, canal 5, transferiu-se para a Praça Marechal Deodoro, em um Prédio onde funcionara o Cinema Holiday, utilizando o cinema como auditório da emissora. O canal 7 arrendou um teatro na Rua Augusta, denominando-o de Teatro Record-Augusta. O canal 13 também aos poucos recuperava seus estúdios no Morumbi. Somente o canal 9, como o canal 2 do Rio de Janeiro, pareciam estar com os seus dias contados.
Também em 1969, a Tupi lança um programa escrito por Cassiano Gabus Mendes e representado por Eva Wilma e John Herbert, lembrando o Alô, Doçura!, que a mesma Tupi havia produzido até 1964, com grande sucesso, na tentativa de superar a investida da Globo. Como o título do antigo programa pertence ao Açúcar União a Tupi relança com o nome de As Confissões de Penélope, onde Penélope (Eva Wilma) conta ao seu psiquiatra as aventuras com seu marido (John Herbert). Os episódios eram curtos e diários, quinze minutos antes da novela das sete, Antonio Maria e Nino, o Italianinho. Não deu certo, e durou pouco tempo no ar.
Durante a década de 1960, a televisão brasileira produziu algumas séries filmadas, a exemplo do que era feito pelas tvs americanas, com personagens brasileiros. A primeira delas foi Vigilante Rodoviário em 1961, produção da TV Tupi São Paulo em São Paulo com o apoio dos Produtos Nestlé, criada e dirigida por Ary Fernandes. A série fez tanto sucesso, que chegou a ser iniciada a filmagem de um longa-metragem para o cinema, porém, a Nestlé retirou-se do projeto em 1962 e, tanto o longa-metragem quanto a série televisiva foram cancelados. O curioso da série é que o ator principal, Carlos Miranda, acabou por tornar-se vigilante rodoviário devido ao sucesso do programa.
Em 1965, a Herbert Richers no Rio de Janeiro, em sociedade com o jornal O Globo, produziram para a TV Globo Rio de Janeiro a série, 22-2000 Cidade Aberta, com o ator Jardel Filho no papel do repórter Marcio Moura, baseado em personagem do filme Paraíba, Vida e Morte de um Bandido. A Rio Gráfica Editora, lançou nas bancas a série como revista em quadrinhos, na tentativa de levantar a audiência da mesma. Como isso não foi conseguido, a série foi cancelada em 1966.
Outra série nacional, também criada por Ary Fernandes, foi Águias de Fogo, também para a TV Tupi paulista em 1967 e 1968, contando histórias de heroísmo e bravura da Força Aérea Brasileira, numa tentativa de adular a ditadura militar que governava o país na época.

## Televisão a cores

### Década de 1970

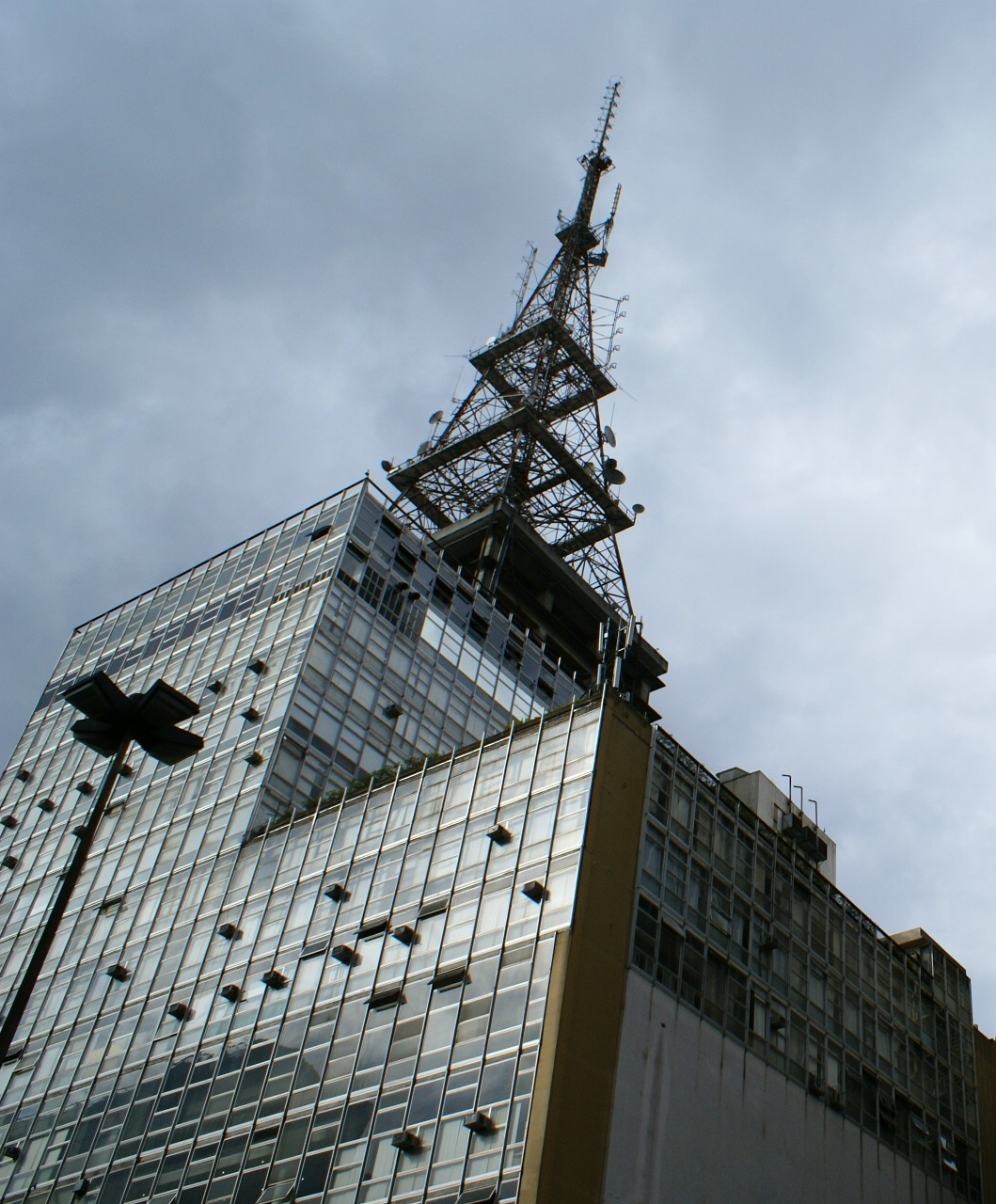
Sede da TV Gazeta

A partir de 1972, a TV em cores no Brasil começaria a se popularizar. Desde a década de 1960, já tinham sido feitas experiências com esta tecnologia pela TV Excelsior e TV Tupi de São Paulo, mas não houve interesse em continuar, já que na época, os televisores coloridos eram importados e custavam muito caro. O início da transmissão em cores de forma contínua aconteceria em 1972, por uma imposição do governo militar, que não via razão para o Brasil não se equiparar aos países que já possuíam o sistema implantado. A primeira transmissão foi da Festa da Uva de Caxias do Sul em 10 de fevereiro de 1972, pela TV Difusora de Porto Alegre, com apoio técnico da TV Rio, TV Gaúcha e TV Piratini.
O ano de 1970 inicia com a inauguração em 20 de janeiro da TV Gazeta, canal 11 de São Paulo. A emissora pertence a Rádio Gazeta de propriedade da Fundação Cásper Líbero, com sede na Avenida Paulista, e é o sétimo e último canal de VHF em São Paulo. Enquanto isso, a TV Rio vende a TV Alvorada, canal 8 de Brasília para a Rádio Capital, que a transforma em TV Capital. Com isso, a REI perde mais uma emissora, que decide apresentar uma programação independente, ligada primeiramente a TV Excelsior e a partir de 1971, a TV Bandeirantes.
Ainda no início de 1970, a TV Globo contrata João Saldanha, comentarista da Rádio Nacional do Rio, visando implementar sua equipe esportiva, que já está sob a direção de Armando Nogueira, e também pensando nas transmissões da Copa do Mundo no México. Saldanha estreia em um programa curto diário antes do Jornal Nacional denominado Esporte em Dois Minutos. A TV Tupi Rio de Janeiro, com objetivo de se modernizar para enfrentar a programação da Globo, acaba com o Repórter Esso e cria o jornal "Perspectiva", com apresentação de Íris Lettieri e Luiz de França, exibido às 20 horas, após o "Flash Esportivo", com Rui Viotti, contratado da Rádio Tupi.
Em fevereiro de 1970, a Tupi do Rio contrata Glória Magadan para escrever uma novela que se passava na época atual e no Rio de Janeiro, chamada E Nós, Aonde Vamos?, dirigida por Sérgio Britto e com trilha sonora de Sérgio Bittencourt, trazendo no elenco Yara Amaral, Teresa Amayo, Neide Aparecida, Leila Diniz e outros. A novela não teve grande repercussão mas tornou-se famosa mais tarde, pois a TV Tupi não pagou os cachês aos artistas, e Leila Diniz realizou um movimento em frente a emissora, movimento esse que constaria em um documentário sobre a vida da atriz realizado anos depois.
Em maio de 1970, a Rede Tupi lança a novela As Bruxas exibida as 20 horas em São Paulo e às 21:30 horas no Rio de Janeiro, devido a exigência da censura carioca. A novela foi um grande sucesso, um dos últimos da Tupi e contava no elenco com Maria Isabel de Lizandra, Cláudio Corrêa e Castro, Nathalia Timberg, Débora Duarte, Joana Fomm, Odete Lara, Tony Ramos, Denis Carvalho, Maria Della Costa, Lima Duarte, John Herbert; enfim o filé mignon da Tupi e ainda mais, escrita por Ivani Ribeiro e dirigida por Walter Avancini e Carlos Zara.
Em junho de 1970, as redes de televisão do país, unem-se para transmitir a Copa do Mundo no México. Desse "pool", comandado pelo governo federal, ficam de fora apenas as emissoras pertencentes à TV Excelsior, cujo nome era considerado mal visto pela Ditadura Militar. Como a rede tinha na época, além das emissoras de São Paulo e Rio de Janeiro, a TV Vila Rica em Belo Horizonte, somente elas foram, portanto, prejudicadas.
A transmissão da Copa de 1970 teve como narrador principal Geraldo José de Almeida, que na época ainda trabalhava para a TV Record e João Saldanha, que tinha sido afastado como técnico, após ter montado e treinado a seleção, pela Ditadura Militar por seu envolvimento com o Partido Comunista no passado e acabou seguindo para o México como comentarista dos jogos principais, contratado pela TV Globo.
Após a Copa de 1970, a Globo contrata Leny Dale, coreógrafo da Broadway, com o objetivo de dirigir o Balé da emissora. Dale acaba por revolucionar o balé na televisão brasileira com coreografia moderna e dinâmica, lembrando que antes de sua passagem, os "ballets" na televisão eram mal ensaiados e com coreografia antiquada. Também em 1970, a Globo contrata Hans Donner, vindo da Alemanha para cuidar do visual da futura rede. Donner já chegou criando uma nova logomarca, marcando os cinco anos da emissora carioca. Em 1975 cria o logo que serviria de base para os logos futuros, intitulado "A TV dentro do mundo, vendo o mundo". Ainda em 1970 e ainda na Globo, é contratado o humorista Chico Anysio. Chico havia desmontado sua empresa produtora em 1965 e trabalhado no "Telecentro" da TV Tupi em 1966. Com o fechamento do Telecentro, Chico dedicou-se mais ao teatro e a literatura, continuando na televisão apenas em aparições em programas como o do Flávio Cavalcanti na Tupi do Rio e em shows da Record. Chico estreia na Globo com o programa Você tem Tempo?, de apenas cinco minutos de duração diariamente, antes da novela das oito. Três meses depois, passa a apresentar uma novela cômica, cujos capítulos também tem a duração de cinco minutos, antes da novela das oito, Linguinha Versus Mr. Yes, com um personagem, que é um detetive trapalhão, chamado "Linguinha", pois sempre que pensa coloca a língua para fora.

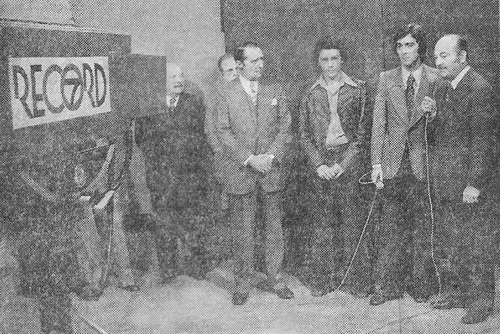
Estúdios da Rede Record na década de 1970

Em 29 de junho de 1970, em substituição a novela Véu de Noiva, estreia no horário das oito na Globo, Irmãos Coragem, novela de Janete Clair dirigida por Daniel Filho e Milton Gonçalves trazendo no elenco: Tarcísio Meira, Glória Menezes, Cláudio Marzo, Regina Duarte, Cláudio Cavalcanti, Lúcia Alves, Glauce Rocha, Gilberto Martinho, Zilka Salaberry e quase todo o elenco de teledramaturgia da Globo na época. A intenção da Globo e de Janete Clair é trazer o público masculino para assistir novelas, porque em 1970 a mentalidade que ainda impera é que novela é para mulheres. Com uma novela em ritmo de "Far-West" brasileiro, passada no interior do Mato Grosso, esse conceito foi abolido totalmente e Irmãos Coragem acabou sendo o primeiro sucesso em âmbito nacional da Globo.
Em 30 de setembro de 1970, são cassadas as emissoras da Excelsior, o canal 9 de São Paulo e o canal 2 do Rio de Janeiro. No Rio de Janeiro, a emissora já estava esperando e apresentando uma programação com documentários e material fornecido gratuitamente por diversas embaixadas. Em São Paulo, porém, tudo foi mais dramático. Por volta das 18h40, o jornalista Ferreira Neto invade o estúdio, que estava transmitindo um programa humorístico, e anuncia aos telespectadores que o governo cassou o Canal 9. Nos transmissores da Excelsior, técnicos do Departamento Nacional de Telecomunicações tiravam a emissora do ar naquele momento. A TV Excelsior, após tantas glórias e tantas agonias, estava definitivamente extinta.
Com a aquisição em 1970 do jornal Zero Hora pelo grupo formado pela Rádio Gaúcha e a TV Gaúcha e também a inauguração da TV Caxias em Caxias do Sul, inicia-se a RBS - Rede Brasil Sul de Comunicação, continuando as emissoras de televisão associadas à TV Globo.
Em 21 de abril de 1971, data em que Brasília completa onze anos, entra no ar a TV Globo Brasília, canal 10. Até aquela data, a TV Globo havia usado a TV Nacional canal 3, de propriedade do governo federal, como sua afiliada e agora passaria a ter uma emissora própria na capital do país.
Em 21 de abril de 1971, a TV Globo estreia o Hoje às 13 horas, com locução original de Luiz Jatobá e Léo Batista, exibido somente para o Rio de Janeiro de segunda a sexta, com direção de Sílvio Júlio e Humberto Filho. A partir de 1974 surgiu a edição Hoje Sábado e o jornal passou a ser transmitido para todo o país, com edições locais. Só nos anos 1980 o telejornal acrescentou a palavra "jornal" ao nome passando a chamar-se Jornal Hoje.
Também em 1971, a TV Globo decidiu unificar sua programação de shows. Todas as emissoras transmitiriam a faixa de shows do horário nobre, no mesmo dia e mesmo horário (21 horas), para isso a Globo transmite do Rio de Janeiro de madrugada, após o encerramento da programação, via Embratel esses programas com o objetivo de serem gravados nas demais emissoras do país e exibidos juntos à noite. Apenas o Chacrinha fica fora pois seus programas já são transmitidos em rede. Chico Anysio conseguiu da TV Rio, que já estava para ser vendida, o nome de seu programa original Chico Anysio Show, levando-o para a TV Globo, passando a exibir seu programa às quintas. Moacyr Franco consegue um programa às terças e a Globo segue com o Faça Humor, Não Faça a Guerra nas segundas. Nas sextas, a TV Globo inova com um programa chamado "Sexta Nobre", em que cada semana no mês uma atração diferente é apresentada. É na "Sexta Nobre" que surge o Globo de Ouro, que apresenta os sucessos musicais do mês, o Caso Especial, com peças escritas para a TV ou adaptadas do rádio e do teatro em formato de seriado e o Globo Shell Especial, documentários jornalísticos co produzidos pela Shell do Brasil.
A Tupi exibe no horário das seis, a única novela sua que consegue ainda resistir ao "rolo compressor" da TV Globo. O Meu Pé de Laranja Lima, uma adaptação de Ivani Ribeiro do livro homônimo escrito por José Mauro de Vasconcelos, que tinha sido um "best-seller" no final dos anos sessenta. Ivani faz uma adaptação livre do romance e muita gente acredita ser melhor que o original. Estreada no final de 1970, com elenco de excelente qualidade, Eva Wilma, Cláudio Corrêa e Castro, Haroldo Botta, Beth Mendes, Lélia Abramo, e muitos outros.
Na noite de quinta-feira, dia 28 de outubro de 1971, um violento incêndio irrompe nos estúdios da TV Globo, onde funciona o auditório da emissora que está sendo usado para a gravação do programa Moacyr Franco Show. O fogo destrói alguns equipamentos e o teatro da Globo. No domingo, dia 31 de outubro, Chacrinha vai para São Paulo, transmitindo seu programa para a rede. O incêndio mostrou que a TV Globo estava bem preparada, pois a programação apenas ficou fora do ar por dois minutos, tempo necessário para ser agilizado o "link" entre Rio e São Paulo. A Globo também confirmou sua popularidade no Rio de Janeiro, pois quando o incêndio aconteceu, as 20 horas e 45 minutos, uma voz em off, com o slide da emissora entrou no ar, solicitando ao público que informasse sobre o sinistro ao Corpo de Bombeiros; vinte minutos depois, a TV Tupi Rio, num comunicado extraordinário, pedia aos telespectadores, a pedido dos Bombeiros da cidade, que parassem de ligar, pois já tinham conhecimento do incêndio no canal 4, e já estavam tomando as providências. Uma semana após o incêndio, a TV Globo arrenda o Teatro Phoenix na Lagoa para a realização de seus programas de auditório.
Em 31 de dezembro de 1971, após várias negociações, é finalmente vendida a TV Rio para a Ordem dos Frades dos Capuchinhos do Rio Grande do Sul, dona da TV Difusora de Porto Alegre, que tinha pretensões de formar uma rede. O governo federal autoriza a compra, acreditando que possa com isso descentralizar a sede das redes de televisão do eixo Rio-São Paulo, ainda mais com uma rede com sede no Rio Grande do Sul, de onde era natural o presidente Médici.
A TV Rio transferiu seus estúdios para a Rua Alberto de Campos em Ipanema e passou a exibir apenas o padrão a partir de 1º de janeiro de 1972, anunciando uma segunda inauguração em 31 de março de 1972, com a novidade das cores, "As cores vivas do 13", como passou a ser o slogan da emissora.
Em fevereiro de 1972, a TV Continental, que já não estava funcionando regularmente, exibindo apenas o programa Madureza Ginazial produzido por Gilson Amado para educação de adultos, tem a sua concessão cassada e une-se as TVs Excelsior na qualidade de emissoras extintas.
Em 19 de fevereiro de 1972, é feita a primeira transmissão em cores da televisão brasileira com o sistema oficial adotado no Brasil, sistema PAL-M, a Festa da Uva direto de Caxias do Sul no Rio Grande do Sul, transmissão ainda para testes.
Em 31 de março de 1972, aniversário de oito anos do Golpe militar de 1964, coincidido com o feriado da Sexta-Feira Santa, é inaugurada oficialmente a TV em cores no Brasil. Um pronunciamento do Ministro das Comunicações Hygino Corsetti, inaugurava o sistema de transmissão em cadeia nacional, e logo após, também em cadeia nacional, é apresentada a "Paixão de Cristo", um longa metragem produzido pelo Vaticano, com atores italianos famosos na época. A noite, foram exibidas programações diversas: Na Globo é exibido o primeiro Caso Especial em cores, Meu Primeiro Baile, adaptação de Janete Clair da obra francesa "Carnet de Bal", com Glória Menezes, Sérgio Cardoso, Marcos Paulo, Francisco Cuoco, Paulo José e muitos outros. Na Tupi do Rio é apresentado o longa-metragem, A Volta ao Mundo Em Oitenta Dias, com David Niven, Cantinflas e Shirley MacLaine, de 1956. A TV Rio também exibe um longa-metragem, Viva Maria!, comédia francesa com Brigitte Bardot e Jeanne Moreau, de 1964.
Com a venda da TV Rio, a REI se extingue, mas a parceria com a TV Record ainda não se desfaz integralmente. Em 2 de abril de 1972, as três emissoras, TV Rio, TV Difusora e TV Record, se unem para exibir a "Entrega do Oscar 1971", direto de Los Angeles.
A TV Rio tenta se recuperar exibindo uma programação baseada em filmes, seriados e desenhos animados. Adquire um lote de longa metragem com mais de três mil títulos, entre eles, Os Pássaros, Pacto Sinistro, A Tortura do Silêncio, Psicose, O Homem Que Sabia Demais, Janela Indiscreta, Marnie, Confissões de Uma Ladra, Disque M para Matar e muitos outros de Alfred Hitchcock, que exibe numa sessão aos domingos às 21 horas chamada Sessão Hitchcock. As quartas, a Rio exibe Seleção de Clássicos, também às 21 horas, apresentando filmes clássicos como Cidadão Kane, Por Quem os Sinos Dobram, Casablanca, O que teria acontecido com Baby Jane?. Também são exibidos seriados, alguns inéditos como Havaí 5-0, com Jack Lord, São Francisco Urgente, com Michael Douglas, Columbo, com Peter Falk, Police Woman com Angie Dickinson, Chaparral com John Cannon e Lancer com James Stacy.
A TV Rio também exibe um noticiário apresentado por Hilton Gomes que saíra do Jornal Nacional meses antes. O Jornal Nacional também se renova com a chegada das cores. Desde a saída de Hilton Gomes para a nova TV Rio, a parte internacional é apresentada provisoriamente por Heron Domingues, que ganharia um noticiário às 23h30, chamado Jornal Internacional. Assim no Jornal Nacional estreia Sérgio Chapelin para o bloco de notícias internacionais, junto com as cores.

Logotipo da Rede Tupi

A TV Tupi com o objetivo de enfrentar a TV Globo e organizar as Emissoras Associadas de televisão, que começam a se deteriorar, decide começar a transformar-se em rede, iniciando com o telejornalismo. São cancelados os noticiários regionais e é criado o Rede Tupi de Notícias, com editorias em São Paulo, a principal, no Rio e em Brasília.  Em São Paulo o jornal era apresentado por Ana Maria Braga e no Rio por Gontijo Teodoro o noticiário local e por Íris Lettieri a parte nacional. Era o início da Rede Tupi de Televisão. Em 26 de abril de 1972, quando a Globo completava sete anos, é inaugurada a TV Globo de Recife, canal 13. A TV Globo chegava ao Recife até aquela data pela TV Jornal do Commercio canal 2 e passava agora a ter cinco emissoras próprias, nas principais capitais do país. A TV Bandeirantes também tenta expandir-se para a formação de uma rede. Começa a exibir seus programas também pela TV Nacional, deixada órfã pela TV Globo desde a inauguração de sua emissora própria em Brasília, em 1971. A Bandeirantes também firma acordo com a TV Brasil Central de Goiânia canal 13 e a TV Vila Rica de Belo Horizonte canal 7.
Também em 1972, o humorístico Faça Humor, Não Faça a Guerra estrelado por Jô Soares e Renato Corte Real é substituído por Satiricon, que além dos dois comediantes traz também Paulo Silvino e Agildo Ribeiro. Em 1976, a Globo troca Satiricon pelo Planeta dos Homens, saindo Renato Corte Real que foi substituído por Luís Carlos Miele e Orival Pessini. Só em 1981 que O Planeta dos Homens foi substituído por Viva o Gordo, onde Jô Soares reinaria como humorista principal. Em 10 de agosto de 1972, é inaugurada oficialmente a Rede Amazônica, em Manaus, com seu sinal transmitido em cores.
Em 18 de agosto de 1972, morre em São Paulo, vítima de um ataque cataléptico o ator Sérgio Cardoso, enquanto representava a novela O Primeiro Amor que contava ainda com Tônia Carrero e Rosa Maria Murtinho. O ator é substituído na trama por Leonardo Villar, contratado pela Globo a princípio só para substitui-lo, sendo confirmado como ator definitivo da emissora ao final da novela.
Em outubro de 1972, a TV Globo estreia as terças feiras, o seriado, A Grande Família original de Oduvaldo Vianna Filho e Max Nunes, trazendo no elenco Eloísa Mafalda, Jorge Dória, Bia Nunnes, Osmar Prado, Brandão Filho e Luiz Armando Queiroz. A Grande Família foi o maior sucesso do gênero no Brasil.
No mesmo mês, a Globo compra, em parceria com a TV Cultura, o programa infantil, sucesso nos Estados Unidos pela rede de televisão PBS, Vila Sésamo (Sesame Street). A parte nacional do programa é produzido nos estúdios da TV Cultura, com Sônia Braga, Armando Bogus e Aracy Balabanian. A Globo e a Cultura já haviam feito uma parceria antes com Meu Pedacinho de Chão em 1971.
No início de 1973, a TV Globo resolve transferir sua programação no Paraná para a TV Iguaçu que apresenta uma melhor performance técnica, deixando a TV Paranaense, que passa a funcionar como emissora independente, exibindo alguns programas da TV Bandeirantes e da TV Cultura.
Em janeiro de 1973, a TV Globo estreia O Bem Amado, sua primeira novela em cores. A Rede Tupi já exibia todas as suas novelas em cores, a Globo porém, achou melhor implantar as cores aos poucos, primeiro exibindo alguns programas apenas, só quando sentiu-se segura, iniciou suas produções coloridas em telenovelas. O Bem Amado foi escrito por Dias Gomes e tinha no seu elenco Paulo Gracindo, Lima Duarte, Emiliano Queiroz, Ida Gomes, Dorinha Duval, Dirce Migliaccio e Jece Valadão entre outros. O Sucesso da novela foi tão grande, que tornou-se a primeira novela do Brasil exibida no exterior (Irmãos Coragem foi exibido na TV hispânica nos Estados Unidos, mas apenas um resumo de duas horas). O Bem Amado também viraria série de televisão e filme de cinema, mais tarde.
Também em janeiro de 1973, a TV Globo, com o objetivo de implantar de vez o "Padrão Globo de Qualidade", cancela os programas do apresentador Chacrinha, que saí da emissora, após cinco anos. Em seu lugar aos domingos, a Globo decide estrear o programa Só o Amor Constrói, baseado no programa americano da CBS, This is Your Life (Essa é a Sua Vida), trazendo sempre uma personalidade para contar sua vida e rever amigos da infância e familiares contando detalhes do focalizado. O programa era produzido e apresentado pela jornalista Marilene Dabus. A Globo também transferiu os programas da "Sexta Nobre" para quarta mudando o nome para "Quarta Nobre" e na sexta cria o Globo Repórter em substituição ao "Globo Shell Especial".
O apresentador Chacrinha muda-se para São Paulo, devido as poucas oportunidades em televisão no Rio naquela época, já que a Globo dominava o mercado carioca. Acerta um contrato com a TV Record e passa a apresentar seus programas timidamente direto do Teatro Record-Augusta.
No Rio de Janeiro, as emissoras de televisão começam a se deteriorar, sobrando na cidade apenas a TV Globo e com muitas dificuldades a Tupi do Rio e a TV Rio. A TV Tupi Rio está enfrentando uma grande crise financeira e o grupo gaúcho que controla a TV Rio desde 1972, havia feito um acordo com um grupo alemão com interesse em injetar dinheiro nas duas empresas, a TV Difusora de Porto Alegre e a TV Rio, porém o governo federal proibiu a transação, deixando-as sem recursos para investimentos em novas programações, tanto que a emissora carioca apresentava apenas longa metragens e seriados americanos.
Devido a situação das emissoras no Rio de Janeiro, em 1973 é colocado em licitação o canal 9 do Rio de Janeiro com o objetivo de colocar sangue novo na televisão carioca. O canal é concedido para o Jornal do Brasil, um dos mais antigos diários do país (fundado em 1891) e proprietário da Rádio JB, que opera no Rio desde 1938 e concede à Rádio Guanabara, que existe desde 1936, o canal 7.
Em São Paulo, a Tupi e a Bandeirantes conseguem, de certa forma, driblar a presença da Globo. A Tupi está formando a Rede Tupi de Televisão para substituir as Emissoras Associadas de televisão. Para isso, passa a transmitir de São Paulo a maior parte da programação, deixando no Rio de Janeiro apenas dois programas (Flávio Cavalcanti e Jota Silvestre). Contrata Renato Aragão, Dedé Santana e os comediantes Mussum e Zacarias para reencarnarem os Trapalhões, que já havia sido apresentado em 1965, e que agora com o fim da TV Excelsior estava com o título livre. Assim, os quatro deixam a TV Record onde estavam desde 1967 e passam para a TV Tupi. Os Trapalhões acaba por ser o maior sucesso da TV Tupi nos anos setenta, e um dos maiores da televisão brasileira em todos os tempos.
Em agosto de 1973, a TV Globo decide cancelar o Só o Amor Constrói e cria o programa Fantástico, transformando o Só o Amor Constrói em um quadro do programa. O Fantástico seguia a linha de outros programas que já tinham existido no horário, o Bibi, Sempre aos Domingos da TV Excelsior, O Domingo é Nosso da TV Rio e o Dia D da TV Record; todos dos anos 60, apenas usando tecnologia e recursos mais avançados. É apresentado como uma revista eletrônica com correspondentes no estrangeiro trazendo reportagens com fatos da semana ou curiosidades e atrações desconhecidas da maioria dos brasileiros e também com sckets de humor, na época usando Chico Anysio e números musicais. O sucesso do programa foi tão grande, que o seu tema musical chegou a ser lançado pela Som Livre, gravadora oficial da Globo.
Ainda em 1973, em setembro, a TV Globo substitui o já cansado Chico Anysio Show por Chico City, onde o humorista cria novos personagens, entre eles o prefeito Valfrido Canavieira e o coronel Pantaleão com seu protegido Pedro Bó.
A Tupi sai na frente e a partir de outubro de 1973, unifica suas telenovelas e passa a exibi-las em todo o território nacional no mesmo dia, ou seja, elas eram transmitidas de São Paulo no horário da madrugada pelo link e em qualquer local do país seria visto o mesmo capítulo. Inclusive a propaganda da Tupi dizia: "Você pode viajar para qualquer lugar do país descansado, pois a Tupi não vai deixar você perder a novela." A TV Globo começa então a agilizar a unificação dos capítulos de suas produções, realizando cortes e resumindo capítulos em várias regiões do país. Em janeiro de 1974, a Globo anuncia que também passa a exibir os mesmos capítulos das suas novelas em todas as regiões do país aonde chega. Também em janeiro de 1974, a Rádio Guanabara acaba sendo vendida para a Rádio Bandeirantes de São Paulo, cujo objetivo era entrar no Rio com a TV Bandeirantes pela concessão que a emissora tem do canal 7. A TV Bandeirantes compra também a TV Vila Rica de Belo Horizonte canal 7, que já transmitia sua programação.
Em 1974 a TV Tupi São Paulo passa pelos seus melhores dias. Apesar das suas novelas não superarem em audiência as da Globo, estreia novos programas que tem uma boa receptividade. O mesmo não ocorre no Rio de Janeiro. Os programas de Jota Silvestre e Flávio Cavalcanti são cancelados e a TV Tupi Rio, para driblar seus problemas financeiros, começa a alugar seus horários livres para produtores independentes, a maioria igrejas evangélicas, iniciando essa prática na televisão brasileira. Assim os primeiros programas do Bispo Edir Macedo e RR Soares começam a dominar a televisão. Mas em agosto de 1974, Wilton Franco, num acordo com uma produtora argentina, traz um formato de programa com o título registrado como Aqui e Agora. O programa tem quatro horas de duração e reúne uma miscelânea de atrações, com vários apresentadores. Ele, a princípio, arrenda o horário da tarde na Tupi do Rio e começa a apresentá-lo no Rio de Janeiro. Foi nesse programa que revelaram-se Sérgio Mallandro, Roberto Jeferson, Mara, Wagner Montes, Amauri Valério, Christina Rocha, entre outros. Devido ao sucesso do programa, a Tupi do Rio decidiu bancá-lo a partir de 1975.
Ainda no Rio, em 1973 havia sido concedido o canal 2 a Fundação Centro Brasileiro de Televisão Educativa, fundada na cidade em 1964. Ela estava funcionando na Avenida Copacabana e era dirigida por Gilson Amado, que havia apresentado o programa Madureza Ginasial na TV Continental durante muitos anos. No final de 1974 a TVE inicia suas transmissões experimentais pelo canal 2. O governo federal entrega a TVE o Teatro República na Avenida Gomes Freire no centro do Rio para serem montados seus estúdios. A emissora recebe, então, doações de vários países para seu equipamento técnico (A Alemanha doou os equipamentos de som, a França doou os transmissores e a antena, a Itália doou vários equipamentos de estúdios; todos de última geração) e começa a produção de programas que são exibidos, de forma obrigatória por imposição da ditadura militar, em todas as emissoras do país. Com a chegada do canal 2 em 1974, as produções vão poder aumentar e realizar o sonho de Gilson que era transmitir cursos de educação para adultos através da televisão. Gilson Amado morreu em 1979 e jamais viu seu projeto concluído. Após a sua morte, a TVE tornou-se "uma pedra no sapato" para os governos, que não sabiam direito o quê fazer com ela.

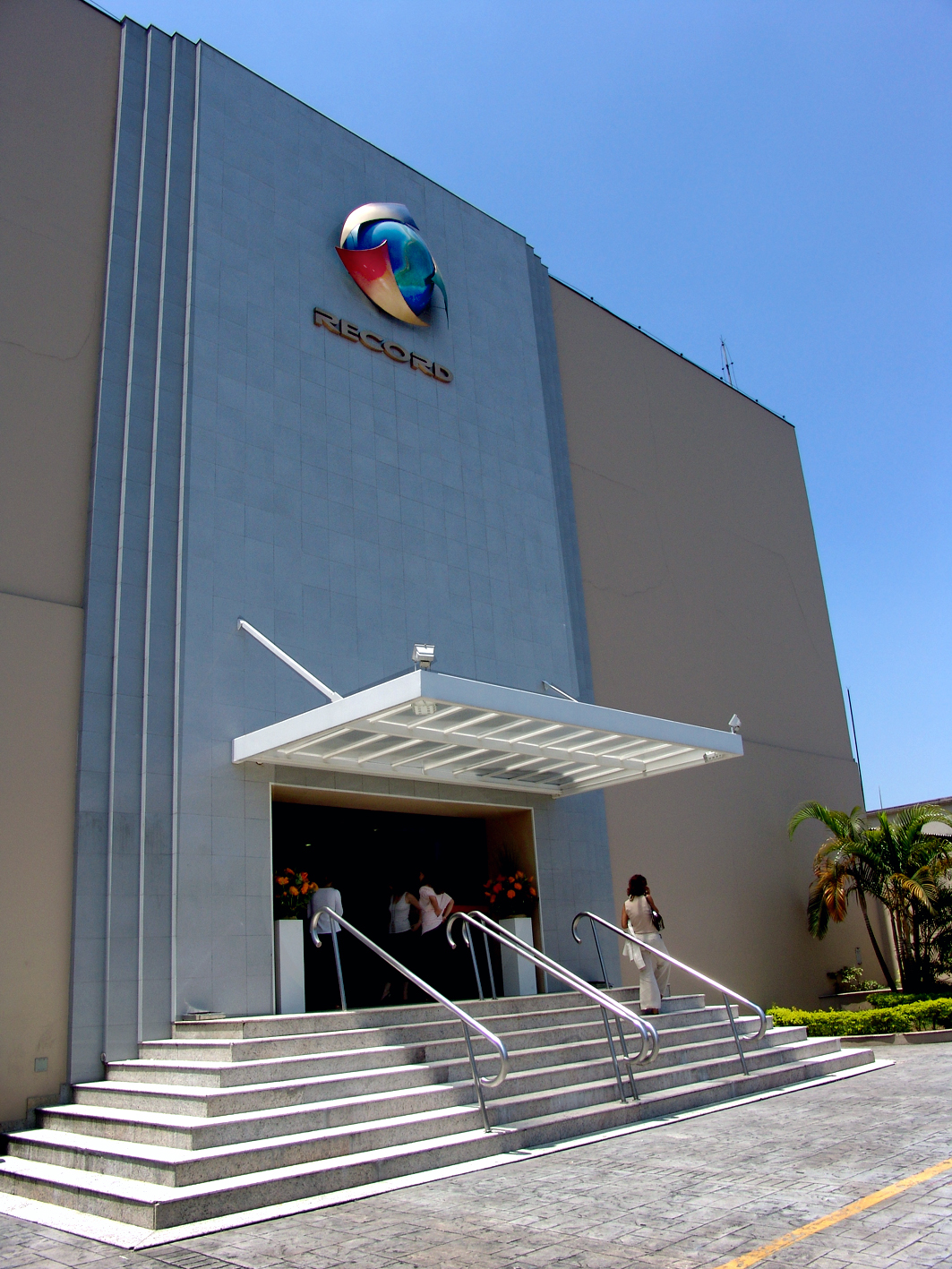
Fachada atual do Teatro Record, em São Paulo

Enquanto isso, em São Paulo, diferente da TV Globo, Rede Tupi e da TV Bandeirantes, a TV Record enfrenta uma crise, que se aprofunda com um novo incêndio, dessa vez em sua torre de transmissão, no mês de maio de 1974. O Grupo Paulo Machado de Carvalho, proprietário da TV Record, não vê outra saída senão a de colocar à venda metade da empresa com o objetivo de conseguir capital para sustentar-se. Para continuar no controle, o grupo decide vender em dois lotes distintos, um de 40% e um de 10%. Os 40% são vendidos para uma associação de fazendeiros do norte do estado e os 10% são adquiridos por empresários da capital paulista. Dessa forma, a TV Record consegue fôlego novo, inclusive contrata Flávio Cavalcanti da TV Tupi Rio e também impede a saída de Raul Gil, sua principal atração, para a TV Bandeirantes, renovando seu contrato.
Silvio Santos, sentindo que o fim de seu contrato com a Globo está chegando, a data seria 31 de agosto de 1976, e de antemão sabendo que o atual diretor geral da TV Globo, Boni, não goza de simpatia por seu programa, totalmente inadequado ao Padrão Globo de Qualidade, abre em São Paulo um centro de produções chamado Studius Silvio Santos, que funciona na Vila Guilherme, onde havia funcionado os estúdios da TV Excelsior de São Paulo e antes a Companhia Cinematográfica Vera Cruz e chama Manuel da Nóbrega, seu antigo amigo da TV Paulista, para dirigi-lo.
No início de 1975, a Rede Tupi contrata Chacrinha que, desde que saiu da TV Globo, andava escondido na TV Record, realizando seus programas sem sequer ser exibido em rede. Chacrinha leva para a Tupi seus dois programas, a Discoteca do Chacrinha e Buzina do Chacrinha, condensados em um só, Cassino do Chacrinha. Esse era o título do programa com o qual ele iniciara a carreira na Rádio Tamoio no Rio na década de 1940. O Cassino do Chacrinha passa a ser exibido pela Tupi aos sábados.
A Tupi também contrata, naquele ano, a apresentadora Hebe Camargo para comandar seu programa de entrevistas. Hebe abandona a TV Record após apresentar seu programa na emissora por vinte anos. Também em 1975, no mês de setembro, a TV Globo exibe uma série de programas semanais (sextas), contando a história dos 25 anos de televisão no Brasil, com o nome de TV Ano 25. O programa acaba por se tornar uma dor de cabeça para a Globo, pois vários artistas que são apresentados em cenas de festivais e programas antigos entram na justiça reivindicando o pagamento pela participação. A justiça bate o martelo em favor dos queixosos e o programa para a emissora acaba saindo bem caro. Em vista disto, a Tupi, com a intenção de comemorar seus 25 anos, já tendo conhecimento do ocorrido com o programa da Globo, realiza um programa comemorativo exibindo apenas imagens de artistas que ainda estejam sob contrato da emissora, evitando com isso ações na justiça, como aconteceu com a concorrente.
Ainda em 1975, o Grupo Silvio Santos convence a associação de fazendeiros, proprietários de 40% da TV Record a vender a ele esse percentual e sai para a compra dos restantes 10% de posse de empresários paulistas. Em maio daquele ano, o Grupo Silvio Santos consegue comprar os 10% necessários das ações da Record e decide ir a justiça, reivindicando seu direito de administrá-la. O Grupo Paulo Machado de Carvalho não concorda com a situação, mas é obrigado a aceitar administrar a emissora junto com Grupo Silvio Santos, comportando-se como antagônico, inclusive usando a imprensa para fazer críticas ao grupo rival. Silvio Santos usa seus Studius Silvio Santos para produzir para a Record vários programas, alguns inclusive são reprisados em seu programa de domingo na Globo como a Praça da Alegria e o Folias do Golias, recriados pela produtora.
Em 1º de outubro de 1975, a Tupi consegue, após quatro anos de insucessos, emplacar uma telenovela que consegue alguns frutos. Trata-se de A Viagem, original de Ivani Ribeiro, trazendo no elenco Tony Ramos, Eva Wilma, Ewerton de Castro, Irene Ravache, Joana Fomm, Adriano Reis e muitos outros. A novela aborda um tema espiritualista, muito polêmico para a época, até então esquecido pelas telenovelas no Brasil. Em 1966, a mesma Tupi havia realizado uma adaptação do livro "A Vingança do Judeu", com o título Somos Todos Irmãos, com roteiro de Benedito Rui Barbosa e tendo no elenco Rosamaria Murtinho e Sérgio Cardoso, a emissora foi bastante criticada na ocasião pelo lançamento da mesma, principalmente pela Igreja Católica, que detinha a maioria de fiéis no país. A Globo contra-ataca, tirando da Tupi, mal a novela acaba em abril de 1976, a maior parte do elenco da novela, inclusive Tony Ramos, Irene Ravache e Joana Fomm; atores tradicionais da Tupi e a escritora Ivani Ribeiro.
Em outubro de 1975 na TV Globo ocorre uma surpresa. A emissora tentara colocar no ar a novela Roque Santeiro, original de Dias Gomes, Francisco Cuoco, Betty Faria, Lima Duarte, Milton Gonçalves, Elisângela e muitos outros. A novela havia sido proibida pela censura da Ditadura Militar, mas mesmo assim a Globo tentou até o último minuto apresentar a novela. A emissora teve que, correndo, substituir a trama por um resumo da novela Selva de Pedra, exibida em 1972, maior sucesso da emissora, até que a escritora Janete Clair escrevesse uma trama aproveitando o elenco da novela. Janete acaba escrevendo um grande sucesso chamado Pecado Capital, que inclusive seria refeita em 1998, tal foi o seu sucesso. Roque Santeiro seria levada ao ar em 1985, com algumas modificações no elenco, também com grande sucesso.
Em 11 de outubro de 1975 a TV Globo estreia uma telenovela, que não seria sucesso apenas no Brasil, mas também nos mais variados países do mundo: é A Escrava Isaura, história baseada em romance de Bernardo Guimarães, adaptada por Gilberto Braga, trazendo no elenco, entre outros, Rubens de Falco, Lucélia Santos (estreando na TV), Norma Blum e Mário Cardoso. A produção foi sucesso nos mais impensados países do mundo, tais como China, Indonésia, Malásia, Rússia e Índia; tornando-se o maior sucesso da dramaturgia brasileira.
No fim do ano de 1975, Silvio Santos é convencido por Manuel da Nóbrega a concorrer a concessão do canal 11 no Rio de Janeiro; o governo deseja que esse canal inicie suas transmissões em seis meses no máximo e apenas Silvio Santos concorda com essas condições, e consegue a licença do canal 11. Em janeiro de 1976, participa de um leilão da massa falida da TV Continental do qual consta os transmissores da extinta emissora e a sua antena. Nóbrega sabe que os transmissores e a antena da TV Continental, apesar de terem sido comprados e instalados em 1962 estão preparados para TV em cores, e que o lote é perfeito para Silvio usar para a inauguração do canal. O Grupo Silvio Santos consegue arrematar o lote, fazendo com que o Jornal do Brasil, também interessado no leilão para montar o canal 9, resolva desistir e entregar a concessão para o governo.
Em 16 de março de 1976, debilitado por um câncer, morre em São Paulo, Manuel da Nóbrega que exercia o cargo de diretor da emissora de Silvio Santos no Rio de Janeiro. Assume seu lugar Luciano Callegari, que já dirigia o Programa Silvio Santos.
Na noite do dia 13 de maio de 1976, Silvio Santos inaugura sua primeira emissora de televisão no Rio de Janeiro, a TVS canal 11, o primeiro canal outorgado a um artista de televisão no Brasil. O primeiro programa é transmitido de São Paulo do Teatro Manuel da Nóbrega, inaugurado naquela noite em homenagem ao artista morto recentemente, que iria incendiar-se em 1978, sendo substituído por um novo auditório no bairro do Carandiru, onde funcionava o Cine Sol.
O programa tinha o nome de Silvio Santos Diferente, onde o apresentador entrevista figuras ilustres e personalidades conhecidas do público em geral, num estilo bem diferente de seu programa de domingo na TV Globo.
Silvio Santos agrega a TVS canal 11 do Rio de Janeiro e a TV Record canal 7 de São Paulo e junto com mais algumas emissoras independentes, passam a exibir seus programas, revivendo a REI, que estava inativa desde a venda da TV Rio em 1972. Somente o programa dos domingos, por exigência da própria Globo, não pôde ser transmitido por essa rede.
Na TV Globo, a direção não vê a hora de Silvio Santos terminar seu contrato. O apresentador é chamado atenção várias vezes por indicar aos telespectadores cariocas como devem assistir ao canal 11, revelando para muitos que existe em volta do seletor de canais um botão circular que regula a sintonia fina do aparelho. Ainda, segundo Silvio, muitas pessoas nem sabem da existência desse botão, pois nunca tiram da Globo. Silvio Santos também usa seu programa da Globo para fazer propaganda de programas em sua nova emissora e pedindo aos telespectadores que assistam e deem sua opinião escrevendo para os Studius Silvio Santos.
Na sexta feira, 4 de junho de 1976, por volta das 13 horas e vinte minutos, um violento incêndio atinge novamente a TV Globo e de novo na matriz no Rio de Janeiro. Dessa vez o incêndio tem proporções bem maiores que o de 1971, destruindo inclusive, equipamentos que ainda estavam para ser instalados, de última geração. A TV Globo novamente transfere as transmissões do Rio de Janeiro para os estúdios da TV Globo São Paulo, sem sequer interromper seu sinal, sendo percebido apenas pelos telespectadores fluminenses que assistiam ao telejornal Hoje, pois viam o locutor Berto Filho e, de repente, passaram a ver Marília Gabriela narrando notícias do Hoje local de São Paulo.
No mesmo dia, durante o Jornal Nacional, a TV Globo volta a transmitir seus comerciais direto do estúdio da TV Educativa, no centro do Rio de Janeiro que os cedera e seus equipamentos provisoriamente para a Globo.
No domingo, dia 6 de junho, o Fantástico transmite direto do novo prédio da emissora, que ainda não tinha sido inaugurado, na Rua Lopes Quintas no Jardim Botânico, nos estúdios que a Globo improvisara em 48 horas.
Fica definido pela direção da emissora, que as novelas e demais programas de estúdio se dividiriam entre as dependências alugadas da Herbert Richers no bairro da Tijuca e os estúdios da Tycoon na Barra da Tijuca. Alguns programas irão temporariamente ser produzidos em São Paulo, como é o caso do Fantástico, e os noticiários passarão a ser produzidos nos estúdios da Rua Lopes Quintas.
Em agosto de 1976, devido a desavenças entre Paulo Pimentel e o então Ministro da Educação Nei Braga, a TV Globo é forçada a transferir seu contrato de transmissão no Paraná para a TV Paranaense. O governo federal persegue as empresas de Paulo Pimentel, chegando a caçar a concessão da Rádio Iguaçu, sem nenhum motivo. O governo federal também impede que a TV Iguaçu firme contrato filiando-se a qualquer outra rede, e não deixa a TV Bandeirantes comprar a emissora. A situação só se acalma para Paulo Pimentel um ano depois, quando harmoniza-se com Nei Braga, conseguindo com isso um contrato para a TV Iguaçu com a Rede Tupi.
Como os equipamentos da TV Paranaense são pela Globo considerados antiquados e obsoletos, a direção da TV Globo adquire uma parte da emissora com o objetivo de modernizá-la.
No início de agosto de 1976, Silvio Santos informa que passará a transmitir seu programa de domingo pela Rede Tupi, pois tanto a TV Record como a sua emissora no Rio, a TVS canal 11, ainda não tem estrutura para exibi-lo. Silvio também anuncia que na Tupi, seu programa será em cores, nunca exibido dessa forma pela Globo. A Globo envia então do Rio para São Paulo equipamentos novos para exibir o último Programa Silvio Santos na emissora em cores, estragando assim a novidade.
A partir de setembro de 1976, a Globo passa a exibir sua nova programação de domingo. Nela constam os programas: Moacyr TV, apresentado por Moacyr Franco com o objetivo de escolher novos atores e atrizes para a emissora através de testes recriando cenas de novelas no palco em São Paulo; 8 ou 800?, um programa de perguntas e respostas apresentado por Paulo Gracindo, no estilo de O Céu é o Limite, apresentado por Jota Silvestre na TV Tupi Rio nos anos 1950, adaptado do original americano da NBC chamado Sixty Four Thousand Dollars; A Praça da Alegria, cujo título e formato haviam sido herdados, com a morte de Manuel da Nóbrega por seu filho Carlos Alberto de Nóbrega, que o entrega a TV Globo para recriar o programa, fato que depois iria lamentar. A programação não dá muitos frutos e o Programa Silvio Santos continua dominando as tardes de domingo. Logo a Globo faria alterações.
Em 7 de janeiro de 1977 estreiam na TV Globo, depois de muitos anos na Rede Tupi incomodando a audiência do Fantástico aos domingos, Os Trapalhões. O quarteto inicia sua jornada na Globo com programas especiais às sextas feiras até conseguirem um horário aos domingos às sete da noite a partir de março.
Em 16 de janeiro de 1977, a TVS canal 11 do Rio de Janeiro passa a exibir, junto com a TV Record canal 7 de São Paulo, também o Programa Silvio Santos, com a inauguração da nova torre do canal 11 do Rio no Sumaré, ao lado da antiga, que passaria a ser usada como reserva. A torre nova vem com equipamentos ultramodernos, inclusive gerador de última geração, garantindo que a emissora nunca sairá do ar. Ela seria compartilhada com a TV Tupi canal 6 cuja torre e transmissores estão obsoletos.
Em 7 de março de 1977, a Globo, numa parceria com a TV Educativa, produzem o Sítio do Picapau Amarelo, baseado na obra homônima de Monteiro Lobato. O programa infantil fez tanto sucesso que ficou no ar por quase dez anos.
Em 4 de abril de 1977, após várias agonias, o DENTEL tira do ar a TV Rio canal 13, devido a falta de pagamento do aluguel de seus cristais a empresa RCA Eletrônica. A emissora já agonizava há vários anos e não havia mais como conservar a TV Rio no ar, que teve os melhores programas e as maiores audiências, e foi a primeira a transmitir em cores, mesmo assim, agora juntava-se a Continental e a TV Excelsior Rio de Janeiro como emissoras extintas, ao menos pelos próximos dez anos.
Em junho de 1977 a Tupi estreia a novela Éramos Seis, adaptação do romance de Maria José Dupré, adaptada por Silvio de Abreu, trazendo no elenco Nicete Bruno, Gianfrancesco Guarnieri, Carlos Alberto Riccelli, Carlos Augusto Strazzer e muitos outros. A novela conseguiu grande sucesso e adiou um pouco a agonia da Rede Tupi, que já se fazia sentir.
A Rede Tupi vendera várias emissoras, inclusive algumas tradicionais, como a TV Paraná para Oswaldo Martinez; a TV Vitória para Américo Buaiz e a TV Rádio Clube de Goiânia para Múcio Athayde. Mesmo assim, os salários continuavam atrasados, fazendo com que cada vez mais seus artistas migrassem para a Globo.
Enquanto a Tupi iniciava sua agonia, a TV Bandeirantes só tinha o que comemorar. Em 7 de julho de 1977 às 7 horas da noite, iniciava a transmissão experimental de seu canal no Rio de Janeiro, o canal 7, TV Guanabara. A emissora anunciava sua inauguração para a quarta feira dia 7 de setembro, mas a pedido do governo, foi transferida para a sexta feira, dia 9, às 7 horas da noite, com um pronunciamento de João Saad a respeito da importância da emissora, exibindo logo após o Jornal Bandeirantes, pela primeira vez para o Rio. Em seguida, as oito horas, é apresentado também em rede com São Paulo o show Meus Caros Amigos, com Chico Buarque no lançamento de seu novo álbum homônimo. As nove a emissora exibe o filme clássico Lawrence da Arábia, inédito na televisão, com Peter O'Toole e Omar Sharif. A Bandeirantes, com a inauguração de sua emissora no Rio, fortalece-se e já pode pensar com a mentalidade de rede de televisão.
Também em 1977 vários canais de televisão do país são trocados ou alterados, para atender situações diversas. Em Brasília a TV Nacional abandona o canal 3 e assume o canal 2, com dois objetivos, liberar o canal 4 para licitação e concentrar as emissoras estatais transmitindo no canal 2. A ideia do governo era criar emissoras educativas em todas as capitais, sempre pelo canal 2.
Por esse mesmo motivo, transferem a TV Vitória que operava no canal 2 para o canal 6, e em seu lugar entra a TV Universitária que operava no canal 11, passando a chamar-se TVE Vitória e também em Belo Horizonte a TV Alterosa deixa livre o canal 2 e passa a transmitir pelo canal 5.
Em 1978 a novidade da chegada da TV Bandeirantes ao Rio de Janeiro já havia esfriado. No início a emissora não teve muito boa receptividade, pois sua programação não agradava muito aos telespectadores do Rio de Janeiro. A solução foi partir para um ataque mais frontal. Dessa forma, ela contrata para comandar os esportes no Rio, Paulo Stein como diretor que traz Galvão Bueno e Márcio Guedes, ambos da Rádio Tupi do Rio. Em São Paulo, a emissora paulista contrata Chacrinha e Hebe Camargo da Rede Tupi transformando sua programação mais popular e inicia a produção de uma telenovela que iria ao ar em abril do ano seguinte chamada Cara a Cara com Fernanda Montenegro, que não trabalhava em televisão desde A Muralha na TV Excelsior em 1968.

Logo da TV Globo na década de 1970

Também em 1978, a TV Globo adquire um terreno na Barra da Tijuca na região chamada Athaydeville, loteamento feito por Múcio Athayde no bairro emergente da capital fluminense, com o objetivo de construir novos estúdios. O incêndio de 1976 alertou a Globo da necessidade de concentrar todas as suas produções em um só local. Além disso, o estúdio no Jardim Botânico já está pequeno e obsoleto e os imóveis naquela área eram muito mais caros naquela época. Em 1980, a TV Globo negocia o terreno na Barra da Tijuca por um bem maior no bairro de Jacarepaguá, na Estrada dos Bandeirantes, no bairro de Curicica, também na Zona Oeste do Rio de Janeiro e inicia o Projac (Projeto Jacarepaguá).
Em 1979 a TV Globo desvincula as notícias locais de seus noticiários nacionais. Assim, são criados vários jornais locais, à tarde e a noite, com edição separada dos informativos transmitidos em rede (Jornal Nacional e Hoje). Ainda em 1979, diante da crise que se instaurara na Rede Tupi, Silvio Santos contrata Wilton Franco e toda a equipe do Aqui e Agora para a sua emissora, a TV Studios. Para isso, transfere a emissora para novos estúdios no Campo de São Cristóvão no bairro de mesmo nome. No local também é construído um auditório que a TVS canal 11 chama de Teatro da TV, onde será realizado o programa, que então passa a ter um novo nome, "O Povo Na TV", já que Aqui e Agora é registrado pela empresa argentina, detentora do modelo, que continuou na Tupi do Rio, com um elenco novo e inexpressivo. Silvio também contrata o elenco do humorístico da Tupi chamado Apertura que é transferido para São Paulo e passam a fazer o programa exatamente igual como era na Tupi, modificando apenas o nome para Reapertura.
Numa triste tentativa de vencer sua crise, agravada com uma greve de seus funcionários na emissora de São Paulo, que fez com que a mesma transmitisse seus programas do Rio, a Rede Tupi decide fechar seu departamento de teledramaturgia em 1979, liberando seus atores, indo a maioria trabalhar na TV Globo, entre eles, Eva Wilma, Nicete Bruno, Gianfrancesco Guarnieri, Ewerton de Castro, Paulo Goulart e muitos outros. A Rede Tupi passa a investir mais em shows, sendo que os recursos parecem cada vez menores.
Finalmente, após nova greve em 1980, que de novo tirou a emissora de São Paulo do ar passando a transmissão do sinal direto do Rio de Janeiro, a Rede Tupi consegue um empréstimo com o banco para pagamento de salários atrasados. Mas João Calmon, presidente dos Associados, passa no banco e saca o dinheiro, fazendo com que os cheques de pagamento fiquem sem fundos.
Assim em 18 de julho de 1980, são cassadas as emissoras da Rede Tupi que interessavam aos Diários Associados que saíssem do ar. Os Associados conservam apenas a TV Alterosa de Belo Horizonte, TV Brasília do Distrito Federal e a TV Itapoan de Salvador; que encontram-se com suas contas em dia. São cassadas: a Tupi do Rio de Janeiro canal 6 e Tupi de São Paulo canal 4, TV Itacolomi canal 4 de Belo Horizonte, TV Piratini canal 5 de Porto Alegre, TV Ceará canal 2 de Fortaleza, TV Rádio Clube canal 6 do Recife e TV Marajoara canal 2 de Belém. Para o governo federal é interessante a cassação, pois já tem em vista dois grupos aos quais deseja presentear com canais de televisão: o Grupo Silvio Santos e o Grupo Bloch.

## Formação das redes

### Década de 1980

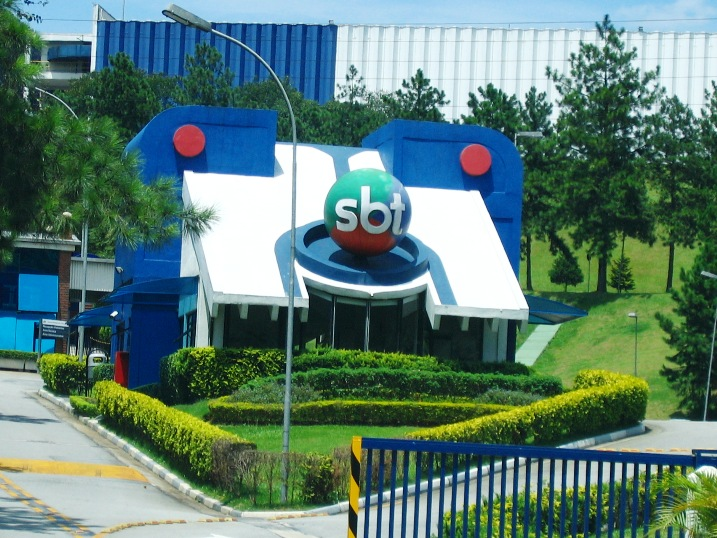
Sede do Sistema Brasileiro de Televisão (SBT) em Osasco, São Paulo

Em janeiro de 1980, a Rede Bandeirantes decide unificar o nome de suas emissoras, passando a chamá-las de TV Bandeirantes no Rio de Janeiro e em Belo Horizonte e em 30 de junho daquele ano compra a TV Difusora de Porto Alegre, passando a denomina-la também de TV Bandeirantes. Em abril de 1981, inaugura a TV Bandeirantes Bahia.
Com o fim da Rede Tupi, o Programa Silvio Santos fica sem ter uma rede forte para transmiti-lo. Provisoriamente Silvio decide transmitir seu programa em São Paulo pela TV Record canal 7 e no Rio de Janeiro pela TVS canal 11 e ainda aproveita as poucas emissoras da REI que restam, continuando em Belo Horizonte, Brasília e Salvador com as emissoras dos Associados que se salvaram da cassação.
Em setembro de 1980, dois meses após a saída da Tupi do ar, são entregues as novas concessões para canais de televisão no Brasil. Dois grupos foram presenteados com canais de televisão por todo o país, deixando o Grupo Abril de fora.
Silvio Santos ganhou a concessão de três canais que pertenceram a Rede Tupi: o canal 4 de São Paulo (TV Tupi), o canal 5 de Porto Alegre (TV Piratini) e o canal 2 de Belém (TV Marajoara). Além da concessão que já tinha desde 1976 no Rio de Janeiro, Silvio Santos ainda recebe o canal 9 do Rio de Janeiro e o canal 12 de Brasília.
Para o Grupo Adolfo Bloch, foram concedidos quatro canais que pertenceram a Rede Tupi: o canal 6 do Rio de Janeiro (TV Tupi Rio de Janeiro), o canal 4 de Belo Horizonte (TV Itacolomi), o canal 6 de Recife (TV Rádio Clube) e o canal 2 de Fortaleza (TV Ceará). Adolfo Bloch ainda recebe o canal 9 de São Paulo, que havia pertencido a TV Excelsior até 1970.
Os dois grupos então, iniciam a formação de novas redes de televisão no Brasil, mudando o aspecto da televisão nos anos 1980. Silvio Santos decide deixar o canal 9 do Rio de Janeiro para a TV Record, iniciando uma segunda rede de sua propriedade. Fica definido que a TV Record terá, depois da inauguração do canal 4 em São Paulo, uma programação independente, produzida pelo Grupo Paulo Machado de Carvalho, sem a sua influência. Silvio começa a montagem do canal 4 em São Paulo, o que não lhe será muito difícil, visto já ter o complexo da Vila Guilherme pronto e usar a torre e estúdios que foram da Tupi no Sumaré. Sendo assim, em 19 de abril de 1981, Domingo de Páscoa, entra no ar o Programa Silvio Santos, sendo transmitido também em São Paulo pelo canal 4, TVS São Paulo. Na segunda feira, dia 20 de abril, Silvio Santos traz do Rio de Janeiro o elenco do programa O Povo Na TV para fazer o programa em São Paulo com transmissão para a cidade maravilhosa. Além disso, ele também leva para São Paulo o programa do palhaço Bozo, cuja franquia Silvio Santos adquiriu do ator americano Larry Harmon em 1978. Bozo já é um grande sucesso entre as crianças no Rio interpretado pelo ator Arlindo Barreto, filho da atriz Márcia de Windsor e em São Paulo passou a ser interpretado por Manuel Duarte, sendo dois meses mais tarde substituído por Luís Ricardo.
Para Adolfo Bloch, proprietário na época da Rádio Manchete no Rio de Janeiro, montar uma emissora de televisão era bem mais complicado. Partindo do zero, sem se interessar pelos equipamentos antigos da TV Tupi do Rio de Janeiro, Bloch decide montar a emissora carioca, que será a cabeça da rede, nas dependências do Edifício Manchete, na Rua do Russel no bairro da Glória. O espaço não é grande, mas Bloch garante que os novos equipamentos têm tecnologia de microeletrônica, uma novidade na época, ocupando portanto pouquíssimo espaço, dando condições de que os estúdios da emissora possam se instalar no mesmo prédio onde funciona a Bloch Editores.
A ideia de Bloch também é de que toda a sua rede iniciasse as transmissões ao mesmo tempo, ou seja, inauguraria suas emissoras no mesmo dia no Rio, São Paulo, Belo Horizonte, Recife e Fortaleza. Sendo assim, Bloch aguarda até que todos os canais estejam em condições de entrar no ar.
Enquanto isso, Silvio Santos inaugura suas emissoras, colocando o canal 5 de Porto Alegre e o canal 2 de Belém, para funcionar em 26 de agosto de 1981. O canal 2 de Belém passaria a operar no canal 5 em setembro de 1981. Com a inauguração de seus novos canais, Silvio Santos cria o Sistema Brasileiro de Televisão na tentativa de organizar a rede. Nela passam a pertencer, além das quatro emissoras do empresário em São Paulo, Rio de Janeiro, Belém e Porto Alegre, a TV Alterosa de Belo Horizonte, a TV Brasília, a TV Jornal do Recife, a TV Vitória, a TV Itapoan de Salvador, a TV Iguaçu de Curitiba e a TV Goyá de Goiânia.
O SBT estreou em 1981 revitalizando alguns dos principais artistas da televisão que estavam a algum tempo fora da televisão como foram os casos de Moacyr Franco, que estava fora da TV desde que a Globo reformulou a programação dos domingos e tirou do ar o Moacyr TV, Hebe Camargo, envolvida em polêmicas que resultaram em um afastamento temporário na Rede Bandeirantes, Lolita Rodrigues e Airton Rodrigues, que recriaram o programa Clube dos Artistas, grande sucesso da TV Tupi, Murilo Neri, ex apresentador da TV Rio, que passa a apresentar uma gincana entre artistas e Jota Silvestre, que estava afastado da televisão desde que a Tupi cancelara o seu programa.
Silvio Santos também traz da TV Record o apresentador Raul Gil, que apresentava seu programa na emissora desde 1970 quando a TV Excelsior saiu do ar. Assim, pela primeira vez, o Programa Raul Gil passa a ser transmitido em rede nacional.
Desde o seu início, o SBT foi vice-líder de audiência até 1989, quando a TV Manchete passou a ocupar este posto até 1992.
No mesmo ano, na TV Globo é contratado da TV Bandeirantes do Rio, Galvão Bueno. Galvão era locutor oficial da Band Rio desde sua inauguração em 1977 e agora ia dividir a narração de jogos da Globo com Luciano do Valle, contratado pela emissora desde 1974 com a saída, por motivos de saúde, de Geraldo José de Almeida. Naquela época ficara definido que Galvão ficaria com as narrações dos times do Rio de Janeiro e Luciano com as dos times de São Paulo. Porém, em 1982, uma desavença entre os dois narradores durante a Copa do Mundo, tiraria Luciano do Valle da TV Globo, após oito anos e transformaria Galvão Bueno em locutor principal da rede.
Em 1982 a Bandeirantes contrata Flávio Cavalcanti que estava esquecido na Record com o objetivo de apresentar um programa diário chamado Boa Noite, Brasil. Flávio Cavalcanti sai da emissora devido a problemas com a produção do programa em 1983 e assina contrato com Silvio Santos para trabalhar no SBT. Flávio Cavalcanti morre em maio de 1986, quando ainda estava sob contrato do SBT.
Apesar do seu interesse na TV Record, que na década de 70 gerou batalhas na justiça com o Grupo Paulo Machado de Carvalho, ter diminuído com a formação do SBT, Silvio Santos entrega à emissora o canal 9 do Rio, que inauguraria em 6 de março de 1982, utilizando o transmissor da TV Tupi canal 6 e a antena que pertencera a TV Continental canal 9, além de ceder à Record Rio os antigos estúdios da TVS do Rio na Rua General Padilha.
Na estreia, a TV Record Rio de Janeiro (canal 9) apresentou o filme Spartacus com Kirk Douglas, Jean Simmons e Laurence Olivier. A emissora entra no Rio apresentando-se como uma emissora alternativa ao SBT, com programas de música popular, podendo até reviver antigos festivais que tornaram a Record famosa nos anos 60 e filmes em Longa-metragem. Realmente, no início a Record no Rio exibiu bons programas, que obtiveram alguma projeção, como o de entrevistas Noites Cariocas com Nelson Motta e Scarlet Moon.
Em 22 de agosto de 1982, começa a funcionar a TV Curitiba como afiliada da Rede Bandeirantes. A rede viria a comprar a emissora em 1991, transformando-a em Band Curitiba.
Ainda em 1982, volta para a TV Globo, Abelardo Barbosa, o Chacrinha, que traz para as tardes de sábado o seu programa Cassino do Chacrinha, uma espécie de mistura da Buzina do Chacrinha e a Discoteca do Chacrinha, que andava perdido na Rede Bandeirantes. Chacrinha termina sua carreira na TV Globo em 2 de julho de 1988 com a sua morte, após comemorar em 1987 seus setenta anos de vida. Durante a sua doença, seu programa foi apresentado por João Kléber, ex-apresentador da Rádio Manchete e Paulo Silvino, humorista antigo da emissora.
Paulo Silvino ainda levou para a Record no Rio um programa similar ao que Chacrinha apresentava, pouco depois de sua morte, mas a iniciativa de se firmar como apresentador no estilo do Velho Guerreiro, não deu certo.
Em 5 de junho de 1983, é inaugurada a Rede Manchete, com estúdios no Edifício Manchete, na Rua do Russel, na Glória. A rede conta com cinco emissoras: os canais 6 do Rio de Janeiro, 9 de São Paulo, 4 de Belo Horizonte, 6 de Recife, 2 de Fortaleza e a TV Brasília canal 6, como uma espécie de representante oficial da Manchete na capital do país, funcionando a programação de rede no Edifício Manchete na capital federal. Na inauguração, no domingo, é exibido um show musical com diversos artistas da MPB culminando com a apresentação de um número internacional com artistas da casa noturna Scala Rio. Logo após é apresentado o longa-metragem, Contatos Imediatos do Terceiro Grau, produção de Steven Spielberg, com Richard Dreyfuss.
No dia seguinte, estreia o programa Clube da Criança, apresentado pela modelo Xuxa Meneguel e produzido por Marlene Mattos, que seria a maior audiência dessa primeira fase da emissora. A Manchete também inova exibindo um telejornal noturno com noventa minutos de duração, o Jornal da Manchete, trazendo de volta Íris Lettieri, grande sucesso da Tupi Rio, que tornara-se a locutora oficial dos aeroportos do Brasil e Carlos Bianchini, que até aquela época apresentava o jornalístico radiofônico "O Globo no Ar" na Rádio Globo. A Manchete também promete grandes programas, mas no início ela é bastante tímida.
Em 1984 a Rede Manchete decide investir em teledramaturgia, contratando a atriz Maitê Proença, na época a mais disputada atriz da Globo e famosa por sua enorme beleza, por uma quantia considerada absurda para a rede ainda em formação, 500 mil dólares mensais. Maitê estreia a mini série A Marquesa de Santos, escrita por Wilson Aguiar Filho e Carlos Heitor Cony, baseado na vida da famosa amante de D. Pedro I, vivido por Gracindo Junior. A minissérie era dirigida por Ary Coslov. Apesar do alto investimento, a atração não teve boa receptividade do público, alcançando baixa audiência.
Em 8 de dezembro de 1984, entra o ar a TV Minas, canal 9 de Belo Horizonte, emissora pública do governo de Minas Gerais, sendo a quinta opção do telespectador da capital mineira. A partir de 1995, o canal ganha impulso e passa a se chamar Rede Minas. A televisão pública mineira deveria ficar no canal 2, visto que a TV Alterosa havia desocupado a frequência em 1977 justamente para cumprir com a resolução do governo federal de que todos os canais "2" do país fossem televisões públicas. O canal 2 de Belo Horizonte só foi ocupado em 1991 pela TV Sociedade de Newton Cardoso, atual RecordTV Minas.
Em março de 1985 o Brasil finalmente lança o seu primeiro satélite de comunicação, o Brasilsat. Dessa forma, as redes de televisão brasileiras passam a ter um canal a sua disposição 24 horas por dia. Abre-se o caminho para a chegada das antenas parabólicas, que levam a televisão até localidades rurais, comunidades ribeirinhas e fazendas, que antes dispunham de precário ou mesmo nenhum sinal de televisão.
Quem sai na frente é a TV Bandeirantes, que inicia a apresentar sua programação direto da matriz em São Paulo para todo o país, evitando assim as transmissões noturnas. A TV Bandeirantes também tenta uma programação nova, mais popular. Para isso chama Ronald Golias, Nair Belo, Carlos Alberto de Nóbrega e alguns outros comediantes. Golias recria seu personagem Bronco que interpretara na Família Trapo nos anos 1960 e Carlos Alberto de Nóbrega tenta fazer com que a Globo libere o nome Praça da Alegria. Sem sucesso, traz de volta o programa com o nome de Praça Brasil. Em maio de 1987, Carlos Alberto de Nóbrega concilia-se com Silvio Santos. Desde a morte de seu pai, Carlos Alberto de Nóbrega acusava Silvio Santos de ter aproveitado-se de seu pai na compra do Baú da Felicidade. Mas a situação é esclarecida por Silvio Santos e Nóbrega é convencido a levar a Praça para o SBT. Assim, em 7 de maio de 1987, estreia no SBT, A Praça É Nossa, deixando a Praça Brasil da Bandeirantes nas mãos de Moacyr Franco.
Em março de 1985, o Brasil livra-se da Ditadura Militar, que assolou o país por 21 anos, elegendo ainda por voto indireto um presidente civil, Tancredo Neves. Tancredo não assumiria a presidência devido a problemas de saúde que o levariam a morte em 21 de abril, sendo assim, assume seu vice, José Sarney, sendo o primeiro presidente civil dessa nova fase do país chamada no início de Nova República. Ainda no mês de março, em homenagem ao acontecimento a TV Globo regrava a novela Roque Santeiro agora com um elenco novo, conservando alguns atores da primeira versão, dentre eles Lima Duarte, Yoná Magalhães e Eloísa Mafalda e como novos na trama José Wilker, Fábio Junior, Regina Duarte e a estreia em televisão de Maurício Mattar no papel de João Ligeiro, irmão de Roque e Cláudia Raia no papel de uma prostituta carioca que usa o nome de Ninon.
Ainda em 1985, a TV Globo passa também a utilizar seu canal no satélite Brasilsat. O SBT só passa a faze-lo em janeiro de 1987, pouco antes da Rede Manchete, que o faria também naquele ano.
Nesse mesmo ano, são inauguradas duas emissoras importantes de televisão no Brasil. Em Salvador, no dia 10 de março, os empresários ACM Júnior, César Mata Pires e Paulo Augusto Sobral, que haviam recebido em 1984 a concessão do canal 11, inauguram a TV Bahia, inicialmente afiliada à Rede Manchete. Em novembro de 1986, a Rede Globo não renova seu contrato com a TV Aratu e firma contrato com a TV Bahia para retransmitir sua programação. A situação vai parar na justiça, e a TV Aratu e a TV Bahia chegam a transmitir juntas a programação da Globo no estado por alguns dias. No fim, a justiça decide em favor da Globo e sua nova afiliada, e a TV Aratu passa a retransmitir a programação da Rede Manchete.
A segunda emissora importante desta fase da televisão foi a TV Tribuna, canal 7 de Vitória. Ela passa a retransmitir a programação do SBT e deixa livre a TV Vitória para a Rede Manchete.
Querendo agora produzir uma telenovela, em 1985 a Rede Manchete contrata Geraldo Vietri, que desde o fechamento da TV Tupi estava esquecido na Bandeirantes, onde havia adaptado e dirigido uma obra do espírito de Emmanuel, chamada Renúncia, que a Bandeirantes cancelou após 12 capítulos com a desculpa que não tinha tido audiência. Mais tarde levantou-se a questão se a direção da emissora não havia intervindo por ser uma obra espiritualista, não querendo produzir novelas religiosas. Vietri vai para a Manchete com o objetivo de recriar seu maior sucesso, Antônio Maria de 1968/69. Porém a novela não dá certo, Vietri perde-se na adaptação e acaba demitido pela Manchete, mal a novela acaba.
Mas Bloch não desiste de incluir a Rede Manchete como produtora de teledramas. Em 1986 consegue emplacar o primeiro sucesso da emissora, Dona Beija. Numa repetição da Marquesa de Santos, a Manchete usa praticamente o mesmo elenco da minissérie, e também aproveita a história da cortesã mais conhecida da história do Brasil, utilizando-se novamente da beleza de Maitê. Também escrita por Wilson Aguiar Filho, com ajuda do costureiro Clodovil, autoridade na vida de Dona Beija, que está sob contrato da Manchete, apresentando um programa vespertino e a direção de Herval Rossano, Dona Beija estoura de audiência, dando a Rede Manchete sinal verde para novos investimentos em dramaturgia, área até então dominada pela Globo. Com isso, a TV Manchete passa do 4° para o 3° lugar em audiência, passando a TV Bandeirantes.
Em 1º de junho de 1986, Silvio Santos inaugura em Brasília a TVS Brasília, canal 12, sendo essa a emissora própria que faltava em sua rede, totalizando no SBT cinco emissoras de propriedade de Silvio Santos. O SBT usou em Brasília até 1983, a TV Brasília, quando essa juntou-se à Rede Manchete, a partir de então, o SBT passou a transmitir em Brasília pela TV Capital. Agora, Silvio abandona a TV Capital e passa a ter uma emissora própria na capital do país. A TV Capital passa então a transmitir uma programação independente, usando em parte alguns programas da Record de São Paulo.
Também em 1986 a Rede Manchete perdeu sua primeira cria. A apresentadora Xuxa mudou-se para a TV Globo, levando consigo sua produtora Marlene Matos, onde apresentaria o programa Xou da Xuxa, programa esse que se tornaria a maior audiência da TV Globo no final dos anos oitenta e no início dos anos noventa. Em resposta, Adolfo Bloch decide contratar para a Rede Manchete, na apresentação de seu Clube da Criança, a modelo adolescente Angélica, de apenas 13 anos, que havia trabalhado para Clodovil e já havia realizado um teste em 1983 para apresentação do programa, tendo ficado como segunda opção. Angélica também conseguiu sucesso na Manchete, sendo contratada pelo SBT em 1993, onde comandou três programas até ser contratada pela TV Globo em 1996, onde ficou na faixa matinal da emissora até o início dos anos 2000.
Realmente, o sucesso de Xuxa e Bozo entre as crianças, chama a atenção das emissoras de televisão na época para a importância do público infantil, até então tratado pela televisão como uma faixa do público que se agradava com uma programação simples, a maioria formada de desenhos animados importado dos Estados Unidos. Surge então uma verdadeira safra de apresentadores e principalmente apresentadoras infantis. No SBT, a apresentadora Mara Maravilha assume a programação infantil da tarde. Mara iniciara sua carreira na TV Itapoan aos oito anos de idade. Nos anos setenta, passou pelo Rio de Janeiro onde apresentou no programa Aqui e Agora de Wilton Franco, entrevistas e reportagens dedicadas ao público adolescente. Seguiu com Wilton Franco para o Povo na TV da TVS do Rio e, mais tarde mudou-se para São Paulo junto com o programa. Chegou a apresentar alguns programas na emissora quando o O Povo Na TV foi cancelado, mas foi em 1987 que conseguiu um programa infantil no horário da tarde, sem concorrer com Xuxa, denominado Show Maravilha. O programa conseguiu um sucesso relativo entre as crianças e Mara chegou a gravar discos e projetar-se no exterior. O programa ficou no ar até 1994, quando foi cancelado por cansaço da fórmula.
Outro também famoso na época entre o público infantil era Sérgio Mallandro. Sérgio havia aparecido primeiro na televisão no quadro Cidade contra Cidade do Programa Silvio Santos em 1976 na Rede Tupi. Wilton Franco decide chama-lo para integrar o quadro de apresentadores do programa Aqui e Agora nas tardes da emissora. Wilton também seguiu com Sérgio para a TVS e depois para São Paulo. Em São Paulo, Silvio Santos o convida para trabalhar como jurado em seu programa de domingo, o Show de Calouros, mas percebendo como ele consegue ser apreciado pelas crianças, lhe dá um programa infantil pela manhã chamado Oradukapeta. Em 1990 Sérgio seria transferido de volta para o Rio contratado pela Globo, a princípio, para cobrir as férias da apresentadora Xuxa, depois conseguindo um programa, no mesmo horário que tinha anteriormente no SBT, chamado Show do Mallandro.
A partir de janeiro de 1987, a Rede Bandeirantes passa a autodenominar-se Band, como nome fantasia, nome esse já adotado por sua emissora de FM em São Paulo. Em 23 de janeiro de 1987, a rede inaugura sua emissora em Brasília, o canal 4, passando a ser a rede de televisão com o maior número de emissoras próprias no país, seis até aquela data.
Em março de 1987 começa a funcionar a TV Independência canal 7 de Curitiba. Na época a emissora filia-se a Rede Manchete.
Em 1987 a TV Globo perde o comediante Jô Soares. O artista, contratado pela Globo desde 1969 estava desentendendo-se com o diretor da emissora Boni. Jô queria que a emissora lhe desse um horário noturno para apresentar um talk-show no estilo do apresentador americano David Letterman da NBC, sucesso de audiência nos Estados Unidos. Boni recusa-se e os dois começam uma desavença que culminaria com a saída do humorista no fim de 1987, mudando-se para o SBT, onde iria apresentar, além de seu programa humorístico às segundas, um talk-show diário as 23 horas e trinta minutos, intitulado Jô Onze e Meia.
Também em 1987, com objetivo de enfraquecer a TV Record para convencer ao Grupo Paulo Machado de Carvalho na venda da emissora, Silvio Santos desvincula a sua segunda emissora do Rio de Janeiro, o canal 9, da TV Record, trocando o seu nome primeiro para TV Copacabana, depois por problemas com a Rádio Copacabana que na época existia no Rio, passa para TV Corcovado. Além disso, Silvio decide não injetar mais recursos na emissora paulista, colocando-a em situação financeira difícil, forçando sua venda em 1989 para a Igreja Universal do Reino de Deus, na pessoa de seu líder, o Bispo Edir Macedo. No mesmo ano, o Bispo Edir Macedo adquire a TV Capital canal 8, de propriedade da Rádio Capital. O canal 8 de Brasília, desde que fora vendido pela TV Rio em 1970, fez parte da REI até 1983 quando passou a transmitir a programação do SBT, devido a associação da TV Brasília com a Rede Manchete. Ficou com o SBT até 1986, quando o mesmo ganhou sua emissora em Brasília e a partir de então transmitia uma programação independente.
Em 1983, o Governo Federal entrega a Fundação Igreja Evangélica Ebenézer, dirigida pelo pastor Nilson Fanini o canal 13 do Rio de Janeiro, sendo a primeira emissora do Brasil pertencente a uma entidade evangélica. Fanini chama o antigo diretor da TV Globo, Walter Clark com o objetivo de recriar a TV Rio. Clark tinha essa ideia desde que abandonou a TV Globo, querendo ressuscitar as emissoras regionais de televisão. Walter Clark ainda tentou trazer de volta alguns programas que tinham feito sucesso na TV Rio, mas um desentendimento com Nilson Fanini antes mesmo da emissora entrar no ar, acabou fazendo Walter Clark abandonar o projeto, devido aos poucos recursos investidos na emissora. Assim a nova TV Rio entra no ar em 1.º de junho de 1988 com uma programação alternativa, utilizando, principalmente, clipes para encher sua programação. Walter Clark aguardou apenas a emissora inaugurar para pedir demissão do cargo de diretor da mesma. No mesmo ano, a TV Globo criou a TV Globo Vale do Paraíba na cidade de São José dos Campos, São Paulo no canal 17. Sendo a primeira emissora de TV aberta instalada na região.
Em 1989, a TV Globo decide modificar a sua programação de domingo. A Globo perdera o primeiro lugar aos domingos desde que Silvio Santos deixara a emissora em 1976, levando a posição, primeiro para a Tupi, depois para a sua emissora, além disso, em 1983 a Bandeirantes (conhecida nos anos 80 e 90 como “o canal de esportes”) estreou o programa Show do Esporte, comandado por Luciano do Valle, usando a estrutura esportiva da emissora, na época a melhor do país. O programa tinha mais de dez horas de duração, começando por volta do meio-dia, no mesmo formato de uma programação criada pela CBS nos Estados Unidos nos anos 1960, que conseguiu o primeiro lugar aos domingos. Com esse programa, a Bandeirantes assumiu o segundo lugar dos domingos, colocando a Globo em terceiro com a sua morna programação.
A TV Globo contratou do SBT o apresentador Augusto Liberato, o popular Gugu Liberato. Gugu começou sua carreira como animador de palco do Programa Silvio Santos ainda nos tempos da Tupi, e sobressaiu-se pela sua animação no trato com o público. Em 1981, quando Silvio Santos criou o SBT, deu a Gugu Liberato um horário aos sábados à noite, onde ele não esperava ganhar do Supercine da TV Globo. Mas Gugu conseguiu em pouco tempo assumir o primeiro lugar com o programa Viva a Noite, uma espécie de salada de competições entre artistas. Gugu tornou-se conhecido e apreciado pelo público, lançando inclusive algumas músicas que cantava no programa. Silvio não se conforma com a saída do apresentador, pois estava com um problema na fala e com medo de ter que abandonar a televisão, desejava deixar Gugu Liberato como seu sucessor na emissora, vai ao Rio de Janeiro encontrar-se com o presidente das Organizações Globo, Roberto Marinho, e consegue a anulação do contrato de Gugu, voltando com ele para o SBT.
A TV Globo parte então para a sua segunda opção, Fausto Silva. Fausto havia iniciado a carreira em São Paulo como repórter esportivo na Rádio Jovem Pan. Mudara-se para a Rádio Globo São Paulo em 1977 onde também conseguiu um programa na Rádio Excelsior apresentado no fim de noite, Balancê, ao lado dos humoristas Nelson Tatá Alexandre e Carlos Roberto Escova. Em 1980 foi convidado para apresentar um programa semelhante nas noites de sábado na TV Gazeta denominado Perdidos na Noite. Em 1984 o programa foi transferido para a TV Record, sendo também apresentado no Rio de Janeiro. Em 1986, seu programa é novamente transferido, dessa vez para a TV Bandeirantes, onde passa a ser exibido em rede nacional, tornando-o conhecido em todo o país. Dessa forma, Fausto foi chamado pela TV Globo com o objetivo de apresentar um programa aos domingos, na esperança que tem a emissora de conseguir uma posição melhor em audiência no único dia da semana em que ela perde para as concorrentes. O novo programa, chamado então de Domingão do Faustão, é exibido ao vivo, direto do Teatro Phenix, no Rio de Janeiro e é realizado tentando harmonizar o Padrão Globo de Qualidade com uma programação popular. Domingão do Faustão consegue em apenas seis meses fazer com que a TV Globo volte a brigar pelo primeiro lugar nos domingos com o seu maior concorrente o Programa Silvio Santos.
Em 9 de novembro de 1989, a TV Record, que antes pertencia a Paulo Machado de Carvalho e Silvio Santos, foi comprado pelo empresário e líder religioso Edir Macedo, fundador da Igreja Universal do Reino de Deus.

### Década de 1990

Logotipo da MTV

A TV por Assinatura surgiu nos Estados Unidos em 1970 para diminuir os problemas com a recepção de sinais nas grandes cidades. Já naquela época em grandes cidades americanas como Nova York, Chicago, Los Angeles e San Francisco; as emissoras de televisão estavam perdendo a qualidade do sinal para as grandes construções que dominavam essas metrópoles. Como solução para isso, os americanos foram buscar uma resposta lá no início da década de 50, na alvorada da televisão. Quando as redes americanas começaram a expandir-se, ligando uma cidade a outra com o sinal em UHF, ao chegarem nas Montanhas Rochosas encontraram uma dificuldade. O sinal não poderia ser transmitido para a cidade seguinte devido à distância e as condições do tempo na maior parte do ano nessa região. Então, instalou-se um sistema que permitia essa transmissão através do cabo, ao invés da atmosfera para a propagação do sinal. Com essa mesma filosofia, as TVs a cabo chegaram as cidades americanas na década de 1970, na forma de TV por Assinatura, quem quisesse melhorar o sinal recebido em seu televisor teria que pagar por isso. Logo surgiu a oportunidade de serem criados novos canais como atrativo para que mais pessoas pudessem se tornar associadas, canais exclusivos, que só seriam captados por quem tivesse o sistema instalado. Essa novidade só chegou ao Brasil em 1990, através do Canal+, primeira televisão por assinatura do país, instalada por uma empresa francesa, nas cidades de São Paulo e Rio de Janeiro, usando o sistema MMDS, transmissão aérea, através de micro-ondas, também adotado em várias capitais europeias que não tinham uma grande rede de galerias telefônicas, como existem na maioria das grandes cidades americanas. O sistema Canal+ funcionava a princípio com cinco canais, um noticioso, a CNN em inglês, um esportivo, a ESPN em inglês, um canal de atualidades, SUPERSTATION em inglês, um canal de filmes com legendas e um canal musical, a TVM. No final do ano de 1990, o Grupo Abril comprou o Canal+ da empresa francesa, que desistiu do negócio quando sentiu que os telespectadores dessas duas cidades não demonstraram interesse pelo sistema. O Grupo Abril logo alugou a franquia da MTV, a mais popular TV musical americana, com o objetivo de instalá-la no Brasil. Mas a MTV americana fazia uma exigência, a emissora no Brasil deveria ser instalada com sinal aberto, ou seja, com todos os tele espectadores tendo acesso a emissora. Para conseguir isso, o Grupo Abril entra na licitação de um canal em UHF na cidade de São Paulo e consegue, o canal 32. No Rio de Janeiro, esses canais ainda não estão em licitação, por isso, a MTV aluga o sinal da TV Corcovado canal 9, para transmitir sua programação. Assim entra no ar em outubro de 1990, no canal 32 em São Paulo e no canal 9 no Rio, a MTV Brasil, funcionando primeiramente de 10 da manhã até meia noite, depois, esticando até duas da manhã e começando as oito. Em 1992, a MTV recebe o canal 24 no Rio e em 2000 foi remanejada para o canal 48.
Sendo assim, o Grupo Abril funda em 1991 a TVA, com transmissão do sinal via MMDS no Rio e em São Paulo com apenas cinco canais. Além da CNN, Superstation e ESPN, a TVA trocou a TVM pela MTV Brasil e o canal de filmes passou a chamar-se TVA Filmes, em 1994 a TVA fecha contrato com a HBO, passando a transmitir, na época com exclusividade, seu sinal no lugar da TVA Filmes. Em 1993 a TVA lança o canal Cartoon Network com desenhos animados 24 horas por dia, pertencente aos estúdios Hanna-Barbera. Em 1992, a NET surge no Brasil, com transmissão via cabo, no estilo empregado nas cidades americanas, com a primeira ligação nos bairros de Ipanema e Leblon, na cidade do Rio de Janeiro. Ainda em 1992, a NET chegaria a São Paulo, nos bairros de Interlagos e Jardim Paulista.
A TV Record foi vendida para a Igreja Universal do Reino de Deus. Apesar da emissora conservar o mesmo nome por tradição, a TV Record assumia uma postura diferente, conforme afirmara na época da sua venda o Bispo Edir Macedo em entrevista ao apresentador Jô Soares no programa Jô Onze e Meia do SBT, informando que a TV Record seria uma emissora independente da igreja, apenas exibindo no encerramento, a programação da Universal. A TV Record seria uma emissora nova, que pretendia brigar pela audiência com as demais emissoras, formando também uma rede. Com a compra da TV Capital no mesmo ano, Macedo deixa claro essa intenção.
Em março de 1990 estreia na Rede Manchete a novela Pantanal, no ano anterior. Com isso, a Rede Manchete passou a ser vice-líder de audiência passando o SBT graças ao sucesso de Kananga do Japão. em um horário alternativo, 21h45, após a Globo terminar Tieta. Pantanal acaba por ser o maior sucesso da Rede Manchete e prova que a TV Globo, até então considerada absoluta no primeiro lugar de audiência, pode ser incomodada se houver investimento correto na teledramaturgia. Pantanal era uma trama de Benedito Ruy Barbosa com direção do até então diretor cinematográfico, filho da cantora Maysa, Jayme Monjardim. Benedito Ruy Barbosa tentara vender a novela para a Globo, que não a achou interessante. Tentou também que o SBT produzisse a novela, mas a emissora achou o investimento muito caro. Assim, a trama foi parar na Rede Manchete, que contratou o que havia de melhor em teledramaturgia. Na novela participaram alguns estreantes, como Marcos Palmeira, sobrinho do humorista global Chico Anysio, Cristiana Oliveira, recusada como atriz pela TV Globo, Marcos Winter, ator paulista, desconhecido no Rio. A novela também aproveitava alguns artistas que a TV Globo estava desprezando como os atores Cláudio Marzo e José de Abreu, as atrizes Jussara Freire e Elaine Cristina e trazendo alguns nomes do cinema que a televisão ainda não havia aproveitado como Ítala Nandi e Andréa Richa e muitos outros como o filho do casal Tarcísio Meira e Glória Menezes, Tarcísio Filho. A novela não competia com a novela da Globo, primeiro Tieta e depois Rainha da Sucata, mas incomodava quando elas terminavam e o público mudava de canal para acompanhar a saga do Velho do Rio, Juma e Tadeu.
A Globo sentiu-se tão incomodada com o sucesso de Pantanal que em outubro decidiu explorar o horário lançando uma novela de Dias Gomes, Araponga. A novela não tirou a audiência do Pantanal e não fez o horário vingar na emissora. Entretanto, a sucessora de Pantanal, A História de Ana Raio e Zé Trovão, não conseguiu conservar o sucesso de sua antecessora e jogou.
Em 1991, em São Paulo, um novo incêndio irrompe mais uma vez nos estúdios da TV Record. Com o incêndio, os documentos relativos a venda da Record se perdem, fazendo com que alguns pontos da transação não fossem jamais esclarecidos.
Enquanto isso, na nova TV Rio as coisas estão cada vez mais difíceis. A emissora não conseguiu implantar uma programação que interessasse ao público e havia feito uma associação em 1989 com o deputado federal por Rondônia, Múcio Athayde, dono da TV Goyá e autor do projeto Athaydeville, na Barra da Tijuca, envolto em escândalos. Como, mesmo com essa associação, a emissora não consegue decolar, a Fundação Igreja Evangélica Ebenézer decide colocar a emissora a venda. O assunto atrai o Bispo Edir Macedo, que decide adquirir a TV Rio para a sua rede em 1992, transformando-a em terceira emissora da Rede Record, passando a ser chamada de TV Record Rio de Janeiro.
Em 1991, entra no ar a TV Sociedade, canal 2 de Belo Horizonte, de propriedade de Newton Cardoso. Em 1993, o canal seria comprado pela Rede Record e se transformaria na atual RecordTV Minas.
No mesmo ano, com a intenção de formar, mais uma vez, uma rede de televisão descentralizada do eixo Rio-São Paulo, o político José Carlos Martinez, proprietário desde 1976 da TV Paraná em Curitiba, compra a TV Corcovado canal 9 do empresário Silvio Santos. Desde que havia desvinculado a emissora da TV Record, Silvio não sabia o que iria fazer com ela. Vendera a Record em São Paulo e não precisava de outra emissora também no Rio de Janeiro, além disso, o governo estava pressionando-o para que se desfizesse da emissora, sob alegação que já era proprietário do canal 11 no Rio. Na época, a emissora estava arrendada para a MTV, mas o governo decide conceder o canal 24 para o Grupo Abril, com objetivo da MTV continuar operando no Rio mesmo com a venda da TV Corcovado. Assim Silvio Santos vende a emissora para Martinez, que cria a Rede OM. Como a rede não pode ser forte sem ter um representante na maior cidade do país, São Paulo, Martinez firma contrato com a TV Gazeta em março de 1993, visto ser ela a única emissora na cidade na época não pertencente a uma rede, com exceção da TV Cultura, que pertence ao governo do estado. Logo essa associação terminaria, pois a TV Gazeta já tem uma programação regional formada, seu único trunfo diante das emissoras de rede, e não deseja abrir mão dela para uma programação nacional montada pela Rede OM. Em fins de 1993 a Rede OM (Rede das Organizações Martinez) decide mudar de nome, com o objetivo de desvincular o nome da família das emissoras de TV. Assim, passa a chamar-se Central Nacional de Televisão (CNT).
Em abril de 1992, a Rede Manchete, atravessando diversos problemas financeiros devido a investimentos considerados altos demais para a emissora ainda em ascensão, faz com que o Grupo Bloch coloque a emissora a venda. A Emissora perde o 2° lugar que obtinha dede 1989 para o SBT, ficando em 3°. A Manchete é comprada pelo Grupo IBF, que não tem tradição em televisão ou rádio. Os novos donos transferem a sede da emissora para São Paulo, porém, não resolvem os problemas financeiros da empresa, como também não pagam uma parcela da venda da emissora, fazendo com que o Grupo Bloch entre na justiça reivindicando a retomada de posse da rede, o que foi concedido pela justiça. A volta da rede para as mãos do Grupo Bloch em abril de 1993 não solucionou o problema financeiro da empresa, que acabou arrendada para a Igreja Renascer Em Cristo. A Igreja viria tentar a compra da emissora em 1996, mas foi impedida pelo governo, devido a problemas éticos e judiciais com o casal fundador da seita.
Quando o ano já estava quase acabando e a opinião pública toda está voltada para o processo de impeachment do então presidente Fernando Collor de Mello, é encontrado no bairro da Barra da Tijuca no Rio de Janeiro, o corpo da atriz da novela das oito da Globo, Daniela Perez. Daniela fora assassinada pelo seu colega de telenovela Guilherme de Pádua e sua esposa. O fato, inédito na televisão brasileira, movimentou a mídia, principalmente pela brutalidade do crime e a condição dos envolvidos, dois atores novos, em ascensão na televisão. O crime foi motivo de comoção nacional, mesmo porque a vítima era filha da própria autora da telenovela, Glória Perez e acabou sendo conhecido como o crime da novela das oito.
Em 1991, o SBT, havia conseguido exibir no Brasil uma telenovela mexicana, após muitas que já havia apresentado sem sucesso, que trouxera algum resultado positivo. Era Carrossel, original de Abel Santa Cruz e Valéria Phillips, dirigida por Pedro Damián e produzida pela Televisa em 1989. Apesar do bom resultado da telenovela infantil, Silvio Santos não conseguiu mais resultados favoráveis com essa forma de investimento e decide em 199, usar um terreno que lhe pertence e que havia sido depósito das Lojas Tamakavy, que fora de sua propriedade nos anos setenta, em Osasco, para montar um grande centro produtor de telenovelas. Seguindo o exemplo que a Manchete deu com Pantanal e Dona Beija, em aliciar artistas globais para seu elenco, Silvio Santos compra na massa falida da TV Tupi a adaptação da história de Maria José Dupré, feita por Silvio de Abreu, Éramos Seis, grande sucesso em 1977. O SBT aproveita-se do fato de que a TV Globo está lançando no mesmo ano, uma outra novela que fora sucesso na Tupi também na década de 1970, A Viagem de Ivani Ribeiro. As duas emissoras parecem dispostas naquele ano a reviver esses sucessos na busca por mais audiência. O SBT sem tradição na produção de telenovelas, e sabendo que suas poucas produções eram geralmente de adaptações de histórias mexicanas que não foram bem recebidas pelo público e nem pela crítica brasileiras, investe com mais rigor. Contrata Irene Ravache, Othon Bastos, Marcos Caruso, Nathalia Timberg, Paulo Figueiredo, Denise Fraga, Osmar Prado, Tarcísio Filho, Jussara Freire, Yara Lins, Jandir Ferrari, Leonardo Brício e mais as crianças, já sucesso na época em comerciais, Caio Blat e Wagner Santisteban. O SBT seguiu exatamente o roteiro feito por Silvio de Abreu para a TV Tupi e consegue um bom resultado. A novela era exibida em dois horários: às 19h45 e 21h30. Às 19h45, a Globo exibia naquela época seu jornal local e as 20h00 o Jornal Nacional. Às 21h30, a Globo já havia encerrado a sua novela, ficando portanto o SBT em situação de conseguir bons resultados, mas sacrificando dois horários para apresentar um só programa. O resultado da novela foi positivo para o SBT. Sem nunca ter produzido uma telenovela de sucesso, Éramos Seis faz com que Silvio Santos queira produzir novas telenovelas. No entanto, Sangue do Meu Sangue e As Pupilas do Senhor Reitor, sucessoras de Éramos Seis não deram resultados satisfatórios e o estúdio criado por Silvio Santos para produzir novelas para o SBT prepara-se para virar o estúdio geral da emissora em 1996, o CDT da Anhanguera como passou a ser chamado pelo SBT.
Mas, por essa época, a televisão brasileira enfrenta em geral uma grande crise. A própria TV Globo, outrora dona absoluta da programação, enfrenta momentos financeiros difíceis. A construção de seu novo centro produtor no Rio de Janeiro, o Projac, que vem sendo construído desde a década de 1980, consome muitos recursos da empresa, mas em 1995 o estúdio fica pronto e se torna o maior estúdio de produções televisivas da América Latina e um dos maiores do mundo. Localizado em Curicica, no bairro de Jacarepaguá, o complexo conta com um milhão e duzentos mil metros quadrados, e é dotado dos mais modernos equipamentos e instalações para a produção de shows, telenovelas, minisséries e demais atrações da rede. Apenas as produções jornalísticas continuaram no Jardim Botânico, nas instalações da Rua Lopes Quintas. A antiga sede, na Rua Von Martius, que dá fundos ao edifício da Globo onde funciona o jornalismo passa a ser utilizada para os canais da GloboSat, empresa de canais por assinatura pertencente as Organizações Globo, que engloba os canais: GNT, MultiShow, Futura, Globo News, Tele Cine, SporTV, Megapix e Combate. Até então os canais da GloboSat transmitiam a programação de um estúdio localizado na Rua Itapiru no Rio Comprido, bairro do Rio de Janeiro, onde antes abrigaram a Rio Gráfica Editora, que pertencera ao holding até ser encampada pela Editora Globo, comprada pela Globo dos herdeiros de Érico Verissimo nos anos oitenta. As Organizações Globo inauguram em 1998, o novo Parque Gráfico do Jornal O Globo em Duque de Caxias no Rio de Janeiro, coincidindo também com o lançamento do novo jornal da empresa Jornal Extra. O novo jornal foi lançado com o objetivo de dominar um público diferente do público d' O Globo, que na época era leitor do jornal O Dia, seu maior concorrente na cidade do Rio de Janeiro. Em poucos meses, o Extra torna-se o recordista de tiragem na cidade, vencendo inclusive O Globo. Na cidade de São Paulo, em 1999, a TV Globo também inaugura novas instalações para a emissora, no bairro de Vila Cordeiro, região do Brooklin. A TV Globo em São Paulo estava com seus estúdios e seus escritórios espalhados pela cidade. Dessa forma, o novo edifício comportaria toda a estrutura da emissora e alguns departamentos da rede que funcionam na cidade, como o departamento comercial e o internacional. Mas com todas essas obras, as Organizações Globo acabam passando por problemas financeiros durante a década e decidem desfazer-se de suas participações em emissoras filiadas, pondo-as a venda. Também inicia uma contenção de despesas, jamais vista na rede. Em 1997, já apresentando problemas de saúde, afasta-se da presidência das Organizações Globo, Roberto Marinho, deixando em seu lugar seus filhos, Roberto Irineu Marinho, João Roberto Marinho, e José Roberto Marinho.
A nova presidência das Organizações Globo decide, logo ao assumir, trocar o diretor geral da TV Globo, Boni por Marluce Dias da Silva, superintendente executiva da emissora. Com a saída de Boni, alguns de seus desafetos voltam para a emissora, como é o caso de Jô Soares, que retorna para a emissora em 2000, trazendo o programa que já é exibido no SBT desde 1988.
Ao mesmo tempo, o CDT da Anhanguera consumiu recursos do dono do SBT, Silvio Santos, deixando a rede também com problemas financeiros, tanto que Silvio anuncia que deseja desfazer-se do SBT, mal o novo estúdio fica pronto, mas desiste da ideia. Ao invés disso, Silvio faz um acordo com os estúdios Warner Bros. Television. Sabendo que pelas leis brasileiras empresas estrangeiras não podem aparecer como proprietárias de emissoras de rádio ou TV, a Warner Bros. Television e o SBT firmam acordo de apresentar somente produções americanas oriundas do estúdio, em troca de valores financeiros, entregues diretos a Silvio Santos, não caracterizando com isso nenhum desrespeito as leis brasileiras, pois a Warner Bros. Television não tem contrato participativo em lucros da rede. A mesma estratégia é usada com a Televisa, principal rede de televisão mexicana, que passa a ser exclusiva em fornecer telenovelas ao SBT. Dessa forma, Silvio Santos consegue reduzir os problemas financeiros com sua rede e continuar no comando da mesma.
O retorno da Rede Manchete para a direção de Adolfo Bloch em 1994, não melhorou a situação da empresa. Em 1995 a emissora tenta reerguer-se com uma programação variada, vendendo alguns horários para seitas evangélicas e programas de televendas, além de algumas produções em teledramaturgia. Naquele ano mesmo lança a novela Tocaia Grande e traz o Programa Raul Gil. Em 1995, morre Adolfo Bloch, o patrono e presidente do grupo responsável pela rede, aos 87 anos. A família de Bloch manifesta vontade de desfazer-se da empresa, mesmo porque, apesar do sucesso da novela Xica da Silva, a empresa está envolta em problemas financeiros. Em 1997, perde o 3° lugar que obtinha desde 1992 para a Record. Não apenas salários e obrigações trabalhistas estão atrasados, mas também impostos e fornecedores não estão sendo pagos. Com isso, o Grupo Bloch deteriora-se e a emissora é colocada a venda em 1998. Após a primeira tentativa de venda para a Igreja Renascer em Cristo, o Grupo Bloch consegue desfazer-se da rede em 1999 com a venda para um grupo de empresários liderados por Amilcare Dallevo Jr, que funda a RedeTV! em 15 de novembro de 1999, encerrando a existência da Rede Manchete.
Após a compra da TV Rio em 1992, a Rede Record entra em Belo Horizonte, comprando em 1993 a TV Sociedade, pertencente a um grupo de Mato Grosso, proprietário do canal 11 de Colíder, que mais tarde iria associar-se também a Rede Record. A Rede Record já estava estabelecida nas quatro principais cidades do país: São Paulo (canal 7), Rio de Janeiro (canal 13), Brasília (canal 8) e Belo Horizonte (canal 2). Dessa forma, a rede começa a preocupar suas concorrentes, em especial a TV Globo, que inicia um confronto com os patronos da rede, a Igreja Universal do Reino de Deus. A primeira oportunidade surge quando, em 1995 num programa da Universal, o bispo Sérgio Von Helde, num ataque de fúria, agride a imagem de Nossa Senhora Aparecida diante da televisão com um chute, expressando que "aquilo não é Deus", além de criticar as romarias feitas ao santuário em Aparecida. A TV Globo usa as imagens em seu principal noticiário para criticar a Universal pelo ato. O Bispo Edir Macedo pede desculpas a todos os católicos e decide transferir Sérgio Von Helde para a sede da sua igreja na África do Sul. Naquele ano, a Record também inaugura seus novos estúdios na Barra Funda em São Paulo, após mais de 30 anos em um pequeno estúdio na Avenida Miruna, no bairro do Aeroporto. Visivelmente incomodada com o crescimento  da Rede Record, a Globo no início de 1996, consegue do pastor Carlos Magno, dissidente da Igreja Universal do Reino de Deus em Recife, uma gravação onde o Bispo Edir Macedo ensina os demais pastores de sua igreja, como enganar o povo e arrecadar mais dinheiro com o dízimo, prática utilizada para o sustento de instituições religiosas. Na gravação, Macedo faz pouco de seus fiéis e ainda ridiculariza passagens bíblicas envolvendo Moisés. Em 1997 a Record compra a TV Itapoan canal 5 de Salvador, passando também a entrar no estado da Bahia com o nome de Record Nordeste, e inaugura a Record Norte em Belém que transmite pelo canal 10, e passa para o terceiro lugar, que estava com a TV Manchete desde 1992. No final do século XX a Record já podia ser assistida, além das praças citadas acima, também em Porto Alegre, Recife, Florianópolis e Goiânia pelo canal 4, Curitiba pelo canal 7, Campo Grande pelo canal 11, Vitória e São Luís pelo canal 6, Fortaleza pelo canal 8; em suma, já não era uma rede em formação e sim em ascensão, que incomodaria bastante nos anos vindouros.
A Globo, na tentativa de afastar sua mais nova concorrente, decide fazer novas contratações no final da década. Em 1996 retira Angélica do SBT, após uma tentativa frustrada de levá-la para sua emissora em 1993. Então apresentadora do Passa ou Repassa e do Mundo Animal, a apresentadora paulista vai para a emissora da família Marinho comandar a programação matinal com o seu novo programa Angel Mix. Entrando para substituir para substituir o TV Colosso, o Angel Mix possuía uma fórmula diferente do Xou da Xuxa, já que era um programa de auditório com brincadeiras e blocos para desenhos animados, além da mininovela protagonizada pela própria Angélica, Caça-Talentos, o que deixava a Globo com bons índices de audiência na parte da manhã.
Eliana, apresentadora do Bom Dia e Cia. também deixa o SBT no ano seguinte, 1997, para assumir o Eliana & Alegria na Rede Record. Mara Maravilha também deixaria a emissora, devido a desentendimentos com a direção do SBT, que desejava reformular o seu programa, o Show Maravilha, predecessor do Bom Dia. O SBT coloca então Jackeline Petkovic como apresentadora do Fantasia, programa lançado em 1997 no horário da tarde, que manteve os bons índices de audiência na parte da manhã. Nessa época o SBT lançou também o Disney Club, programa produzido em parceria com a Walt Disney Pictures, em que crianças pertencentes ao "Comando Revolucionário Ultra-Jovem" "interceptavam" o sinal de uma grande emissora de TV para "atender as reivindicações das crianças, que até então eram obrigadas a assistir telenovelas e jornais", exibindo desenhos produzidos pela Disney até então não exibidos pela TV brasileira, fruto da parceria entre os dois grupos, o que deu ao SBT a exclusividade de exibição das produções Disney na TV aberta brasileira. Tal parceira durou até 2005, quando a Globo fechou a parceria com o estúdio norte-americano. As emissoras brasileiras em geral investiram maciçamente nas produções voltadas para o público infanto-juvenil. Mesmo em situação financeira caótica, a Manchete foi a precursora na exibição de produções japonesas, como Cavaleiros do Zodíaco, que acabou se tornando o maior fenômeno do gênero no Brasil, Shurato, Sailor Moon, Yu Yu Hakusho e Super Campeões. O sucesso das séries japonesas foi suficiente para que as outras emissoras se mexessem em relação a esse tipo de atração. O SBT foi o primeiro, trazendo Dragon Ball, Fly, o Pequeno Guerreiro e Guerreiras Mágicas de Rayearth para a sua emissora em 1996; a Record também atacaria com outro anime de enorme sucesso pelo mundo, Pokemon, o que a deixava por várias vezes na liderança de audiência na parte da manhã, o que levou a Globo a trazer para o Brasil Digimon, que também fazia sucesso em outros países. A Band e a Globo também trariam outros sucessos como Yu-Gi-Oh!, Beyblade, Inuyasha, Samurai X e Dragon Ball Z.
Apesar dessas perdas e também das saídas do jornalista Bóris Casoy (apresentador do telejornal TJ Brasil), que possuíam um formato diferente, em que o apresentador não só anunciava os destaques do dia, como também comentava e opinava sobre as mesmas. Bóris ficaria famoso com seu bordão "isso é uma vergonha" para a Record e de Serginho Groisman (apresentador do Programa Livre, um programa de variedades com interação entre o apresentador, a plateia e as atrações convidadas, sucesso de audiência nas noites de sábado) para a Globo, o SBT vivia uma fase com bons índices de audiência. Em 1997 quando, pela primeira vez desde sua estreia, o Domingo Legal, apresentado por Gugu Liberato, assumia pela primeira vez a liderança de audiência nas tardes dominicais. Como o Topa Tudo por Dinheiro já tinha bons índices de audiência nos domingos, a emissora se consolidava na segunda colocação do IBOPE, o que também alavancou a audiência de outros programas. Isso fez a Globo a criar uma nova atração de comédia até então desconhecida na TV brasileira, o sitcom. Daí nascia Sai de Baixo, protagonizada por Miguel Falabella, Aracy Balabanian, Marisa Orth, Luis Gustavo e Tom Cavalcante, o programa era gravado no Teatro Procópio Ferreira, em São Paulo, trazia um estilo diferente dos humorísticos da época, visto que constantemente havia a interação do elenco com a plateia, o que alavancou a audiência da emissora de Roberto Marinho nas noites de domingo.
Além das contratações de Angélica, Jô Soares e Serginho Groisman, a emissora também trouxe para sua programação Luciano Huck e Ana Maria Braga, vindos da Bandeirantes e da Rede Record, respectivamente. Luciano é judeu e formado em jornalismo na USP e, antes de estrear na televisão, era locutor na Radio Jovem Pan, até estrear na CNT/Gazeta com o programa Circulando. Em 1996 foi contratado pela Band para apresentar o Programa H, o que o fez famoso em todo o Brasil, devido ao sucesso da atração, até sua contratação pela Globo em 1999, para apresentar o Caldeirão do Huck, feito nos mesmos moldes do seu antigo programa na Band. Já Ana Maria já trabalhou na extinta TV Tupi paulista, onde apresentava telejornais e programas de variedades. Fez faculdade de jornalismo e ficou mais de 10 anos afastada da TV, até ser contratada pela Record em 1992 para apresentar o Note e Anote, típico programa feminino que já fazia sucesso na emissora. Ana ficou no comando do programa até 1999, quando, devido a desentendimentos com a direção da emissora da Barra Funda, se desligou da Record, indo parar na Globo para apresentar o Mais Você, nos moldes de sua antiga atração.
Mesmo assistindo o crescimento vertiginoso da Record e do SBT, a Globo permanece em primeiro lugar no IBOPE. Ivani Ribeiro realizou remakes de novelas de sucesso de sua autoria na extinta TV Tupi, como Mulheres de Areia (protagonizada por Glória Pires, interpretando ao mesmo tempo a mocinha Ruth e a nefasta Raquel - a nova versão faria sucesso inclusive internacional) e A Viagem (que contava a história de Alexandre, interpretado por Guilherme Fontes, que após se matar na cadeia, passa a atormentar a todos aqueles que supostamente o haviam posto na prisão - a novela pôs em pauta o Espiritismo e alcançou excelentes índices de audiência em 1994). Ivani faleceria logo após o término de sua novela A Viagem. Outros autores de sucesso foram Manoel Carlos (de Felicidade, História de Amor e Por Amor) e Aguinaldo Silva (de Pedra sobre Pedra, A Indomada e o estrondoso sucesso Fera Ferida). Também se destacariam Silvio de Abreu, que além de Éramos Seis, em 1994 no SBT, também emplacou A Próxima Vítima, a mais bem-sucedida trama policial da TV brasileira, além de Torre de Babel, que causou uma certa polêmica no começo, mas também emplacou altos índices de audiência. Gilberto Braga também se destacaria com a polêmica O Dono do Mundo.

## Televisão digital

### Década de 2000

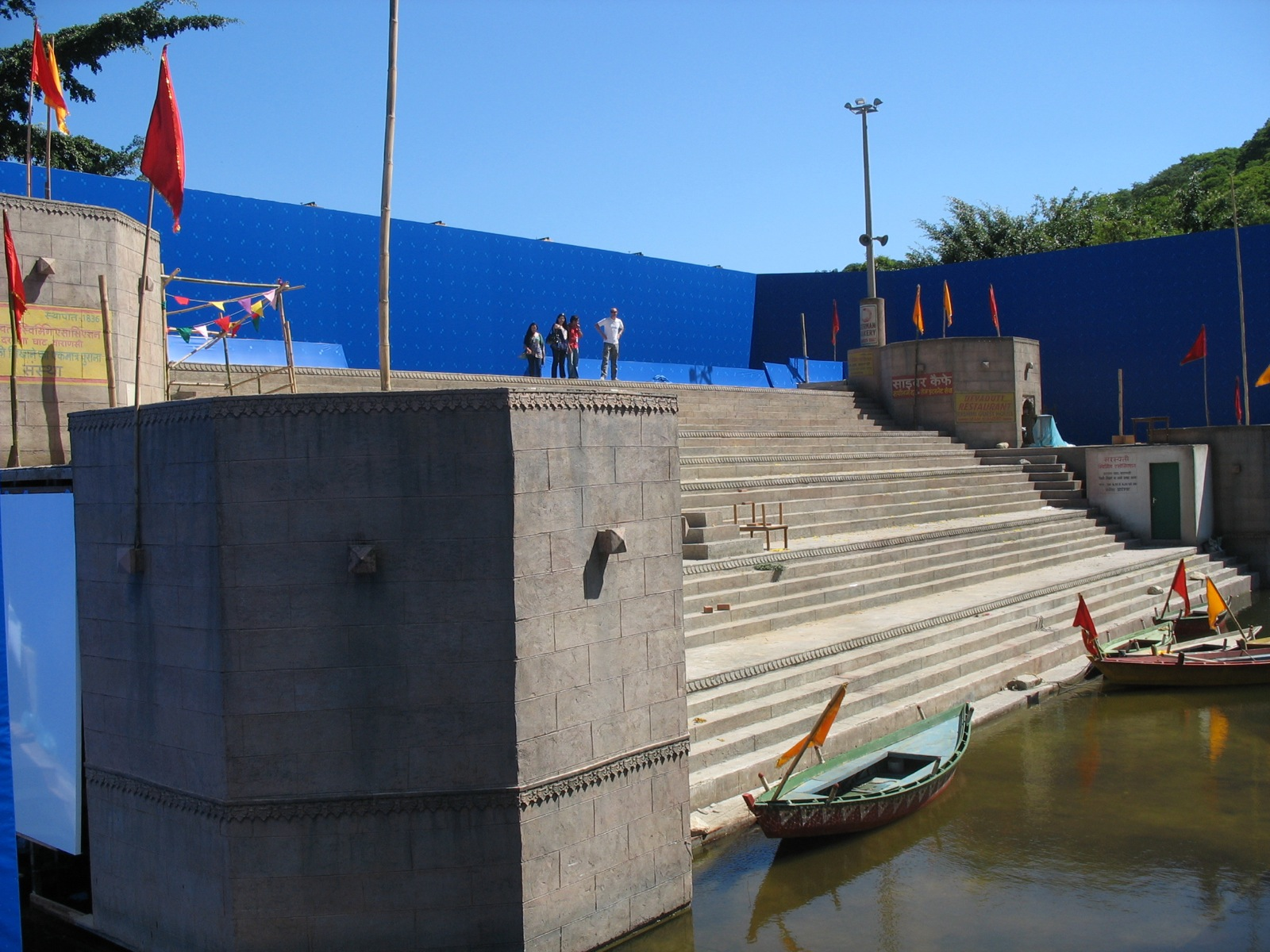
Reprodução do rio Ganges para a telenovela Caminho das Índias na cidade cenográfica do Projac (hoje Estúdios Globo), no Rio de Janeiro, o segundo maior complexo televisivo da América Latina

No começo do século, surgia um novo estilo de programa na TV brasileira: os reality-shows, que se popularizava cada vez mais nos Estados Unidos. O primeiro a despontar foi o No Limite, da Globo. Apresentado pelo jornalista Zeca Camargo, ex-VJ da MTV, o programa era fundamentado no cotidiano de 12 participantes que eram obrigados a conviver em algum lugar inabitado, por exemplo, uma floresta. O programa deu certo e voltaria a ter outras 3 edições, o que fez o SBT a lançar o polêmico, porém bem-sucedido Casa dos Artistas. Apresentado pelo próprio Silvio Santos, consistia em 12 celebridades que tinham que conviver juntas, porém em uma casa de luxo. O SBT ficou diversas vezes na liderança de audiência, o que fez a TV Globo movesse um processo contra a emissora paulista, alegando que o programa era uma cópia do Big Brother Brasil, que na época estava em processo de produção e que tinha fórmula semelhante ao do programa do SBT, porém usando pessoas anônimas. O Big Brother seria lançado em 2002, apresentado por Pedro Bial, jornalista e ex-correspondente internacional da emissora, e faria muito sucesso, como também muita polêmica.
Em 2001, um novo incêndio atingiu os estúdios da Globo, no Rio. Desta vez as circunstâncias foram muito mais preocupantes, já que o sinistro irrompeu durante a gravação do Xuxa Park, no dia 11 de janeiro. O fogo surgiu na gravação do último bloco da atração, que seria transmitido na época do carnaval, causando pânico entre as mais de 300 pessoas (dentre crianças, pais e responsáveis das crianças) presentes no estúdio F do Projac, no bairro de Jacarepaguá, na zona Oeste da capital carioca. Algumas crianças ficaram presas em brinquedos, sofrendo queimaduras de 2º e 3º grau. Embora felizmente não tenha tido vítimas fatais (os casos mais graves foram de Thamires Gomes Valleja, então com sete anos, que ficou presa em uma roda-gigante, e o do segurança particular de Xuxa, justamente o que foi socorrer Thamires, que ficou asfixiado no processo de resgate das crianças), o programa - o primeiro de Xuxa desde o fim do Xou da Xuxa em 1992, acabaria cancelado, pois a apresentadora queria evitar que a exibição dos programas com o mesmo cenário que pegou fogo ficasse marcada na memória dos telespectadores. Xuxa ficaria então, apenas com o seu dominical Planeta Xuxa, um programa diferente de seu habitual, pois era voltado para um público mais em geral, que era exibido aos domingos, antes do Faustão, até que no ano seguinte ela voltaria com os matinais infantis, com o Xuxa no Mundo da Imaginação.
A mudança do século começa com uma queda de audiência da Globo e do SBT, e com um crescimento cada vez mais acentuado da Record. As novelas têm menos audiência, porém, muitas ainda conseguem bons índices, especialmente as de Manoel Carlos, com suas tramas ambientadas no Leblon, nobre bairro da Zona Sul do Rio de Janeiro: Laços de Família, Mulheres Apaixonadas e Páginas da Vida; mas também Aguinaldo Silva (Senhora do Destino), Gilberto Braga (Celebridade e Paraíso Tropical), Sílvio de Abreu (Belíssima), Glória Perez (América, O Clone e Caminho das Índias), Walcir Carrasco (O Cravo e a Rosa, Chocolate com Pimenta, Alma Gêmea e João Emanuel Carneiro (Da Cor do Pecado).
Em agosto de 2001, Sílvio Santos foi mantido refém em sua própria casa, pelo mesmo criminoso que havia sequestrado sua filha, Patrícia Abravanel, dias antes do ocorrido.
No dia 2 de junho de 2002, o jornalista investigativo Tim Lopes foi sequestrado e assassinado enquanto gravava uma matéria investigativa sobre prostituição em bailes funk na favela de Vila Cruzeiro, no bairro da Penha, zona norte do Rio de Janeiro, por traficantes do local. No ano seguinte, morreria aos 98 anos, Roberto Marinho, presidente-fundador das Organizações Globo e fundador da Globo.
Um dos fatos mais polêmicos envolvendo o SBT aconteceria em 2003, no programa de Gugu Liberato, o Domingo Legal. No programa do dia sete de setembro, dia da Independência do Brasil, o programa exibiu uma entrevista com dois supostos integrantes do Primeiro Comando da Capital, o PCC, a maior facção criminosa de São Paulo. Na entrevista, os supostos membros faziam ameaças ao então vice-prefeito da capital paulista, Hélio Bicudo, e a apresentadores de programas jornalísticos do tipo mundo-cão, como José Luiz Datena, do Brasil Urgente da Band; Marcelo Rezende, do Repórter Cidadão da RedeTV, e Oscar Roberto Godói, do Cidade Alerta da Record. No dia seguinte à entrevista, porém, Marcelo Rezende afirmaria, em seu programa que a entrevista era uma farsa, o que seria confirmado por um dos entrevistados dias mais tarde. Diante disso, o Domingo Legal, que virou o século liderando em audiência no horário vespertino dos domingos, quando era transmitido simultaneamente ao Domingão do Faustão da Globo, ficaria fora do ar por uma semana e, ao voltar, perderia a liderança de audiência do horário e não a recuperaria mais, o que beneficiou a Globo e a RedeTV, que na mesma época estava estreando o humorístico Pânico na TV.
A Rede Record comprou no Rio de Janeiro os estúdios da Renato Aragão Produções no bairro de Vargem Grande. Os estúdios são menores que o Projac contando com seiscentos mil metros quadrados, mas a Rede Record equipa-o com aparelhagem de última geração e inicia a produção de suas telenovelas no mesmo, usando a mesma mentalidade que a Rede Manchete usara na década de 1980: produzi-las na mesma cidade da Globo para que os atores possam escolher trocar de emissora sem a necessidade de transferir toda a sua vida para outra cidade, como alguns tem que fazer caso queiram trabalhar no SBT ou na Band.
A primeira telenovela produzida pela Rede Record em seus novos estúdios foi também o primeiro sucesso da emissora em dramaturgia, provando que o investimento havia dado certo. Foi Prova de Amor novela de Tiago Santiago com direção de Alexandre Avancini e contando no elenco com Lavínia Vlasak, Vanessa Gerbelli, Patrícia França, Bianca Rinaldi, Marcelo Serrado e Leonardo Vieira, todos contratados da TV Globo, onde haviam começado suas carreiras. Aproveitando-se das novelas do horário das sete horas da Globo, que estavam cada vez mais perdendo audiência, Prova de Amor disputou com a Globo em posições de igualdade pela liderança de audiência nas principais praças do Brasil, como São Paulo e Rio de Janeiro, além de trazer muitos recursos, patrocinadores e investimentos, o que permitiu que a Record trouxesse vários outros nomes da Globo, não só no ramo da dramaturgia, como também no jornalismo, como Celso Freitas, ex-apresentador do Fantástico e do Globo Repórter, que assumiu o comando do Jornal da Record, o principal jornalístico da emissora, com formato semelhante ao do Jornal Nacional.

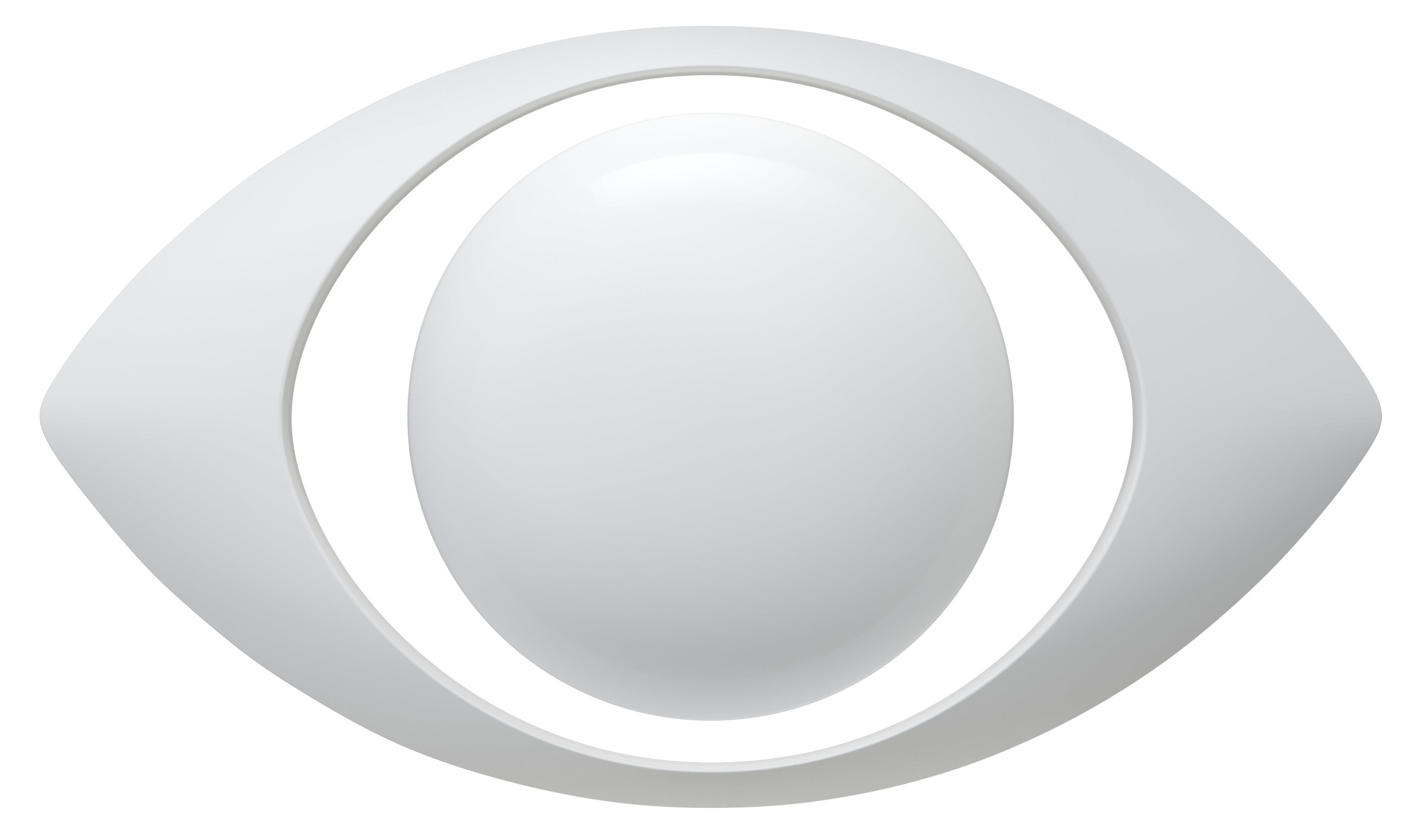
Logo da Rede Bandeirantes

O SBT, após várias apostas em tramas mexicanas na sua emissora, sendo a maioria delas malsucedidas, conseguiu emplacar seu primeiro grande sucesso nesse tipo de trama desde Carrossel: era Rebelde, que além do sucesso de audiência da novela, também impulsionou ao sucesso o grupo de música pop retratado na trama, o RBD, que inclusive fez uma turnê no Brasil, encerrando-a com um show no Estádio do Maracanã, no Rio de Janeiro diante de mais de 70 000 pessoas. A Band produziu, em abril de 2005, Floribella, que assim como Rebelde, também levou ao sucesso musical a protagonista da trama, interpretada por Juliana Silveira, que era cantora. Diante de Prova de Amor, Rebelde e Floribella, a Globo, na tentativa de voltar a ter a liderança ampla no horário das sete horas, convocou novamente João Emanuel Carneiro, autor do maior sucesso de audiência do horário, Da Cor do Pecado, para que o escrevesse uma trama capaz de atrair o público. Em abril de 2006 era lançado Cobras & Lagartos, que tinha um forte apego popular. Assim como Da Cor, também era protagonizado por um negro, Lázaro Ramos (que inclusive fazia sua estreia em novelas), a trama retratava a vida no maior centro de comércio popular do Rio de Janeiro, o Saara, além da briga pelo poder, dentre outros temas. O investimento na trama deu certo, e Cobras & Lagartos fez tanto sucesso quanto Da Cor do Pecado, o que fez com que, não só a emissora retornasse à folgada liderança no horário, como faria João Emanuel Carneiro atingisse o primeiro escalão do time de autores da Globo.
Na busca pela chegada a uma liderança, e na pressa de ajustar-se ao crescimento das suas concorrentes como a Globo que detinha um canal de notícias em sinal por assinatura, a GloboNews, primeira TV exclusivamente de jornalismo do Brasil e a Band que já havia inaugurado a BandNews TV oferecendo, também em sinal por assinatura, uma alternativa ao estilo da Globo News, mas também especializada em jornalismo, a Rede Record inaugura em 27 de setembro de 2007 a Record News, que também transmite em sinal aberto, com uma programação noticiosa diferente das duas concorrentes nacionais, mas que não consegue atrair o público, não alcançando audiência suficiente para justificar o investimento, quer pelos canais abertos em São Paulo e Rio de Janeiro, quer por assinatura pela TVA, Sky, Via Embratel e Oi TV.
Desde 25 de agosto de 2014, as "Organizações Globo", maior grupo de mídia do Brasil passa adotar como nome "Grupo Globo", já antiga que a  marca usada desde a inauguração do jornal O Globo em 1925.
Desde a década de 1970, os japoneses vêm realizando experiências para criar uma televisão de alta definição. Isso na realidade significa conseguir uma imagem sem interferências externas, capaz de chegar aos aparelhos receptores de forma impecável, ou seja, límpida. O primeiro passo teria que ser aperfeiçoar os aparelhos para receber essa imagem. Os aparelhos de televisão até aquela data, usavam um sistema de formação de imagens através de linhas horizontais, composta de pontos, enviados por um catodo, o que não poderia gerar a alta definição desejada. A solução encontrada foi a composição da imagem em uma tela utilizando o Cristal líquido. Nos anos 70 chegaram a fabricar aparelhos receptores utilizando essa técnica, com transmissões convencionais de televisão. Porém, essas experiências só surtiram efeito satisfatório com o desenvolvimento da informática nos anos 90, modificando também a forma de transmissão dos sinais, ao invés de se transmitir imagem e som pelas ondas eletromagnéticas, transmitiria-se arquivos de dados que decodificados nos aparelhos receptores, formariam imagens e sons perfeitos, em alta definição. Logo duas tendências para esse tipo de transmissão surgiram, a americana e a japonesa; e mais tarde surgiria também a europeia. O sistema japonês saiu na frente, implantado primeiramente em países orientais, no início dos anos noventa, já o sistema americano começou a ser utilizado no Canadá e Estados Unidos em 1995. No Brasil em 2003 o presidente Lula criou um consórcio com o objetivo de implantar a televisão digital no Brasil, definindo o sistema japonês como o escolhido oficialmente. Em 2 de dezembro de 2007, na cidade de São Paulo o sistema iniciou efetivamente sua implantação através dos canais: 13 (TV Bandeirantes), 9 (Rede TV!), 7 (TV Record), 5 (TV Globo) e 4 (SBT). Esses canais foram o ponto de partida, em 2008 a TV Digital já iria entrar em funcionamento também através de canais no Rio de Janeiro. Belo Horizonte, Brasília; no primeiro semestre e nas cidades de Porto Alegre, Salvador, Recife, Fortaleza; no segundo semestre. Em 2009 outras cidades começariam a serem servidas pelo sistema digital. O plano inicial do governo é de que em 2016, todas as emissoras do país estejam transmitindo o sinal digital de forma que o sinal analógico, ou seja o sinal de transmissão convencional, será desligado. Mas, o alto preço dos equipamentos para implantação e dos aparelhos para a recepção, podem fazer com que esse prazo seja estendido.

### Década de 2010

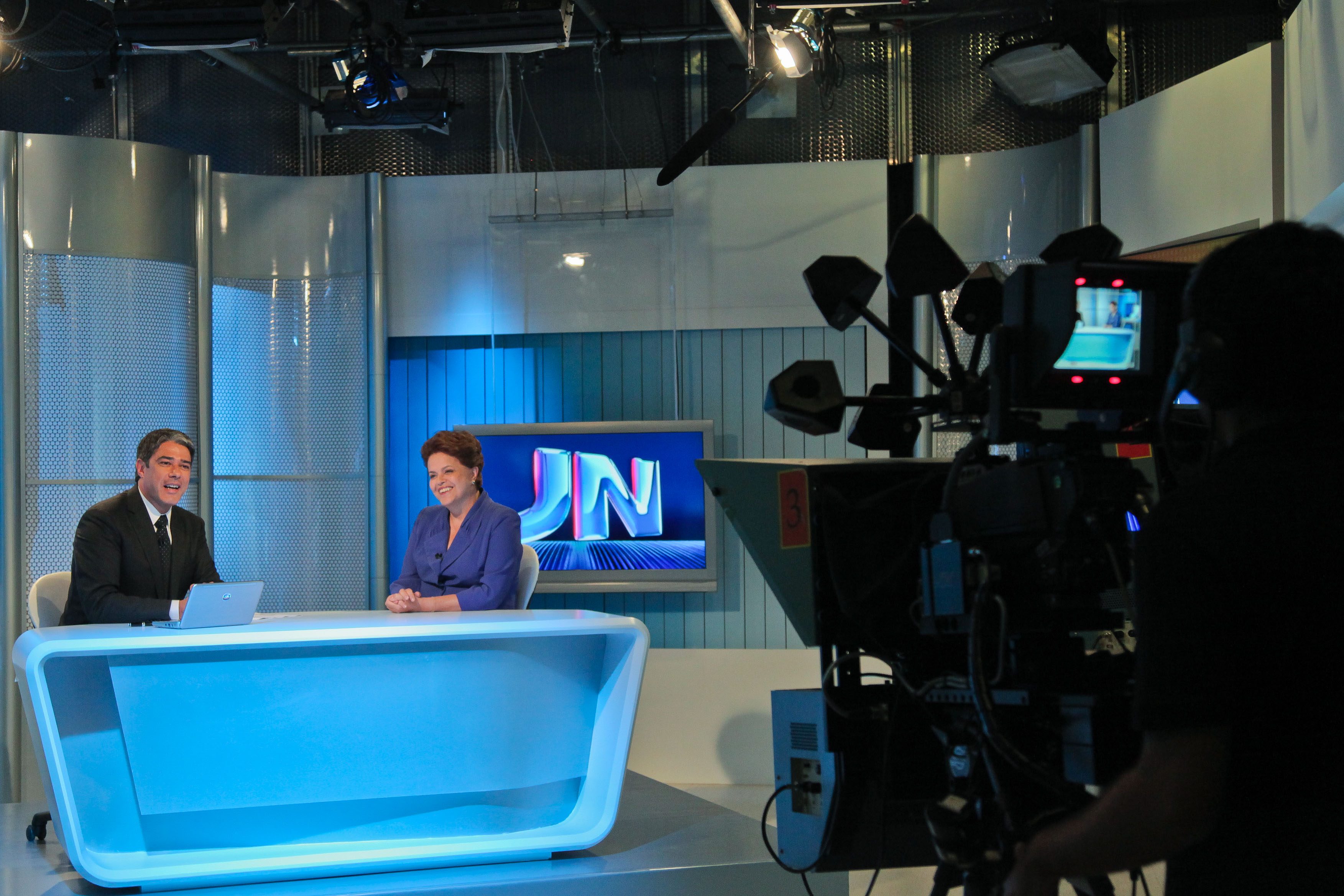
O apresentador William Bonner e a recém-eleita presidente Dilma Rousseff em entrevista para o Jornal Nacional

Com a massificação da Internet, a transmissão on line do sinal — tanto aberto quanto por assinatura — passou a disputar a audiência com os serviços de distribuição de conteúdo digital, conhecidos como streaming (Netflix, YouTube, entre outros). Boa parte da televisão aberta durante esta década estava ocupada por programas de televendas e igrejas.
No ano de 2010, o SBT faz mudanças na grade e traz de volta o quadro Novelas da Tarde inicialmente para exibir seus clássicos e tempos depois exibindo novelas mexicanas inéditas. A Record e a Band só fariam isso em 2012, a Record estreou o Programa da Tarde e a Band, o Muito+. O programa da Band não deu certo e saiu do ar em pouco tempo, sendo substituído por desenhos até 2018, quando a emissora estreou o Melhor Da Tarde. Já a Record, não conseguiu barrar o SBT com seu programa e em 2015, e o substituiu por reprises de suas novelas. A TV Globo só faria alterações em 2019, extinguindo o Vídeo Show, e estreando o Se Joga.
Na manhã do dia 10 de fevereiro 2010, por volta de 7h20, ocorreu a queda do helicóptero da Record, a "Águia Dourada", que sofreu uma pane no rotor de cauda e caiu numa área do Jockey Club de São Paulo. O "Globocop", logo após o contato com o "Águia", filmou o mesmo caindo sobre o terreno do Jóquei e pousou no local para socorrer as vítimas. Esse não seria o primeiro acidente na Record em 2010, no dia 11 de maio, na gravação de uma reportagem para o programa Tudo é Possível, uma enorme onda acertou em cheio a embarcação que transportava toda a equipe de produção. Ainda em maio, a emissora perderia diversos atores de sua dramaturgia.
Em 2010, a Globo faria uma cobertura especial sobre dois fatos ocorridos no Rio de Janeiro. No dia 6 de abril, a capital carioca e a região metropolitana seriam castigadas por fortes chuvas, que ocasionaram a morte de cerca de cinquenta pessoas. A emissora transmitiria uma programação especial na capital carioca, chegando a cancelar o Globo Esporte, o Vídeo Show e a reprise da novela Sinhá Moça para cobrir os transtornos e os estragos na "Cidade Maravilhosa" causados pela chuva.
Sete meses depois, em 25 de novembro, a cidade sofreria vários atentados perpetrados por organizações criminosas ligadas ao tráfico de drogas. Mais uma vez, a emissora faria uma cobertura especial sobre os atentados e assim como em abril, deixaria de exibir sua programação vespertina para a região metropolitana carioca para cobrir os atentados, desde tiroteios até ataques a carros e ônibus. A emissora ainda exibiria com exclusividade, no dia 28 de novembro, um domingo, a prisão de um dos traficantes acusados de matar o jornalista Tim Lopes em 2002, mais uma vez deixando de exibir a programação do dia, cancelando o Esporte Espetacular e o filme Alvin e os Esquilos (exibido no Temperatura Máxima desse mesmo dia) para a região metropolitana carioca.
Ao perder público para as redes sociais, a TV Globo pede para Bosco Brasil escrever uma obra de ficção científica para a faixa das sete horas. Em 11 de janeiro, estreia Tempos Modernos, a novela não conseguiu trazer um público mais jovem para as telas de TV e a trama foi vítima de baixos índices de audiência. A Globo resolveu criar um remake de seu sucesso de 1985, Ti Ti Ti. A trama estreou em 19 de julho e foi a primeira novela da Globo em HDTV. O remake recuperou o público do horário.
No dia 5 de setembro de 2010, a Record consegue fato histórico no Rio de Janeiro. A emissora vence a Globo no Rio das 7h até meia-noite. O SBT conseguiu o mesmo feito em São Paulo no ano de 2001, só que ainda maior.
Com o sucesso de audiência do Programa Eliana no SBT aos domingos, a Globo começa a se sentir ameaçada e em 2 de janeiro estreia o programa Esquenta!, apresentado por Regina Casé nas tardes de domingo. O programa tinha a proposta de trazer uma atração voltada aos públicos da periferia fluminense, sendo inspirado em antigos programas da emissora que seguiam esses moldes, como Samba, Pagode & Cia. O programa ficou na ar até 1 de janeiro de 2017.
No dia 23 de janeiro de 2011, Ana Hickmann fica na liderança em audiência vencendo o Domingão do Faustão. Na manhã do dia seguinte, um helicóptero da Globo é atingido por três tiros na cidade do Rio de Janeiro enquanto se preparava para fazer imagens de uma operação policial no Morro da Mineira. Um dos projéteis atingiu o assoalho, o segundo, a região central e o terceiro, a cauda da aeronave, um modelo Eurocopter AS3 50 B2. O projétil que atingiu o assoalho rompeu um cabo do sistema de controle do rotor de cauda, afetando a dirigibilidade do Globocop e obrigando o piloto Antonio Ramos a realizar um pouso forçado no Aeroporto de Jacarepaguá, na Zona Oeste. Além do piloto, estavam a bordo o operador de sistemas Roberto Mello Reis e a repórter Karina Borges. Ninguém se feriu. O momento de pouso do Globocop foi registrado pela câmera do helicóptero da Record.
Em 21 de fevereiro de 2011, estreia na Globo o Bem Estar, apresentado por Fernando Rocha e Mariana Ferrão. O programa teve o formato inspirado no Você Bonita da TV Gazeta e foi o primeiro programa da emissora em alta definição. O programa ficou no ar até 5 de abril de 2019.
Querendo repetir o sucesso do SBT de 2005, a Record produz em parceria com a Televisa, uma nova versão de Rebelde que consegue índices satisfatórios. Porém, a segunda temporada acaba não tendo a mesma audiência, fazendo com que a trama não seja renovada para a terceira. Rebelde também marcou a Record por ser a primeira novela em alta definição da emissora.
Em 7 de abril de 2011, houve o Massacre do Realengo, que contou com grande cobertura das redes de televisão, em especial a TV Globo com coberturas em telejornais, inclusive a ancoragem em frente à escola onde ocorreu o massacre.
Em 11 de dezembro de 2011, a Globo marcou a pior audiência de sua história em São Paulo. Foram 10,4 pontos de média, das 07h às 23h59. O Domingão do Faustão registrou neste dia dez pontos, perdendo para o Programa do Gugu da Record. O Esquenta! registrou apenas 12 pontos e o Fantástico, que marcou neste dia a estreia de Renata Ceribelli ao lado de Zeca Camargo, marcou 18,5 pontos.
Em 26 de março de 2012, a Globo estreou sua nova novela das nove, Avenida Brasil, de João Emanuel Carneiro. O folhetim foi considerado um dos maiores sucessos da faixa das 21h de todos os tempos, com uma narrativa ágil e envolvente. No dia 21 de maio, estreia no SBT, a novela Carrossel, em uma nova versão do sucesso da emissora de 1991. A trama fica conhecida como "A Novela que uniu a família brasileira". pois as crianças dos anos 90 - já adultas em 2012 - poderiam se juntar com os mais jovens para assistir à novela. Logo após a novela, todos mudavam de canal para acompanhar Avenida Brasil, que estava começando.
No dia 29 de setembro, a televisão estava em luto pois Hebe Camargo, a "Rainha da TV Brasileira", havia morrido. As emissoras de TV resolveram se juntar e fazer homenagens à apresentadora.
No dia 20 de maio de 2013, estreia na Globo a novela Amor à Vida, de Walcyr Carrasco. A trama ficou marcada pelo primeiro "beijo gay" da história do canal.
Em 2014, a Globo muda o logotipo e a grade de programação, para competir com os serviços de streaming, que cada vez tem mais assinantes. O SBT também promove mudanças começando pelo logotipo, e contrata Danilo Gentili para apresentar o The Noite e Otávio Mesquita para apresentar o ''Okay Pessoal!!!''.
Em 2015, a Globo passa a ter problemas com a Record, justamente durante as comemorações dos cinquenta anos de fundação da primeira. A apresentadora Xuxa Meneghel assina com a Record, o que se torna uma "dor de cabeça" para a Globo pois seu programa consegue índices satisfatórios de audiência nas primeiras edições. Outro fator foi que a Record estreou em 23 de março a novela Os Dez Mandamentos, que acaba tirando a audiência do Jornal Nacional, principal telejornal do país e da novela Babilônia, que se torna a pior novela da TV Globo desde 1965.[carece de fontes?]
Com o declínio dos programas infantis na década, a Globo tira do ar a TV Globinho, por conta da migração do público infantil para a TV por assinatura o que faz a emissora lançar um canal direcionado a esse público, o Gloob. No lugar da TV Globinho, estreia o É de Casa aos sábados. Desde 2012, o TV Globinho tinha deixado de ser exibido de segunda a sexta para dar lugar ao Encontro com Fátima Bernardes. A Band faria o mesmo em 2016, tirando do ar o Band Kids e esticando o Dia Dia. A RedeTV! só faria isso em 2018 com o TV Kids. A Record, o SBT e a TV Cultura seriam as únicas que continuaram a exibir programas infantis. Com o fim da TV Globinho, a Disney fechou contrato com o SBT para exibir desenhos, séries, seriados e novelas juvenis da empresa na TV aberta. O SBT criou um programa só para essas atrações, o Mundo Disney, que ficou no ar até 31 de agosto de 2018.
Em 17 de abril de 2016, a Globo exibiu ao vivo a cobertura da votação de processo do impeachment da ex-presidente Dilma Rousseff e as manifestações no Brasil, cancelando o Temperatura Máxima, o jogo de futebol e o Domingão do Faustão, exibindo apenas o Fantástico à noite.
Entre os dias 3 e 21 de agosto, a Globo, a Record e a Band transmitiram os Jogos Olímpicos de Verão de 2016, realizados no Rio de Janeiro. Enquanto as três exibiam os jogos, o SBT estreava o Fofocalizando - inicialmente chamado Fofocando - apresentado por Mama Bruschetta e Leão Lobo, vindos da TV Gazeta. O programa logo passou por mudanças entrando novos apresentadores para o elenco e conquistando o público. Depois, programa mudou o nome para Fofocalizando e chegou a liderar algumas vezes.
A partir de 2016, os sinais de televisão analógica começaram a ser desligados em várias cidades do Brasil. O SBT, a RecordTV e a RedeTV! haviam formado em 2014, uma joint-venture denominada Simba Content, para negociar a cobrança por parte dos canais por assinatura, da transmissão de seus sinais, já que a regulamentação da ANATEL de 2011, determinando a gratuidade da transmissão, seria apenas para "os sinais analógicos de abrangência nacional". Em março de 2017, as três emissoras anunciaram que não transmitiriam mais o conteúdo por meio das operadoras, estando o sinal apenas disponível por antena. No entanto, as três emissoras, alegando prejuízos comerciais e de audiência, entraram em acordo com as operadoras e voltaram  a transmitir as respectivas programações nas operadoras no mesmo ano.
Mesmo perdendo a parceria com a Disney em 2018, o SBT conquista a vice-liderança perdida em 2007 para a RecordTV.
Em 2019, o SBT promove mudanças estreando o Programa da Maísa e o Topa ou não Topa aos sábados. A Globo também muda sua grade de meio de semana à tarde, extinguindo o Vídeo Show e estreando o Se Joga. Enquanto a RecordTV resolve mudar sua grade no horário nobre: o Jornal da Record passa para a faixa das 19h e as novelas são realocadas para as 20 e 21h.
Apesar do declínio por conta dos serviços de streaming, a TV tem grande audiência com suas tramas. A Globo conquistou o público com as novelas: Eta Mundo Bom, Escrito Nas Estrelas, Além do Tempo, Cordel Encantado, Lado a Lado, A Vida Da Gente, Ti Ti Ti, Morde e Assopra, Cheias de Charme, Totalmente Demais, Fina Estampa, Avenida Brasil, Império, A Força do Querer, A Dona Do Pedaço, Verdades Secretas e Os Dias Eram Assim. E a RecordTV conquistou com: Rebelde, Os Dez Mandamentos, Escrava Mãe, O Rico e Lázaro e Jesus. O SBT conquistou com: Carrossel, Cúmplices de Um Resgate e As Aventuras de Poliana. A Band teve repercussão com as turcas: Mil e Uma Noites e Fatmagul: A Força do Amor
Em novembro de 2019, o Grupo Globo fez um acordo com o maior grupo de mídia da China, a estatal China Media Group. O acordo prevê a cooperação mútua nas áreas de cinema, televisão, esporte, entretenimento, tecnologias 4K, 8K, 5G e outras.

### Década de 2020
Em janeiro de 2020, a Globo criou o projeto Uma Só Globo (USG), que fundiu as divisões TV Globo, Globosat, Globo.com, DGCORP (Diretoria de Gestão Corporativa) e Som Livre em uma só empresa, com o objetivo de reduzir despesas, diminuindo a folha de pagamentos. A ideia era não ser mais necessário ter vários funcionários realizando um mesmo serviço em plataformas diferentes. Isso provocou apreensão entre os funcionários, que previram as demissões que viriam. Com a reformulação, o grupo fez várias renegociações de contratos e demissões de artistas, apresentadores e outros funcionários que tinham altos salários, economizando quase R$ 500 milhões.
Efeitos da pandemia de COVID-19
A partir de março, com a pandemia de COVID-19, todas as emissoras tiveram que cancelar projetos e paralisar suas gravações de novelas e programas de auditório. Passaram a apresentar programação gravada ou com um mínimo de apresentadores mantendo distanciamento físico. Por sua vez, os departamentos de jornalismo das mesmas intensificaram as suas coberturas jornalísticas da pandemia pelo país e pelo mundo ampliando o horário de seus noticiários e jornalísticos, porém profissionais de mais idade do chamado "grupo de risco" acabaram afastados fazendo seus trabalhos via home office. Programas de entrevistas e jornalísticos passaram a utilizar recursos tecnológicos como videoconferência. Essas alterações na sua rotina de trabalho e programação visou a atender as medidas de prevenção exigidas pelas autoridades sanitárias e administrativas, para evitar aglomerações, o que aumentaria o risco de contágio.
Foram afetados sensivelmente também os espetáculos de teatro, shows e eventos esportivos como os campeonatos de futebol. Todas as competições foram interrompidas quando a pandemia começou a se disseminar. Alguns meses depois, no início de julho, os jogos voltaram a ser realizados, sem público e obedecendo os protocolos das autoridades da Saúde.
Quebra contratos de transmissão
Em junho de 2020, o governo federal publicou a Medida Provisória 984, determinando, entre outras decisões, que o clube mandante dos jogos teria os direitos de transmissão. Com isso, por exemplo, as finais do Campeonato Carioca foram disputadas com grandes embates na Justiça entre Flamengo, TV Globo e a Federação Carioca. A final da Taça Rio, cujo mando de campo foi do Fluminense, decidido por sorteio, foi transmitida pelo seu canal no YouTube, o FluTV. Com a vitória do Fluminense, a final do campeonato carioca seria decidida em dois jogos entre Fluminense e Flamengo (que havia sido campeão da Taça Guanabara). A primeira partida, no domingo (12 de julho) teve mando de campo do Fluminense, que transmitiu o jogo pelo seu canal no YouTube. A final, disputada na quarta feira (15 de julho) teve o Flamengo como mandante, e a transmissão do jogo foi do SBT. No mesmo mês, a Globo decidiu romper o contrato com o Flamengo que previa a exibição dos jogos do Campeonato Carioca, por causa da violação dos direitos de exclusividade que mantinha. A emissora, que transmitia as finais do Carioca desde 1987, renunciou aos direitos e cancelou o contrato com clubes, patrocinadores e Federação. O imbróglio entre o time carioca e a emissora intensificou-se após a assinatura da Medida Provisória 984. No entender da administração da emissora, a violação ocorreu a partir do momento em que a FlaTV (streaming de vídeo do clube) exibiu uma partida ao vivo entre Flamengo e Boavista Sport Club. Pela parceria de anos com o futebol brasileiro, a Globo decidiu pagar os direitos de transmissão a todos os onze clubes que assinaram contrato com a emissora. No dia 5 de julho, a Globo acatou a decisão judicial que a obrigava a transmitir a semifinal da Taça Rio entre Fluminense e Botafogo, porém decidiu acionar o seu departamento jurídico.
Em agosto de 2020, a Globo decidiu rescindir o contrato de transmissão de jogos de futebol organizados pela CONMEBOL, comitê responsável pela Copa Libertadores, alegando que a crise financeira pelo efeito da pandemia provocou um aumento no valor do contrato em quase R$ 100 milhões por ano, tornando inviável a continuidade do contrato.
Devido também à crise financeira causada pela pandemia, em agosto de 2020 a Globo rescindiu o contrato com a Liberty Media, responsável pelos direitos de transmissão da Fórmula 1. Segundo a emissora, a Liberty pediu pelo menos US$ 22 milhões de dólares para a renovação em 2021 e a emissora tinha expectativa de investir no máximo US$ 20 milhões. Para as temporadas seguintes da competição, a Liberty iria firmar uma parceria com a Rio Motorsports, que ficaria responsável pelos direitos de transmissão e pela construção do novo autódromo no Rio de Janeiro. Os direitos de transmissão poderiam ser vendidos tanto para a Globo novamente, como para outras emissoras.
Em 2020, após ultrapassar a televisão por assinatura, as plataformas de streaming passaram a concorrer com a audiência da TV aberta. Isso aconteceu pela primeira vez em junho de 2020.

### Desligamento definitivo do sinal analógico e TV 3.0
O sinal analógico, que estava previsto para ser desligado em dezembro de 2023, teve o prazo para o desligamento definitivo em todo o País  prorrogado para Junho de 2025.
Além disso, está previsto para 2025 a implementação da TV 3.0, a tecnologia sucessora da TV Digital, que irá entregar aos telespectadores uma melhor qualidade de imagem, com resolução de 4K até 8K, áudio imersivo com tecnologia 3D, além de promover uma completa e definitiva integração da TV aberta com a Internet.